# Hanseat

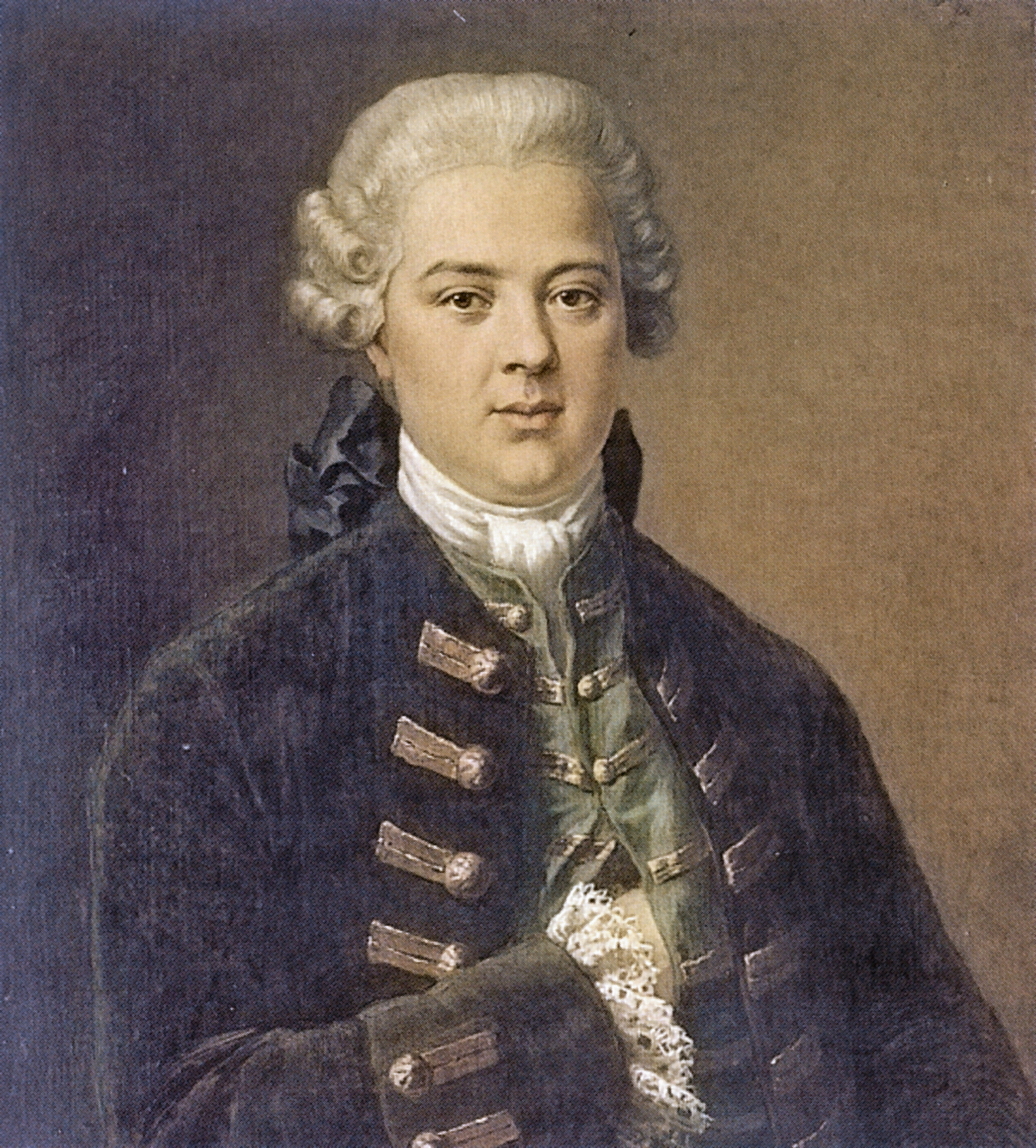
Johann Hinrich Gossler (1738–1790), Inhaber des Handelshauses Joh. Berenberg & Gossler

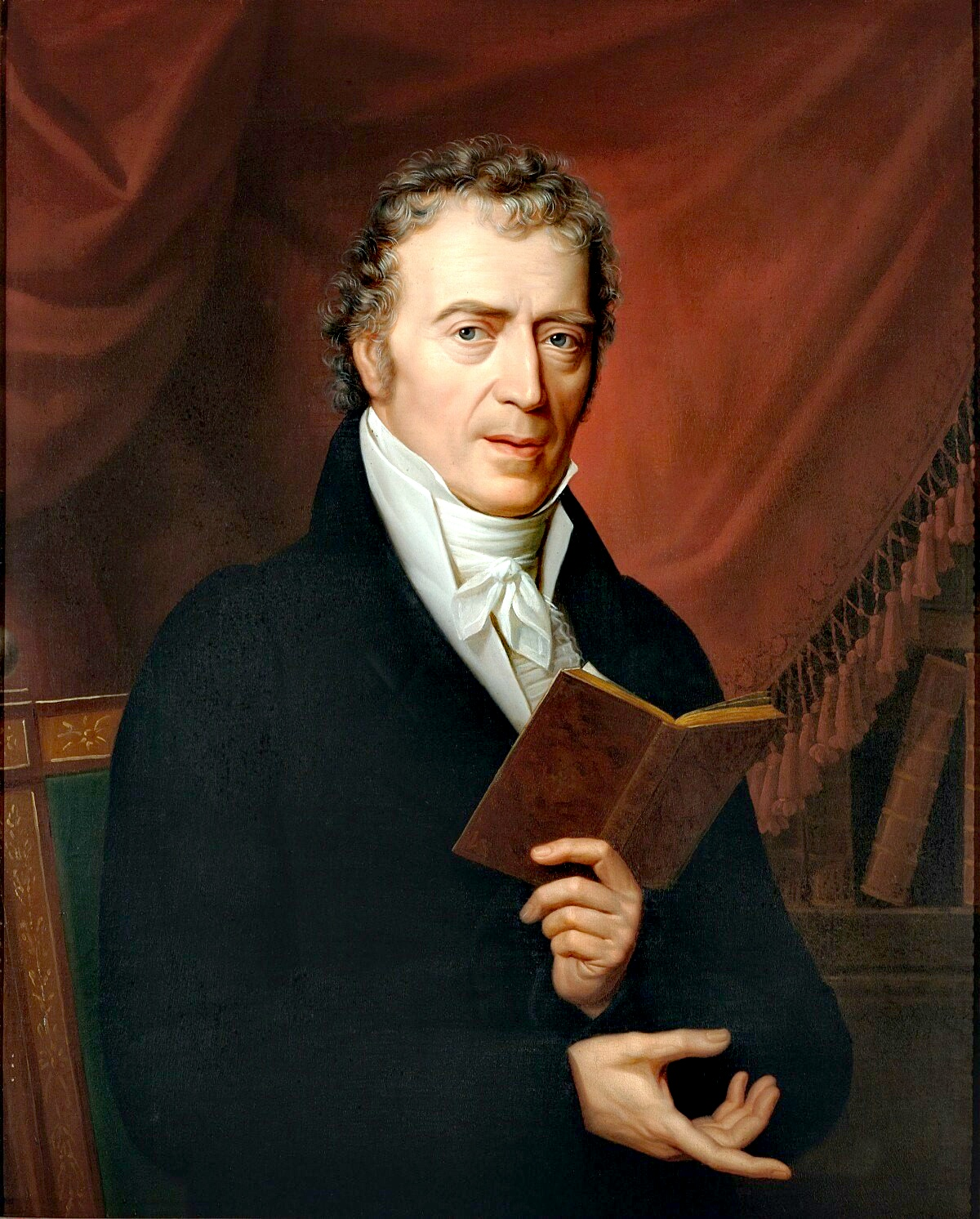
Christian Adolph Overbeck (1755–1821), Bürgermeister Lübecks, Dichter und Aufklärer, „Beispiel für den verantwortungsbewussten Musterbürger […], dem der ‚hanseatische‘ Mythos so vieles verdankt.“

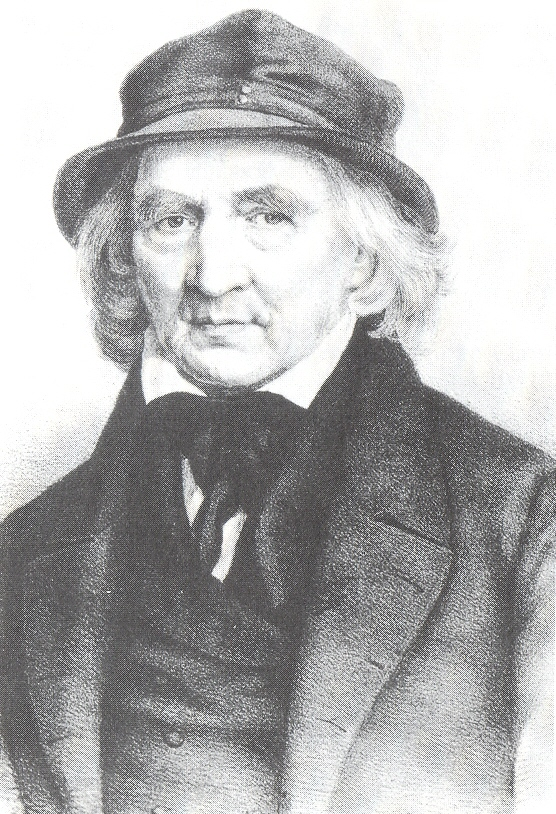
Johann Christian Jauch senior (1765–1855), Großbürger zu Hamburg, Cousin Christian Adolph Overbecks – „Die hamburgischen Jauchs zählten zu den alteingesessenen hanseatischen Familien“

Als Hanseat wird historisch ein Mitglied der Oberschicht der drei Hansestädte Hamburg, Bremen und Lübeck in der Zeit nach der Hanse bezeichnet, also seit Mitte des 17. Jahrhunderts. Der Begriff des Hanseaten wird heute losgelöst von seinen schichtenspezifischen, zeitlichen und auf die Städte Hamburg, Bremen und Lübeck beschränkten Wurzeln auch rein regional verwendet und bezeichnet dann die Gesamtheit der heutigen Einwohner der historischen Hansestädte, worin sich zugleich seine neuzeitliche Bedeutung erschöpft. Der vorliegende Artikel befasst sich mit dem in seiner Bedeutung eng umgrenzten soziostrukturellen Begriff des Hanseaten, der zeitlich zudem vom älteren und umfassenderen Begriff der Hansekaufleute zu unterscheiden ist.
Die Angelegenheiten der mittelalterlichen und frühneuzeitlichen Hanse, die im 17. Jahrhundert unterging, wurden regelmäßig mit dem Beiwort ,hansisch‘ bezeichnet, ihre Mitglieder als ,Hansekaufleute‘. Der Begriff hanseatisch taucht erstmals in Werdenhagens De Rebus Publicis Hanseaticis Tractatus von 1631 auf. Zwischen Hamburg, Bremen und Lübeck entstand in den Jahren 1630 bis 1650 als Bündnis die Hanseatische Gemeinschaft. Sie führte die Tradition der Hanse fort, und ihre Mitglieder übernahmen Mitte des 19. Jahrhunderts den Begriff ,Hansestadt‘, neben ,Freie Stadt‘, in den Staatsnamen der drei Stadtstaaten. Das auf den Privilegien der Oberschicht gründende Hanseatentum alter Prägung endete 1918 mit dem Untergang des Deutschen Kaiserreichs und der Einführung des allgemeinen und gleichen Wahlrechts auch in den drei Hansestädten.
Das mit dem historischen Substantiv ,Hanseat‘ korrespondierende Adjektiv ,hanseatisch‘ bezeichnet entweder die Angelegenheiten der Städte der Hanseatischen Gemeinschaft oder die Eigenschaften eines Hanseaten. Als letztere wird eine Kombination von Haltungen und Einstellungen empfunden, zu denen Weltläufigkeit, kaufmännischer Wagemut, Gediegenheit, Verlässlichkeit („Handschlag genügt“), Zurückhaltung sowie die Fähigkeit zur Selbstironie gehören und – jedenfalls für das Hanseatentum alter Prägung – dass „diese freien Bürger wirklich denselben Stolz kultivieren wie der hochmütigste Aristokrat“.
Der tradierte Begriff des Hanseaten bzw. des Hanseatischen ist durch die Verwendung als reine Regionalbezeichnung keineswegs verdrängt worden. Im ursprünglichen Sinn werden heute noch zu den Hanseaten die Mitglieder der alten hanseatischen Familien sowie die erfolgreichen Kaufleute und Senatoren der drei Städte Hamburg, Bremen und Lübeck gerechnet, sofern sie wesentliche Züge der historischen „hanseatischen“ Lebensweise verkörpern. Wenn in neuer Zeit Persönlichkeiten wie zum Beispiel Helmut Schmidt, Karl Carstens, Gerd Bucerius oder Walther Leisler Kiep unabhängig von ihrem konkreten Wohnort dezidiert als „Hanseaten“ bezeichnet werden, weil sie hanseatische Eigenschaften und Einstellungen in herausragender Weise repräsentieren, wird auf den Nimbus des historischen Hanseatentums Bezug genommen.

## Reichweite des Begriffs, Verhältnis zu den anderen Ständen

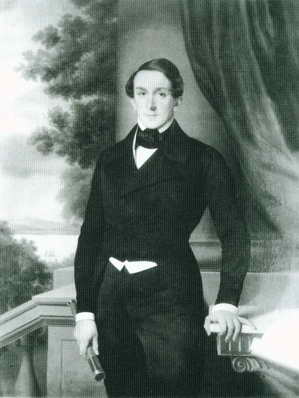
Cesar Godeffroy
(1813–1885), der „Südseekönig“, „wurde zum Inbegriff des hanseatischen Kaufmanns“.

Neben der regionalen Beschränkung des Begriffs ,Hanseat‘ auf Einwohner der Städte Hamburg, Bremen und Lübeck und der zeitlichen Beschränkung auf die Zeit nach dem Untergang der Hanse bestand eine personelle Beschränkung auf eine zahlenmäßig kleine Oberschicht. Percy Ernst Schramms Diktum, „alle Hamburger, vom Bürgermeister bis zum letzten Mann im Hafen, waren eines Standes“, kann ebenso wie Johann Carl Daniel Curios vielzitierte Aussage von 1803, „Hamburger kennen und haben nur einen einzigen Stand, den Stand eines Bürgers“, nur formale Richtigkeit beanspruchen. Als ,Hanseaten‘ wurden keineswegs alle gebürtigen oder gar eingemeindeten Stadtbürger verstanden, vielmehr erfolgte eine Einschränkung auf jenen Stand von Kaufleuten, der dem „Hanseatischen“ seinen Nimbus verlieh. „Die Freie und Hansestadt Hamburg ist eine der ältesten Republiken in Europa, aber kaum jemand würde auf den verwegenen Gedanken kommen, sie eine alte Demokratie zu nennen.“ Die Bevölkerung Hamburgs und Lübecks, mit Einschränkungen auch Bremens, teilte sich streng in drei Stände: den Handelsadel, die wohlhabenden Industriellen oder kleinen Kaufleute und die Plebs. „Man sollte nicht glauben, dass in einer rein bürgerlichen Stadt wie H., ohne Hof, ohne Adel, ohne Militärchargen, eine solch altmodische Observanz in Beziehung auf die strengste Sonderung der verschiedenen Klassen obwalte, als dies wirklich der Fall ist.“ Den Handelsadel bildeten die Kaufleute, die allein dank ihrer ökonomischen Verhältnisse in der Lage waren, das Große Bürgerrecht zu erwerben. Wer nicht zu den Kaufleuten und -reedern gehörte, musste mindestens Rechtsgelehrter oder Hauptpastor sein, um das Prädikat „Hanseat“ beanspruchen oder zugeschrieben bekommen zu können. Die bürgerliche Oberschicht der Hanseaten besetzte die soziale Position, die andernorts dem Adel zukam.
Die Trennung der verschiedenen Klassen durchzog sämtliche Lebensbereiche, selbst die allgemeine „Sonntagslust“. „Von solider, sittlich-gemüthlicher und unbefangen gemischter Volksbelustigung kann übrigens hier nie die Rede sein. […] denn alle Lokale […] sind durch den Pesthauch der privilegierten Freude vergiftet, und daher ist es kein Wunder, wenn die Mittelklasse steif und pedantisch zum Thore hinaus schreitet und der herzliche Frohsinn fehlt.“
„Auf der einen Seite stand ein auf Tradition und ihre ‚traditionellen Werte‘ beharrendes (Groß-)Bürgertum, das mit Stolz auf seine kaufmännische Familientradition aus dem 17. und 18. Jahrhundert verwies“, wobei „der Reichtum des Bürgertums … allerdings nur deshalb möglich wurde, weil er von in ärmlichsten Verhältnissen hausenden und lebenden Arbeiterinnen und Arbeitern getragen wurde.“

## Die Städte der „Hanseatischen Gemeinschaft“ – Unterschiede

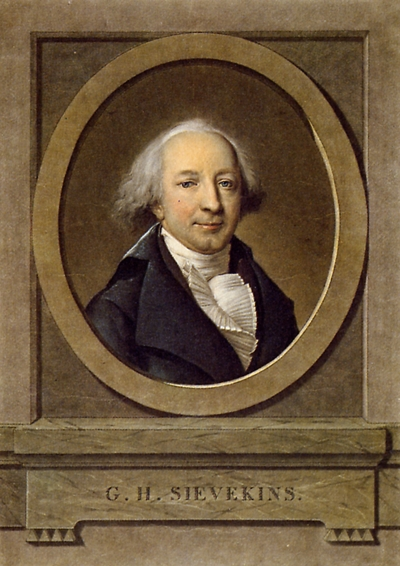
Georg H. Sieveking (1751–1799), Kaufmann und Aufklärer, „revolutionärer Hanseat“ Hamburgs, Mitbegründer des Hamburger Jakobinerklubs

Neben vielfältigen Gemeinsamkeiten waren die Verhältnisse in den drei Städten der Hanseatischen Gemeinschaft deutlich unterschiedlich. Gemeinsam prägender Faktor hanseatischen Selbstverständnisses war, dass Lübeck (seit 1226), Bremen (seit 1186, endgültig 1646) und Hamburg (spätestens 1618, endgültig 1768) – neben zunächst Frankfurt am Main – die einzigen nach 1815 verbliebenen Freien Reichsstädte waren. Lübeck war in hansischer Zeit die Führungsmetropole der Hanse, in der bis zum letzten Hansetag 1669 die Mehrzahl der Hansetage abgehalten worden war. In der Folge büßte Lübeck, seit den großen Entdeckungen an einem Nebenmeer des Welthandels gelegen, seine Vormachtstellung ein und trat immer mehr hinter Hamburg zurück. Zudem setzte Lübeck sich in Norddeutschland an die Spitze der lutherischen Orthodoxie und verschloss sich damit zeitweilig liberaleren Einflüssen. In Bremen hatte sich, nicht zuletzt wegen der Nähe zu Holland, im Unterschied zum lutherischen Bekenntnis Hamburgs und Lübecks ein streng orthodoxer reformierter Glaube gefestigt. Die die Blütezeit „des Hanseatischen“ prägenden Strömungen der Aufklärung setzen sich in Bremen aus diesem Grunde nur sehr viel langsamer durch als in Hamburg und Lübeck. Hamburg hatte deswegen im 18. Jahrhundert „unbestritten die Führungsrolle unter den drei hanseatischen Städten übernommen.“ Zunächst hörte man in Hamburg, wie Christlob Mylius 1753 vermerkte, „von nichts als Geld, Warencourant und Banco“. Dann zog Hamburg „plötzlich Künstler und Intellektuelle, die in Deutschland zur ersten Elite gehörten, in seine Mauern“, und wurde früher und radikaler als die Schwesterstädte vom emanzipatorischen Denken erfasst. Das betraf in den drei Städten jedoch nur die Oberschicht der Hanseaten – „‚bürgerlich‘ und ‚demokratisch‘, das hieß in den ‚hanseatischen‘ Städten zugleich: klassenbewusst und autokratisch.“ Hamburg wuchs, da es durch den sich ausweitenden Welthandel Arbeit und Wohlstand versprach, durch Zuwanderung bis zur Französischen Revolution auf 100.000 Einwohner. Nur Berlin und Wien waren bevölkerungsreicher als Hamburg. An Kapitalkraft konnte es zu Anfang des 19. Jahrhunderts allenfalls Wien – aufgrund des in den Händen des großen Adels angesammelten Reichtums – mit Hamburg aufnehmen. So galten denn die Großbürger anderer Städte nicht gleich viel wie die hanseatischen. „Der Kieler Großbürger hätte in Hamburg oder Lübeck nicht sehr viel bedeutet.“ Der Führungsrolle Hamburgs und dem Umstand, dass nur über Hamburgs hanseatische Oberschicht umfassende Darstellungen bestehen (siehe „Hanseatische Familien“), ist nachfolgend ein gewisser Schwerpunkt auf diese Stadt geschuldet.

## Hanseatentum, Patriziat, Oligarchie und „Senatorabili“

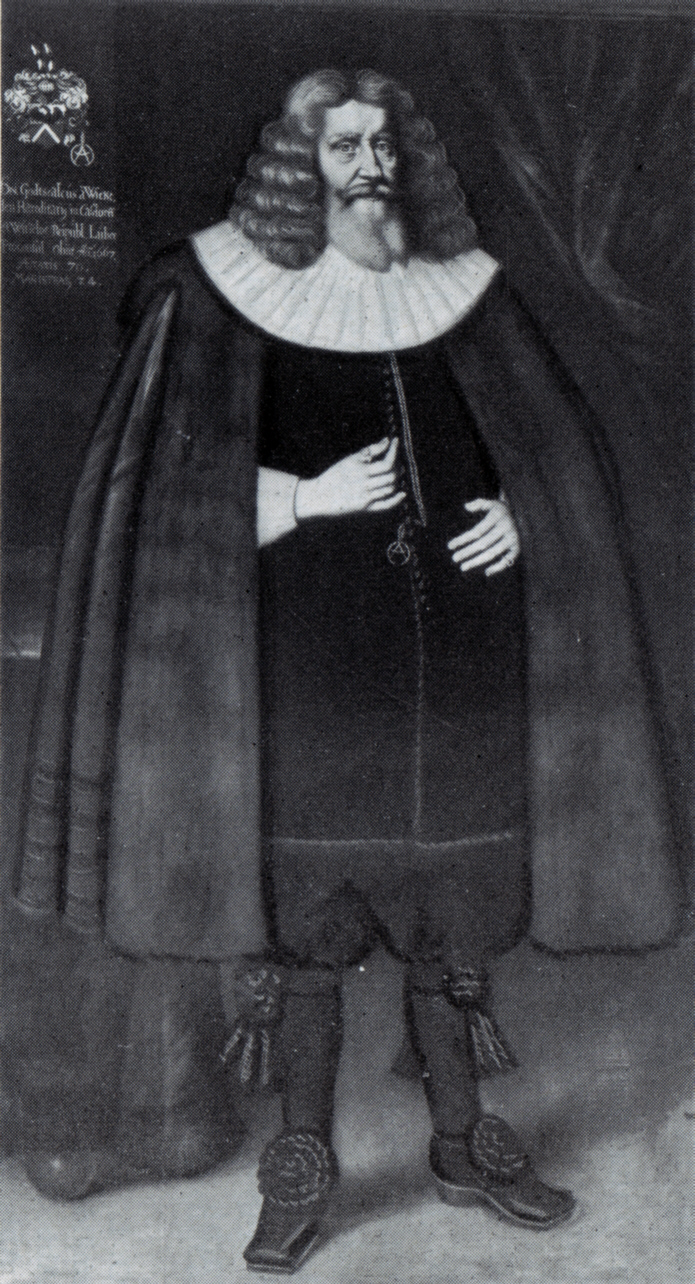
Gottschalk von Wickede (1597–1667), Bürgermeister aus Lübecker „Patrizierfamilie“ mit den weiteren Bürgermeistern:
Hermann I. (1294–1367)
Hermann II. (1436–1501)
Thomas (1511–1527)
Thomas (1646–1716)
Bernhard (1705–1776) –
seit dem 15. Jahrhundert sämtlich Mitglieder der Zirkelgesellschaft

Die Hanseaten sind zunächst nicht zu verwechseln mit dem Patriziat. Kennzeichnend für Patrizier war, dass sie – für Patrizier im engeren Sinne spätestens im 14. Jahrhundert – erbgesessene Ratsgeschlechter in deutschen Reichsstädten waren. Die Unterschiede zwischen den drei hanseatischen Städten setzen sich jedoch fort bei dem Blick auf die Herkunft und Entwicklung ihrer Führungsschichten.
In Lübeck dominierte die 1379 gegründete Zirkelgesellschaft die übrigen Korporationen der Kaufleute und den Rat. Als zahlenmäßig kleinster Zusammenschluss stellte sie über Jahrhunderte die Mehrzahl der Lübecker Bürgermeister und bildete ein adelsähnliches faktisches Patriziat, das sich seit 1485 auf die privilegierende Collane Kaiser Friedrichs III. stützte. In hanseatischer Zeit hatte die Zirkelgesellschaft keinen ausschlaggebenden Einfluss mehr; die sie tragenden Familien bildeten zusammen mit anderen führenden Familien die hanseatische Oberschicht der Stadt.
In Bremen bildeten die soziale Oberschicht der Bürgerschaft zunächst wenige Patriziergeschlechter. Ab dem 15. Jahrhundert gelang es jedoch den Elterleuten, Vorsteher der Kaufleute im Gremium der „Elterleute des Kaufmanns“, im 17. Jahrhundert „Collegium Seniorum“ genannt, bei wichtigen Beschlüssen den Rat von der Zustimmung des Bürgerkonvents der Kaufleute abhängig zu machen. Auch wenn aus dem Gremium der Elterleute 1849 die Handelskammer Bremen wurde, durch das Achtklassenwahlrecht in Bremen blieben die hanseatischen Kaufleute und Gewerbetreibenden die entscheidenden Träger der politischen Macht bis 1918.
In Hamburg gab es kein geschlossenes Patriziat wie in den süddeutschen Reichsstädten, Bremen und faktisch in Lübeck. Die Hamburger und die Bremer Senatorenwürde wurde zwar auf Lebenszeit verliehen, war aber nicht erblich. Weil manche Namen (etwa „Amsinck“ oder „Sieveking“) jedoch in gewissen Zeiträumen häufiger auftauchen, wurde vorgeschlagen, die Oberschicht als „Senatorabili“ – im Sinne etwa des Begriffs „papabile“ in der römischen Kirche – zu bezeichnen, der ausdrücken soll, welche Familien auch ohne erbliches Zugangsrecht die Chance hatten, dass einzelne ihrer Mitglieder Senator wurden.
Auch in Bremen wurden Bürgermeisterämter oder Senatorenämter mehrfach an bestimmte Familien vergeben wie etwa bei der Familie Esich (Zwölf Ratsherren, vier Bürgermeister), Meinertzhagen, von Büren, Klugkist, Gröning, Smidt, Buff, Meier, Gildemeister oder Duckwitz. Für die Bestimmung, welche Familie den Hanseaten zuzurechnen war, kann indes nicht ausschließlich auf die Chance abgestellt werden, Ratsherren- bzw. Senatorenposten zu erlangen.
Kennzeichen der Hanseaten war der stete Auf- und Abstieg von Familien. Die großen Familien des Mittelalters in Hamburg waren schon in der späthansischen Zeit fast sämtlich ausgestorben. Von den im Hamburgischen Geschlechterbuch, das ein Abbild des Hanseatentums ist, wiedergegebenen Familien ist nur eine vor 1500 in Hamburg nachgewiesen, die Goßler. Von den in der Wikipedia behandelten Familien sind nur die Amsinck, die Berenberg und die Petersen vor 1600 erstmals in Hamburg aufgetreten, die Jauch, die Jenisch und die Mutzenbecher vor 1700. Hanseatisch kann eine Familie also auch dann sein, wenn sie erst im 19. Jahrhundert aufgetreten oder aufgestiegen ist, solange ihr nur der Aufstieg in die führende Schicht gelungen ist. So war der Vorfahr der späteren drei Bürgermeister Petersen, Marcus Hermann Petersen (1784–1860), noch Stadtbuchschreiber in Hamburg. Die Gründe für diese stete Erneuerung bzw. Ergänzung der Oberschicht hängen zusammen mit dem unternehmerischen Erfolg der Reeder und Außenhandelskaufleute („Kaufmannsgut ist wie Ebb’ und Flut“) sowie mit einem teils ruinösen Lebensstil der hanseatischen Oberschicht und sind bislang nicht durchgehend erforscht. Auf- und Abstieg der Lübecker Hanseatenfamilie Mann wurden exemplarisch von Thomas Mann in seinem Roman „Buddenbrooks. Verfall einer Familie“ verarbeitet.
Ungeachtet des in Hamburg fehlenden Patriziats und der steten Erneuerung der führenden Schichten gelten indes Geert Seeligs die strukturelle Vorherrschaft der Hanseaten charakterisierenden Sätze: „In Hamburg ist nun bekanntlich durch die Institution des Bürgerrechts eine soziale Minderheit zur allein herrschenden gemacht. Darum zählt Hamburg zu den aristokratischen Republiken.“

## Verhältnis zum Adel

### Unterschiede zwischen den Hansestädten
Auch hinsichtlich des Verhältnisses zum Adel sind Unterschiede zwischen den Hansestädten zu beachten, insbesondere zwischen dem streng bürgerlichen Hamburg und Lübeck mit seiner patrizischen Führungsschicht. Die Lübeck zu Beginn des Hanseatentums noch dominierende Zirkelgesellschaft bestand aus den Familien Warendorp, Wickede, Brömbsen, Lüneburg, Kerkring und Stiten, deren Adel mit Patent vom 9. Oktober 1641 durch Kaiser Ferdinand III. bestätigt wurde. Ganz anders war die Lage in Hamburg, dessen mittelalterliches Patriziat verdrängt worden war und das ein besonderer Stolz auf seine Bürgerlichkeit prägte.

### Hamburg und der Adel

#### Auswärtiger Adel
Schon im Stadtbuch von 1276 wurde Rittern das Wohnen innerhalb der Wälle Hamburgs untersagt. Bis 1860 galt das Verfassungsverbot des Erwerbs von innerstädtischen Grundstücken durch Adelige in Hamburg. Umgangen wurde das Verbot, indem Hamburger Bürger als Strohmänner für Adelige als Erwerber auftraten, beispielsweise 1757 für das Palais des späteren Grafen Heinrich Carl von Schimmelmann.
Gelegentlich kam es zu Heiraten von Hanseaten mit Adeligen. Handelte es sich um adelige Frauen als Ehepartner, tat dies der gesellschaftlichen Geltung keinen Abbruch. Handelte es sich um Adelige als Ehepartner hanseatischer Frauen, besorgte dies allenfalls die Eltern. Adolphine Schramm, Mutter des Hamburger Bürgermeisters Max Schramm, die erfahren hatte, dass zwei Adelige ihren unverheirateten Schwestern den Hof gemacht hatten, schrieb ihrer Mutter: „Arme Mutter, wie würdest du dich fühlen, wenn du zwei adlige Schwiegersöhne bekämest; denn ich glaube – nächst Juden, Schauspielern und Leutnants – hältst du das für die schlimmste Heimsuchung.“
Auswärtige Adelige konnten in Hamburg kein Bürgerrecht erwerben und sich nicht am öffentlichen Leben beteiligen. Lübeck war in dieser Hinsicht großzügiger. Dort wurde 1754 Graf Egmont von Chasôt Bürger.

#### Hanseatische Adelige

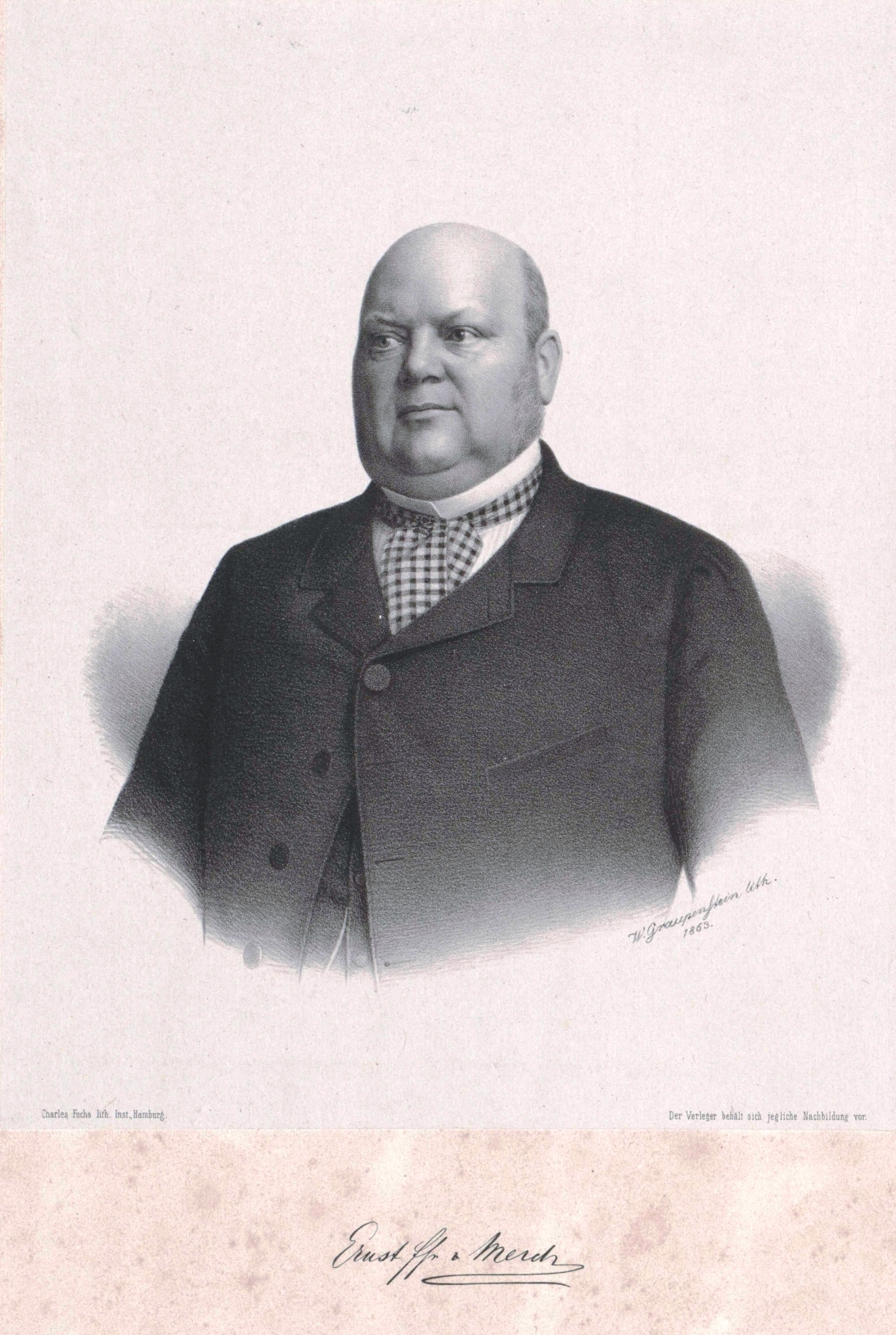
Ernst Merck (1811–1863) nahm 1860 den Freiherrntitel an

Carl Herm. Merck (1809–1880) kritisierte die Nobilitierung seines Bruders Ernst Merck

Ebenso war ein Bürger, der ein Adelsprädikat eines fremden Herrschers annahm, fortan von der Teilnahme am politischen Leben seiner Heimatstadt ausgeschlossen. Das galt in gleicher Weise für Nobilitierungen während des Heiligen Römischen Reiches, obgleich Hamburg diesem angehörte und eine Nobilitierung durch den Kaiser damit keine durch „fremde Herrscher“ war. In Bremen war es seit 1806 sogar verboten, Erhebungen in den Adelsstand anzunehmen. 1629 wurde der aus schwäbischer Patrizierfamilie stammende Zimbert Jenisch, der nach Hamburg ausgewandert war und hier eine Kaufmannstochter Amsinck geheiratet hatte, zwar in den Reichsadelsstand erhoben, führte aber gemäß Hamburger Übung seinen Adelstitel nicht, und ebenso wenig seine Nachfahren aus der nunmehr hanseatischen Kaufmannsfamilie Jenisch – bis 1906 der Diplomat Martin Rücker Freiherr von Jenisch sich adeln ließ; allerdings war Rücker lediglich der Enkel einer geborenen Jenisch. Frühe Ausnahmen bildeten einige wenige alte, hansische Hamburger Geschlechter wie die (ausgestorbenen) Anckelmann, bei denen beispielsweise Johann Hinrich Joachim von Anckelmann (1678–1748) als Kapitän einer Kompanie Infanterie der Hamburgischen Garnison von dem Recht Gebrauch machte, das Prädikat „von“ zu führen. Sein Vater Joachim (von) Anckelmann (1615–1683) führte das Prädikat nicht, jedoch das entsprechende Wappen und wurde 1672 Präses des Kollegiums der Oberalten.
Großes Aufsehen erregte es, als sich der namhafte Hanseat Caspar Voght 1802 durch den Kaiser in den Freiherrnstand erheben ließ. Sophia Reimarus (1742–1817), die Frau von Johann Albert Heinrich Reimarus, schrieb in zutreffender Voraussicht, dass Voght, „der sich dem Rat und seiner Vaterstadt entzieht, Schuld daran sei, dass mehrere es nach ihm thun, und das gebe eine Progressionsrechnung, an der Beelzebub seine Freude haben müsste […]“. Seit dieser Zeit teilten sich die Hanseaten in zwei Lager: Jene, die ein Adelsprädikat annahmen oder dies nicht beanstandeten, und jene, die eine solche Praxis ablehnten. Vielfach ging der Riss durch die einzelnen Familien.
Von verschiedentlichen Ausnahmen abgesehen nahmen erst nach der Gründung des Deutschen Reiches 1871 Hanseaten in erwähnenswertem Umfang einen Adelstitel an – nicht ohne teils offene Kritik ihrer Standesgenossen, denen das Sozialprestige eines bürgerlichen Namens einer der ältesten Bürgerrepubliken Europas mehr galt. Als beispielsweise Johann Berenberg Gossler 1889 in den preußischen Adelsstand erhoben werden sollte (1910 preußischer Freiherr), rief seine Schwester Susanne, verehelichte Amsinck, aus: „Aber John, unser guter Name!“, und Bürgermeister Johann Heinrich Burchard bemerkte zu der Nachricht, seine Majestät geruhe, Rudolph Schröder (1852–1938) in den Adelsstand zu erheben, Majestät könne ihn zwar in den Adelsstand „versetzen“, in ihn „erheben“ könne sie einen hanseatischen Kaufmann jedoch nicht. Schon zur kaiserlichen Nobilitierung von Ernst Merck 1860 äußerte Adolphine Schramm, geb. Jencquel, sie finde es jämmerlich, sich als Chef einer Firma einen Baron schelten zu lassen. Selbst sein Bruder, der Senatssyndicus Carl Hermann Merck (1809–1880) beklagte, dass neuerdings Hanseaten „nach Orden und Adel und sonstiger Befriedigung von Eitelkeit jagten“.
Für den im seinerzeit zum Dänischen Gesamtstaat gehörenden Holstein begüterten Hanseaten Adolph Jencquel (1792–1855) „verstand sich deshalb von selbst“, dass er den ihm angetragenen dänischen Adel ablehnte. Viele hanseatische Familien verfügten gleich ihm außerhalb Hamburgs aufgrund einer zunehmenden Feudalisierung des Lebensstils der meisten alten Familien Hamburgs über adelige Güter, was den Weg zu einem Adelsprädikat häufig – wenn man es denn wollte – „verkürzte“. So ließ sich Karl Ruperti (1835–1909) als Besitzer des Rittergutes Grubno 1901 nobilitieren, während andere ihrem bürgerlichen Namen treu blieben, wie etwa die Jauch als Herren auf Wellingsbüttel. Erschwerend kam hinzu, dass derartige Nobilitierungen oft als „Prämien“ für das Fehlen eines vaterstädtischen Patriotismus verstanden werden mussten, und tatsächlich beschworen sie gelegentlich Loyalitätskonflikte herauf. Dies gilt beispielsweise für Johann Berenberg-Gossler (1839–1913) und für die Brüder Heinrich und Albertus Ohlendorff, die sich vor ihrer Erhebung in den erblichen Preußischen Freiherrenstand in der Zollanschlussfrage entschieden gegen den Senat auf die Seite Bismarcks gestellt und „so etwas wie Vaterlandsverrat begangen“ hatten.
Eine teils angestrebte Funktion der Annahme des Adels war der Ausschluss von öffentlichen Ämtern. So musste ein in Hamburg angetragener Senatorenposten übernommen oder die Stadt verlassen werden. Problematisch war dies für Familien, die lediglich über einen einzigen „Leistungsträger“ verfügten, denn dessen Berufung in ein Ehrenamt konnte die Existenz der Firma gefährden, weil ein Senator nicht länger uneingeschränkt für die Geschäftsleitung eines Unternehmens zur Verfügung stand. Aus diesem Grund wurde beispielsweise John von Berenberg-Gossler von seinem Vater nach dem Eintritt in den Senat 1908 von der Firmennachfolge ausgeschlossen. Auch war der Wechsel aus dem Kaufmannsstand in ein Senatorenamt in aller Regel mit erheblichen Einkommenseinbußen verbunden. Diese Misslichkeiten ließen sich durch eine Nobilitierung effektiv verhindern. Später ließen sich solche Kaufleute zu Honorarkonsuln ausländischer Staaten in Hamburg bestellen, was – bei gleicher Wirkung hinsichtlich des Ausschlusses von bürgerlichen Ehrenämtern in der Stadt – die Annahme eines Adelsprädikates vermied.

## Auszeichnungen

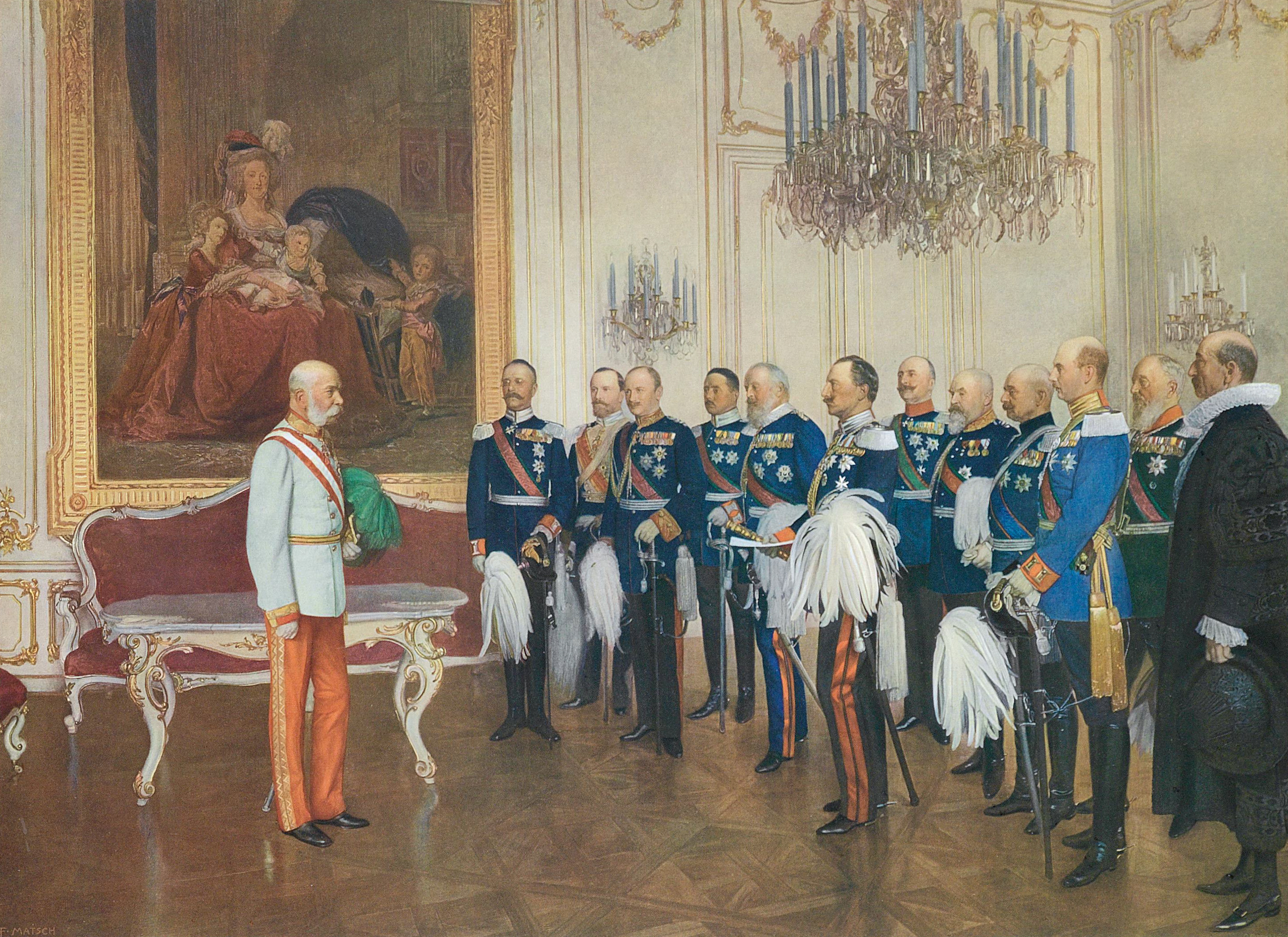
Deutsche Bundesfürsten huldigen Franz Joseph I. 1908 zu dessen 60. Thronjubiläum; rechts der Hamburger Bürgermeister Johann Heinrich Burchard (1852–1912): „Wo er steht, ist Hamburg“

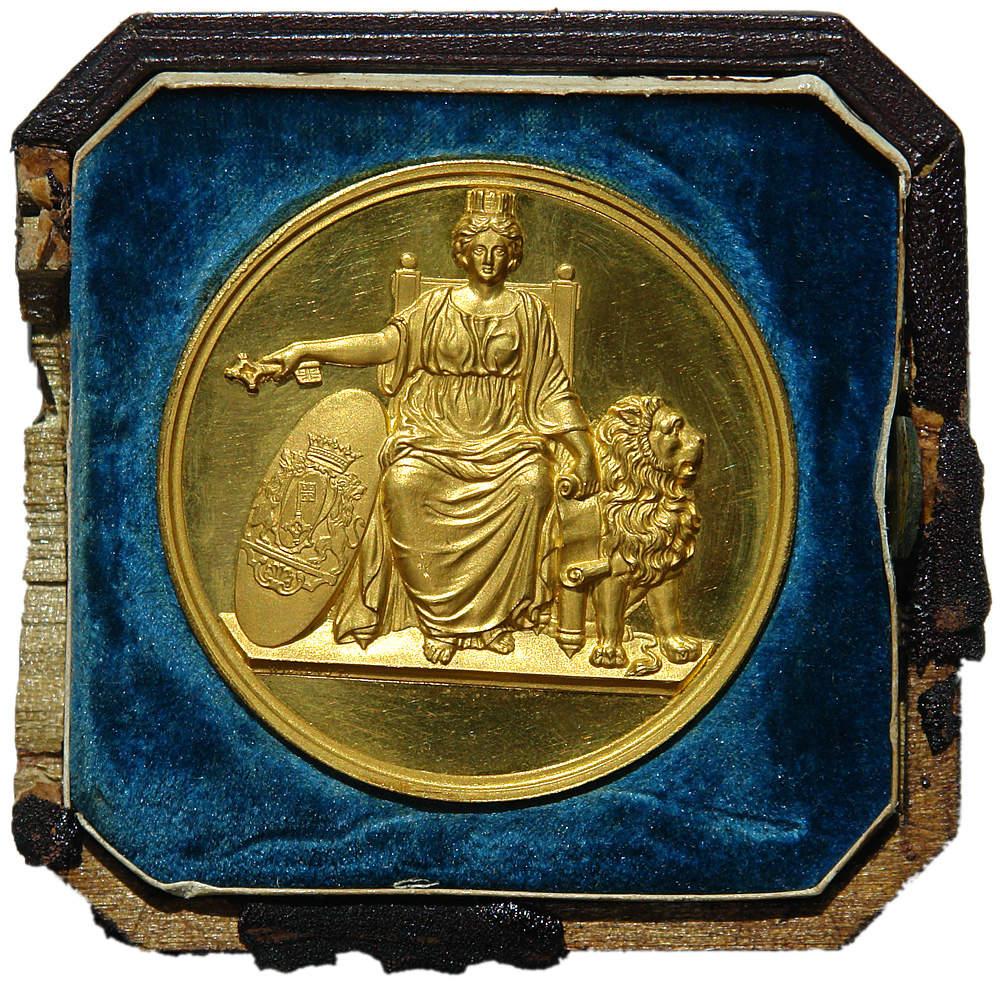
Bremische Ehrenmedaille von 1846 (im Schatullenfragment), verliehen an den Geldmakler Johann Martin Wolde (Focke-Museum)

Ähnliches wie für die Annahme von Adelsprädikaten galt für die Annahme von „Auszeichnungen fremder Herren“. Auch dieses Ordensverbot, heute Hanseatische Ablehnung genannt, geht auf Hamburger Stadtrecht aus dem 13. Jahrhundert zurück. Die Tatsache, dass die „äußerlich sichtbaren Ordensinsignien den Dekorierten vor seinen Kollegen und Mitbürgern als einen vorzüglicheren auszeichnen sollen“, galt schon damals als ein Umstand, der in entschiedenem Widerspruch zum bürgerlichen Geiste der Verfassung stehe. („Es gibt über dir keinen Herren und unter dir keinen Knecht.“) So ist es nach Hamburger Ordenspraxis bis heute noch bei allen Senatoren, Bürgerschaftsabgeordneten und Mitarbeitern im öffentlichen Dienst zumindest verpönt, Auszeichnungen anzunehmen – auch nach ihrer Pensionierung. Früher war es den führenden Repräsentanten verboten. Grundsätzlich nahmen und nehmen Mitglieder des Bremer Senats keine auswärtigen Orden an. Der Hanseat bekomme seinen Lohn in dem Bewusstsein erfüllter Pflicht, nicht etwa durch Auszeichnungen. Altbundeskanzler Helmut Schmidt lehnte das Bundesverdienstkreuz mehrfach mit der Begründung ab, ehemaliger Hamburger Senator zu sein.
Als zwölf deutsche Staatsoberhäupter 1908 auf Schloss Schönbrunn bei Wien Kaiser Franz Joseph I. anlässlich seines 60. Thronjubiläums huldigten, traten die elf Bundesfürsten in Paradeuniform mit großem Ordensgepränge auf. Nur Bürgermeister Johann Heinrich Burchard, einziger Bürgerlicher, erschien im schwarzen Talar mit Halskrause ohne jeden Orden und machte aus Sicht der Hanseaten eine „fabelhafte Figur“. Die Bundesfürsten hingegen wurden als „Papageien“ bezeichnet. „Es war der Hohn des selbstbewußten Außenseiters, der kleinen Republik, die sich über Jahrhunderte hinweg in dem Meer deutscher Feudalherrschaften behauptet hatte und unabhängig geblieben war. Und es war der Spott einer kleinen Gruppe bürgerlicher Familien, die ein feines Netz aus Familienbeziehungen geknüpft hatte, die ihre wirtschaftliche, politische und soziale Vormachtstellung innerhalb der Stadtrepublik hielt.“
Der Senator i. R. Gustav Godeffroy wagte es im Jahre 1878, einen ihm vom russischen Zaren verliehenen Orden an seinen Frack zu heften. Auf das Verlangen, den Orden abzugeben, äußerte er, er wolle lieber die „Hundemarke“ eines Kaisers tragen, als „republikanischer Senator a. D.“ sein. Daraufhin verlor er nicht nur den Titel und die Vorrechte, die Runde der Senatoren beschloss darüber hinaus, den Namen „Godeffroy“ im Staatshandbuch zu streichen. Ein weiterer prominenter Hanseat, der diese Regeln nicht achtete, war Alwin Münchmeyer, der als Präsident des Deutschen Industrie- und Handelskammertages zahlreiche Orden annahm, dies später zwar als „Sündenfälle“ bezeichnete, seine Orden jedoch nicht zurückgab.
Als einziges Bundesland stimmte die Freie Hansestadt Bremen gegen die Stiftung des Bundesverdienstkreuzes. Bremen und Hamburg sind zudem die einzigen Bundesländer, die keinen eigenen Verdienstorden gestiftet haben.
Als Senator Alfred Dominicus Pauli vom Kaiser 1893 einen Orden erhalten sollte, befragte er den Bremer Senat. Dieser stellte zu dem Brauch, keine Orden zu verleihen oder zu tragen, fest: „Von altersher ist es Gebrauch, daß Decorationen von Senatsmitgliedern niemals angenommen werden, und so empfiehlt es sich auch – abgesehen von anderen Gründen – schon um deswillen hieran festzuhalten. Auch weil der Bremer Senat nicht in der Lage ist, derartige Höflichkeiten zu erwidern.“ Senator Pauli verzichtete auf eine Ordensannahme. Bürgermeister Theodor Spitta hat diesen Brauch 1952 gegenüber dem Bundespräsidenten nochmals bekräftigt, indem er schrieb: „Der Senat fühlt sich auch heute noch an einen sehr alten Beschluß gebunden. Dieser Senatsbeschluß ist nicht Ausdruck irgendeines unberechtigten und unangebrachten Stolzes oder eine allgemeine Ablehnung des Ordensgedankens überhaupt, sondern entspricht einer besonderen, jahrhundertealten hanseatischen Tradition, die in unserer Bevölkerung noch heute lebendig und auch in mir als geborenem Bremer wirksam ist.“ Auch er lehnte einen hohen Orden deshalb ab.
Es wurden und werden von den Hansestädten jedoch eigene Medaillen verliehen:
- In Bremen gab und gibt es Ehrenmedaillen wie etwa 1815 die Ehrenmedaille für die Teilnahme am Befreiungskrieg und seit 1843 die Bremische Ehrenmedaille in Gold sowie seit 1938 und erneut seit 1952 die Senatsmedaille für Kunst und Wissenschaft der Freien Hansestadt Bremen. Darüber hinaus gibt es seit 1908 bzw. seit 1973 die Bremische Rettungsmedaille und gab es ab 1902 nur zeitweise eine Preismedaille für erfolgreiche Leistungen bei Ausstellungen.[64]
- In Lübeck wird die Bene Merenti seit 1835 als Denkmedaille und hohe Auszeichnung verliehen und in Hamburg seit 1925 die Bürgermeister-Stolten-Medaille.

Gleichwohl bestand im Ersten Weltkrieg in den Hansestädten das Bedürfnis, Bürger für herausragende Verdienste zu ehren. Alle drei Hansestädte stifteten 1915 je eigene Ausprägungen des Hanseatenkreuzes als Kriegsauszeichnung.
Das Ehrenbürgerrecht blieb nach dem Verständnis des 19. Jahrhunderts Auswärtigen vorbehalten, die selbst nicht Bürger der Stadt waren. Das waren zunächst einmal Diplomaten, die die Handels- und Schifffahrtsinteressen der Städte sichern halfen. Es gibt Fälle, in denen die drei Schwesterstädte ihr Ehrenbürgerrecht gleichzeitig einer verdienten Persönlichkeit zusprachen. Der letzte Stalhofmeister der Hanse James Colquhoun wurde auf diese Weise für seine diplomatischen Verdienste als hanseatischer Ministerresident geehrt. Erst mit dem Fortfall des Bürgerrechts und der Einführung der Freizügigkeit im 20. Jahrhundert wandelte sich diese Anschauung ansatzweise dahin, dass auch in der Stadt geborene Bürger Ehrenbürger werden konnten.

## Stolz

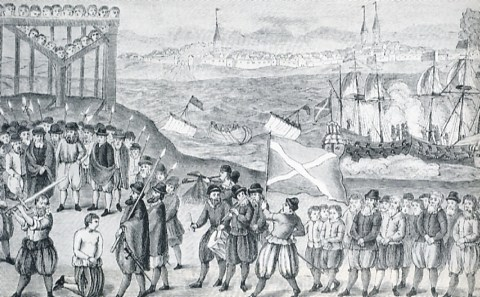
Hinrichtung Klaus Störtebekers und der Vitalienbrüder 1401 in Hamburg durch das Schwert

Das Verhältnis zu Adel und Auszeichnungen verweist auf die hervorstechende Eigenschaft des Hanseaten, seinen Stolz. Die Hanseaten waren bekannt für ihren „Eigendünkel“, der ihre Vaterstadt für sie zum „glücklichsten Aufenthaltsort in der Welt machte“.
Ende des 18. Jahrhunderts fasste von Heß die Weltsicht des Hanseaten in seiner Beschreibung Hamburgs zusammen: „Wie der Chinese teilte er das ganze Menschengeschlecht in Hamburger und ‚Butenminschen‘ – womit er die noch etwas vergröberte Idee verband, die sich der Grieche bei seinem ‚Barbaros‘ dachte […] Was ihm höher schien, wollte er aus Trotz, was ihm niedriger war, aus Verachtung nicht kennen.“ „Junkerthum, welches an Uebermuth, Stolz, Aufgeblasenheit etc. dem deutschen Hofjunkerthum nicht nachsteht.“ Noch Thomas Mann schrieb 1904 an seinen Bruder Heinrich: „Es ist ein altes Lübecker Senatorssohnvorurtheil von mir, ein hochmüthiger Hanseateninstinkt, … daß im Vergleich mit uns eigentlich alles Übrige minderwerthig ist.“
Vom Hamburger Bürgermeister Johann Heinrich Burchard wird berichtet, dass er bei Erstellung der Wandgemälde im Festsaal des Hamburger Rathauses, die Prof. Hugo Vogel entworfen hatte, den Porträtmaler Heinrich Kugelberg anwies, einen zur Taufe knienden Jüngling aus dem Gemälde zu entfernen, das die Christianisierung Hamburgs darstellen sollte, denn „Hamburger knien vor niemandem“. Dieser Stolz des freien Bürgers wirkte bis in die Vollstreckung der Todesstrafe hinein. Spätestens seit dem Mittelalter wurde in Hamburg ausschließlich durch Enthauptung mit dem Richtschwert gerichtet. Diese Hinrichtungsart galt gegenüber der Vollstreckung der Todesstrafe durch den Strang, durch Rädern oder auf sonstige Weise nicht als ehrenrührig und war andernorts dem Adel vorbehalten.

## Verhältnis zum Militär

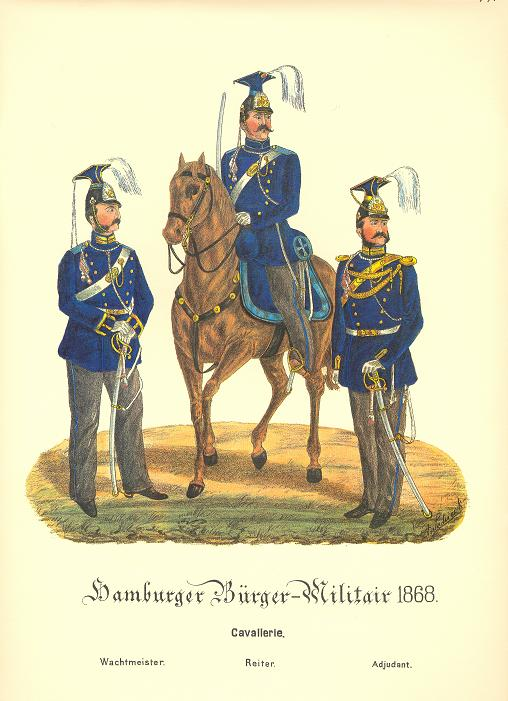
Cavallerie des Hamburger Bürgermilitärs

Als Seehandelsrepubliken legten die Hansestädte, besonders Hamburg, in der Hansezeit Wert auf den Kampf gegen die Seepiraterie. Doch zu eigenen Landstreitkräften hatten die Hanseaten ein eigenwilliges Verhältnis. Die Städte benötigten das Berufsmilitär zwar, um im Krisenfall ihre Befestigungsanlagen ausreichend besetzen und verteidigen zu können, wollten sich aber nicht allein auf das Berufsmilitär stützen. Zudem lehnte der Hanseat den regelmäßig das Offizierskorps bildenden Adel ab und verabscheute zugleich den zum großen Teil aus entwurzelten Existenzen zusammengesetzten Mannschaftsstand.
Während der Befreiungskriege gab es aber dann doch die Hanseatische Legion, eine Truppe, die sich aus Bürgern der drei Hansestädte Hamburg, Bremen und Lübeck zusammensetzte. Sie bestand zunächst aus einer Gruppe Hamburger Bürger, die sich auf Anregung des zeitweilig russischen Generals Tettenborn 1813 zusammenfand. Alsbald schlossen sich Verbände von Freiwilligen aus Lübeck und Bremen an, wo Heinrich Böse das Freiwillige Bremische Jäger-Korps ins Leben rief.
Hamburg schuf nach der Hamburger Franzosenzeit parallel eine eigene, aus Bürgern bestehende Truppe, das Hamburger Bürgermilitär. Lübeck gründete neben seinem Berufsmilitär die Lübecker Bürgergarde. In Bremen wurden 1813, nach der Bremer Franzosenzeit, zwei Bataillone gebildet. 1815 wurde Böse als Oberst mit der Organisation einer Bremer Bürgerwehr beauftragt.
Der Höchstkommandierende des Hamburger Berufsmilitärs, der Hamburgischen Garnison, hatte nur den Rang eines Obersten, weil die Hamburger Hanseaten kein Interesse daran hatten, einen General mit den seinem „Stand“ gebührenden Geltungsansprüchen in der Stadt zu haben. Auch in Bremen führte die 600 Mann starke Bürgerwehr ein Oberst, zeitweise auch ein Major. Anders Lübeck, das sich einen Grafen Chasôt als „Generalleutnant“ für sein damals 600 Mann starkes Lübecker Stadtmilitär leistete.
Das Hamburger Bürgermilitär spiegelte die gesellschaftlichen Verhältnisse in der Stadt wider. Während die vorherige, von den Franzosen aufgelöste Bürgerwache noch eine kleinbürgerliche Veranstaltung war, der durch ihren kläglichen Zustand eine „allgemein anerkannte und in Karikaturen verstattete Lächerlichkeit“ zu eigen war, boten die verschiedenen Truppenteile des Hamburger Bürgermilitärs Gelegenheit zu gesellschaftlicher Differenzierung. Das Offizierskorps wurde von den Fernhandelskaufleuten majorisiert. Die Freikorps Artillerie, Jäger und Kavallerie entschieden im Gegensatz zur Infanterie zudem selbst darüber, wen sie aufnahmen. So bestand insbesondere die Kavallerie hauptsächlich aus Söhnen von Kaufleuten, die allein in der Lage waren, den erheblichen, privat zu tragenden Aufwand für die Uniform, die eigenen Pferde und die zum Korps gehörenden Trompeter zu leisten (siehe im Einzelnen „Bedeutung und soziale Struktur des Bürgermilitärs“).
Als Hamburg und Bremen 1866 sich mit Preußen im Norddeutschen Bund vereinigten, entstand noch das preußische 1. Hanseatische Infanterie-Regiment Nr. 75, das ursprünglich als Infanterieregiment 75 in Stettin aufgestellt und später nach Harburg und Stade verlegt wurde und nach dem Deutschen Krieg 1866 in Bremen und Stade stationiert war. Der Begriff Hanseatisch diente hier also lediglich als höfliche Verzierung.

## Mäzenatischer Bürgersinn

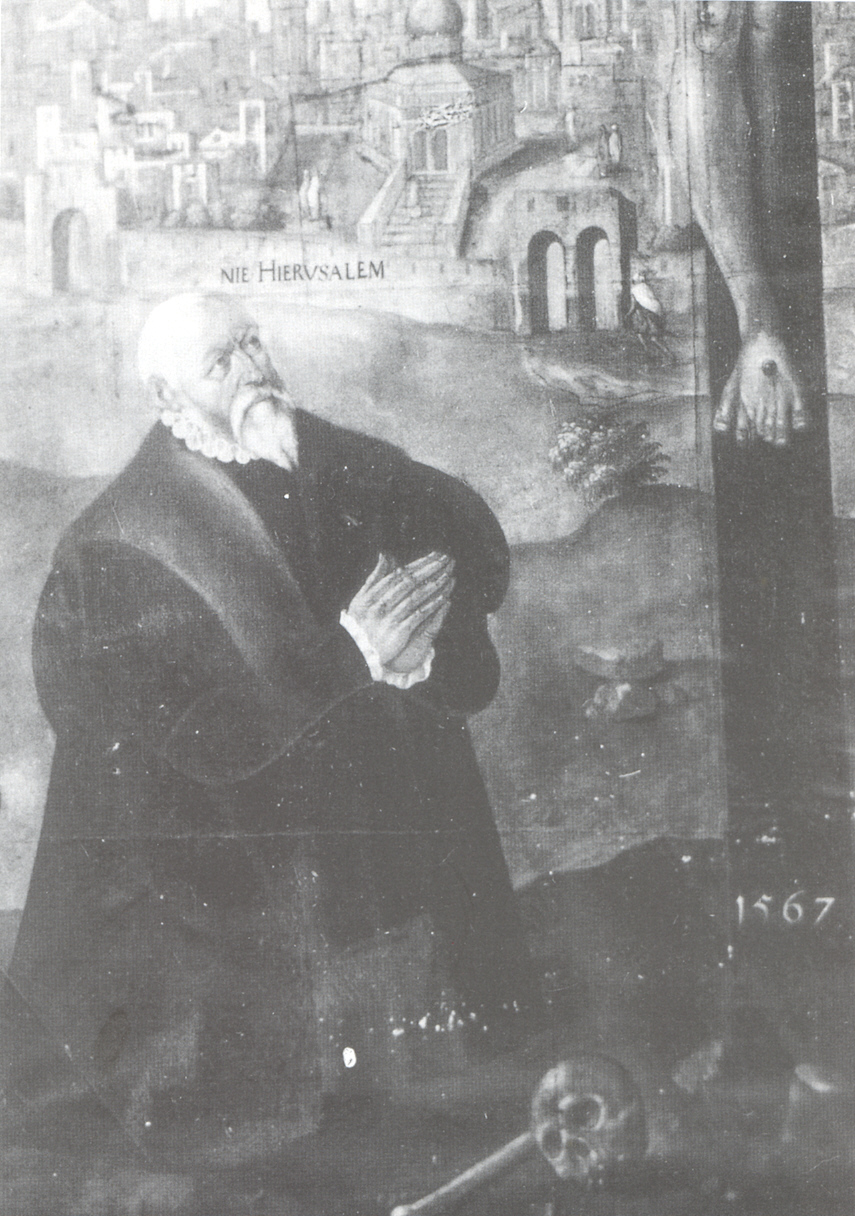
Stifterbild (Ausschnitt) des Kaufmanns Hans Bartels in der Bartelskapelle von St. Katharinen in Lübeck

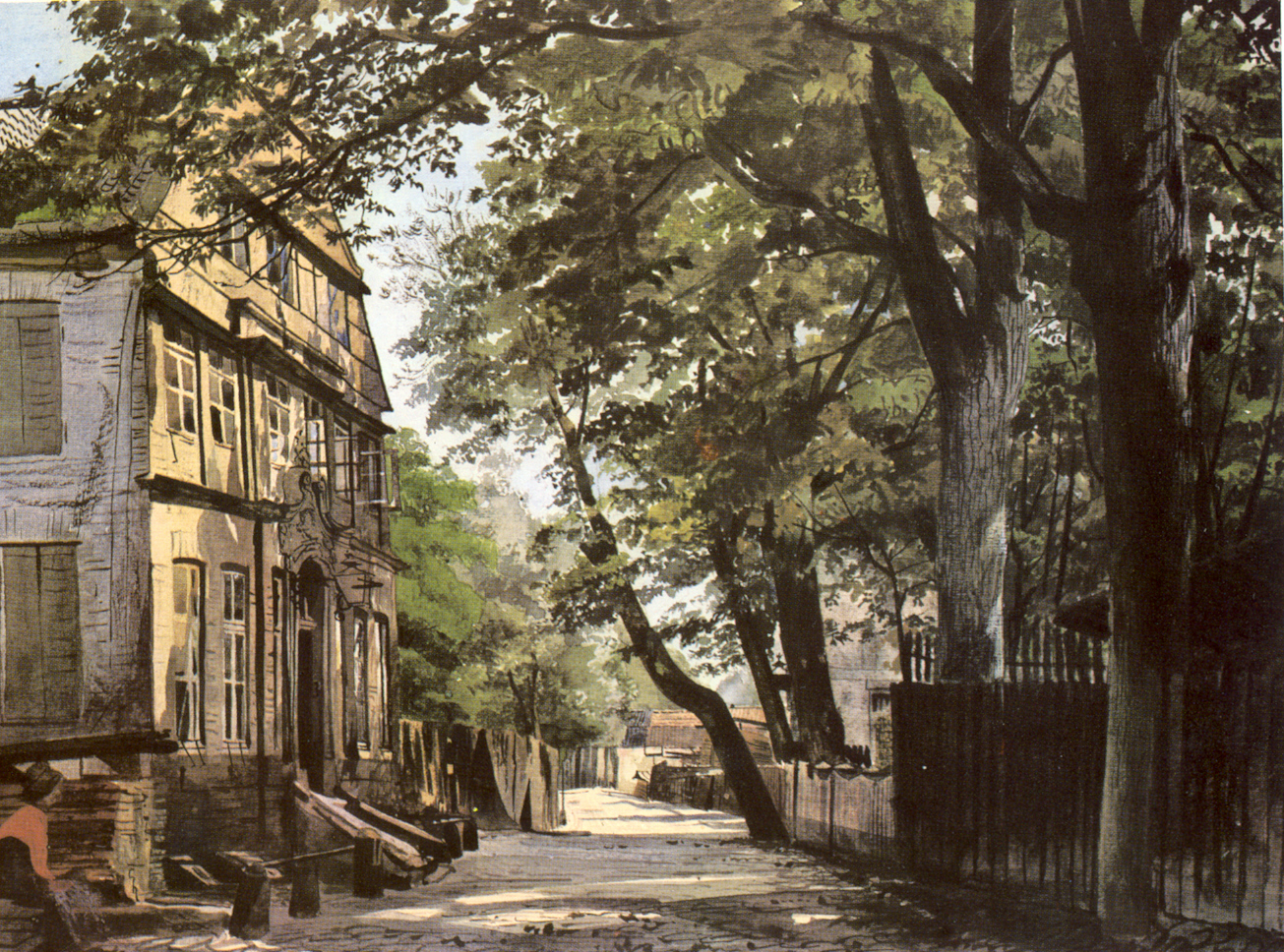
Stiftung „Heim für alte Männer“ am Stadtdeich 9, vormals Kontor von J. C. Jauch & Söhne, zerstört in der Operation Gomorrha 1943 (Aquarell von Ebba Tesdorpf, um 1880)

### Stiftungen aus hansischer Zeit
Die Hansestädte weisen heute noch funktionierende Stiftungen des Mittelalters wie das Lübecker Heiligen-Geist-Hospital des Bertram Morneweg von 1282 auf. War das Stiften von Vikarien und Präbenden im Mittelalter noch fast ausschließlich von der Sorge um das eigene Seelenheil bestimmt, so zeigen sich zumindest in der Zeit des Spätmittelalters die Bildnisse der Stifter in demütiger Haltung am Rand der Tafelbilder der Flügelaltäre. Mit der Reformation und ihren Bilderstürmen ist in den drei Hansestädten diesbezüglich ein Wandel unterschiedlichen Ausmaßes verbunden; in Bremen blieb aus der Vorzeit am wenigsten erhalten. Im Zuge der Renaissance fand nach der Reformation das Epitaph als neue Kunstform Eingang in die Welt des Stiftens und mit ihm rückte das Porträt des Stifters in den Vordergrund. Die Intention der Stifter war nunmehr, von der Nachwelt anhand der Grabmale und Grabkapellen oder Wohltaten nachhaltig erinnert zu werden. Daneben stand die Armenpflege weiterhin im Vordergrund; die zahlreichen Lübecker Gänge und Höfe wären anders nicht denkbar. Der Füchtingshof von 1637 ist ein weiteres herausragendes Beispiel einer heute noch funktionierenden Altstiftung.

### Stiftungen in hanseatischer Zeit
Seit der Reformation und später vor allem im 19. Jahrhundert setzten sich die erfolgreichen Hamburger Kaufleute mit oft großzügig ausgestatteten Stiftungen ein Denkmal. Bis auf den heutigen Tag gehört es zu den vornehmsten hanseatischen Tugenden, seinem Bürgerstolz und seinem Stolz auf seine Stadt mit früher teils gewiss zugleich euergetischem – das heißt dem den Führungsanspruch der Mächtigen und Reichen unterstreichenden, jetzt nur noch mäzenatischen – Bürgersinn Ausdruck zu geben, der Hamburg heute zur „Stiftungshauptstadt“ der Bundesrepublik macht. Aber auch die Lübecker Schwester wäre ohne ihre zahlreichen Stiftungen nicht zu denken.
Weitere namhafte Stifter waren in der Neuzeit u. a.:
in Hamburg
- Johann Heinrich Freiherr von Schröder (1784–1883), „Schröderstift“ 1850
- Martin Johann Jenisch der Jüngere (1793–1857), „Jenisch-Stift“
- Georg Friedrich Vorwerk (1793–1867), „Vorwerk-Stift“ 1866
- Auguste Jauch (1822–1902), „Damenstift aus Dankbarkeit“ 1881 in Kiel und andere
- Karl Heinrich Schmilinsky (1818–1891), „Schmilinsky-Stift“ 1895
- Edmund Siemers (1840–1918), „Edmund-Siemers-Stiftung“ und andere
- Alfred Beit (1853–1906), Hamburgische Wissenschaftliche Stiftung, „Alfred und Otto Beit-Stift“
- Alfred Toepfer (1894–1993), Alfred Toepfer Stiftung F. V. S.
- Kurt A. Körber (1909–1992), Körber-Stiftung

in Lübeck
- Henning Parcham, „Parcham’sche Stiftung“ 1602
- Margaretha Elisabeth Jenisch, „Jenische Freischule“ 1829
- Emil Possehl, „Possehl-Stiftung“ 1919

in Bremen
- St.-Remberti-Stift, das spätestens 1305 gegründet wurde.[83]
- Haus Seefahrt, Stiftung „Arme Seefahrt“ von 1545
- Stiftung Alten Eichen von 1596, die als älteste Jugendhilfeeinrichtung in Deutschland gilt.
- Stiftung St. Petri Waisenhaus von 1692 in Bremen.

### Stiftungen in Hanseatischer Tradition
- Alfred Toepfer (1894–1993), „Alfred Toepfer Stiftung F.V.S.“ 1931
- Kurt A. Körber (1909–1992), „Körber-Stiftung“ 1959
- Gerd Bucerius (1906–1995), „Zeit-Stiftung“ 1971
- Heinrich Dräger (1898–1986), „Dräger-Stiftung“ 1974
- Helmut Greve (1922–2016), „Hamburgische Stiftung für Wissenschaften, Entwicklung und Kultur“

## Ehrenamt

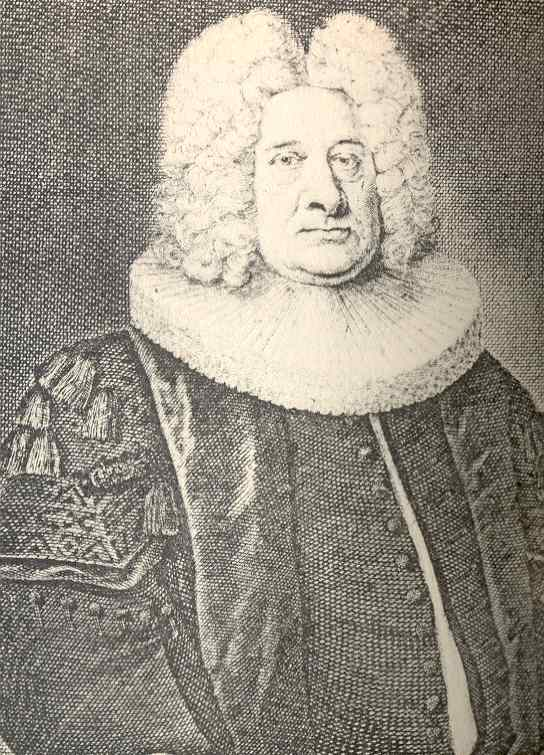
Matthias Mutzenbecher (1653–1735), Senator zu Hamburg

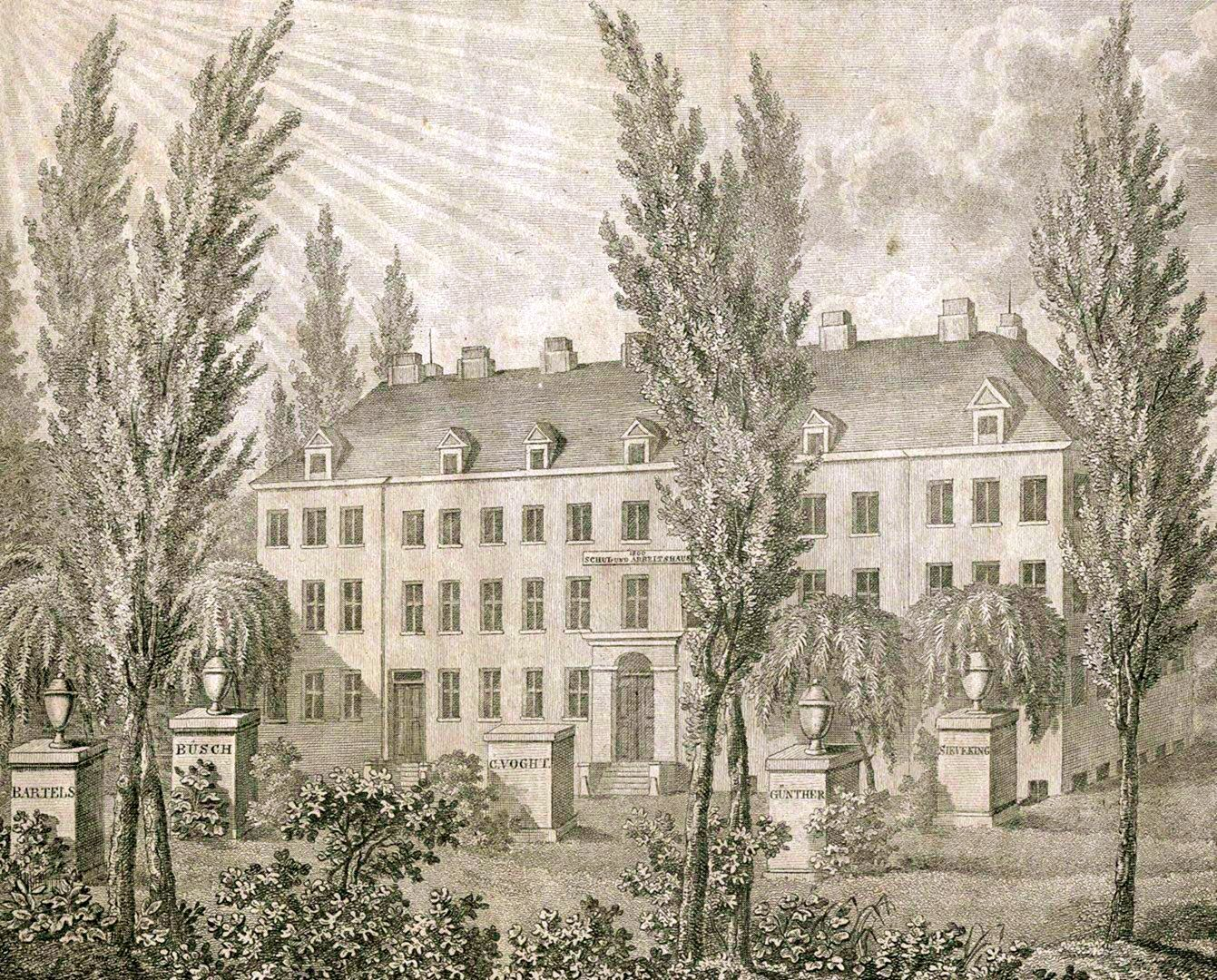
Idealisierte Ansicht des Hamburger Schul- und Arbeitshauses (1800). Im Vordergrund auf Sockeln eingraviert die Namen der bedeutenden Hamburger Sozialpädagogen: Bartels, Büsch, Voght, Günther, Sieveking (Stahlstich von L. Wolf, 1805)

Ebenso wie die Hanseaten als Mäzene auftraten, war es üblich, ehrenamtlich seiner Stadt nach Kräften zu dienen. Die Wurzeln dieses Selbstverständnisses lagen in den aus dem mittelalterlich-genossenschaftlichen Leben erwachsenen Einrichtungen, die ehrenamtlich von den Bürgern selbst getragen wurden. Teils zur Entlastung, teils zur Kontrolle des Senats, teils auch zur gemeinschaftlichen Betreuung städtischer und mildtätiger Einrichtungen entwickelten sich zahlreiche Ausschüsse und Verwaltungen. In diesen Gremien betätigten sich die Bürger ehrenamtlich. Auf diese Weise vermied es Hamburg, eine Bürokratie aufzubauen, wie sie in den deutschen Binnenstaaten entstand, in denen den Untertanen nicht einmal beratende Stimme zustand. Nur auf den unteren und mittleren Ebenen der Verwaltung und in einzelnen speziellen Funktionen wurden Berufsbeamte eingesetzt. Erst die 1614 begonnene Einrichtung der Hamburger Garnison brachte die Neuerung, dass nicht die Bürger selbst ihre Belange wahrnahmen, sondern auf bezahlte Kräfte zurückgriffen. Die Hanseaten regierten sich nicht nur selbst, sie verwalteten sich auch selbst.
Beispielhaft ist der Werdegang von Matthias Mutzenbecher (1653–1735). Er absolvierte 1669 eine kaufmännische Lehre in Hamburg und wurde 1678 selbständiger Kaufmann. Nachdem er über knapp zwanzig Jahre sein Unternehmen aufgebaut hatte, übernahm er folgende Aufgaben, die zugleich einen Einblick in den Umfang hanseatischer Selbstverwaltung geben: 1696 Jurat (Kirchgeschworener), 1699 Mitglied des Niedergerichts, 1702–1708 Kämmerei-Bürger, 1710 Oberalter, 1710–1735 Senator, 1711–1712 Düpe-Herr (Stromtiefe der Elbe), 1711–1712 Fortifications-Deputation, 1713, 1723, 1731 Ratsdeputierter für den Land-, Elb- und Neuwerker Zoll und Börsen-Deputation, 1715–1716 Vorhöckerei (Kontrolle von Lebensmittelpreistreibereien), 1715, 1726–1727 Deputation zur Brot-Ordnung, 1717 dritter Prätor, 1718 zweiter, 1719 erster Prätor (Vorsteher des Niedergerichts und Polizeiherr), 1720–1722 Schoß-Herr (Vermögenssteuer) der Nikolai-Schoßtafel, 1723–1735 der Katharinen-Schoßtafel, 1721 Korn-Herr, 1721–1722 Bank-Deputation, 1721–1727 Deputation zur Annahme der Fremden, 1721 zweiter Landherr auf Bill- und Ochsen-Wärder, 1723–1725 zweiter, 1726–1727 erster Landherr zu Hansdorf und Wohldorf, 1722–1727 Wein-Accise- und Wette-Deputation, 1723–1735 Kriegsrats-Kollegium und Obrist des Regiments zu St. Katharinen, 1726 zweiter, 1728 erster Kirchspiel-Herr zu St. Jacobi, 1728–1735 Mitglied der (mit Lübeck gemeinsamen) Bergedorfer Visitations-Behörde, 1728–1735 Mitglied des Scholarchats, 1728 zweiter, 1729–1735 erster Landherr zu Hamm, Horn und auf dem Hamburger Berg, 1728–1735 Admiralitäts-Kollegium, 1728–1735 Vorstand der Deputation für das Matten- und Mühlenwesen, 1728–1735 Patron des Ratsweinkellers, 1729–1735 Makler-Deputation, 1729–1735 zweiter Kirchspielherr zu St. Nikolai, 1731 Patron des Mariae-Magdalenen-Klosters und des Heilig-Geist-Hospitals, 1731–1735 Präses der Convoi-Deputation (für die staatlichen Geleitschiffe).
Neben dieses Wirken in den städtischen Gremien trat der sonstige Einsatz für Belange der Allgemeinheit. Viele kulturelle und mildtätige Projekte wurden durch die Bremer Gesellschaft Museum, die Hamburger Patriotische Gesellschaft von 1765 oder die Lübecker Gesellschaft zur Beförderung gemeinnütziger Tätigkeit angestoßen und gefördert. Dazu gehören vielfach die städtischen Museen, Kunstsammlungen und Bibliotheken und diverse Projekte der sozialen Fürsorge und Armenpflege. In einer ungewöhnlichen Kontinuität, die nur in wenigen anderen Stadtstaaten wie zum Beispiel Basel Parallelen hat, sind diese drei Gesellschaften den aufklärerisch-gemeinnützigen Impulsen und Zielen treu geblieben.
Personen, die sich ehrenamtlich engagiert haben, sind zum Beispiel:
in Hamburg:
- Amandus Augustus Abendroth (1767–1842), 1821 Schöpfer des „Magdalenen-Stiftes“
- Theodor Avé-Lallemant (1806–1890), 52 Jahre Vorstandsmitglied und Vorsitzender der Philharmonischen Gesellschaft
- Johann Georg Büsch (1728–1800), Mitbegründer der „Allgemeinen Armenanstalt“
- August Jauch (1848–1930), seit 1890 im Armenwesen tätig
- Amalie Sieveking (1794–1859), 1831 Gründerin des „Weiblichen Vereins für Armen- und Krankenpflege“
- Johann Hinrich Wichern (1808–1881), 1833 Gründer des „Rauhen Hauses“

in Bremen
- Johann Focke (1848–1922), Syndicus, Gründer und Leiter des Focke-Museums in Bremen
- Justin Friedrich Wilhelm Löning (1796–1879), Kaufmann, Vorsitzender des Bürgerparkvereins Bremen
- Hermann Henrich Meier junior (1845–1905), Unternehmer, Kunstmäzen, Vorsitzender des Kunstvereins in Bremen (Kunsthalle Bremen)
- Franz Ernst Schütte (1836–1911), Kaufmann, Mäzen der Stadt, Vorsitzender des Bürgerparkvereins Bremen

## Landhäuser und Villen

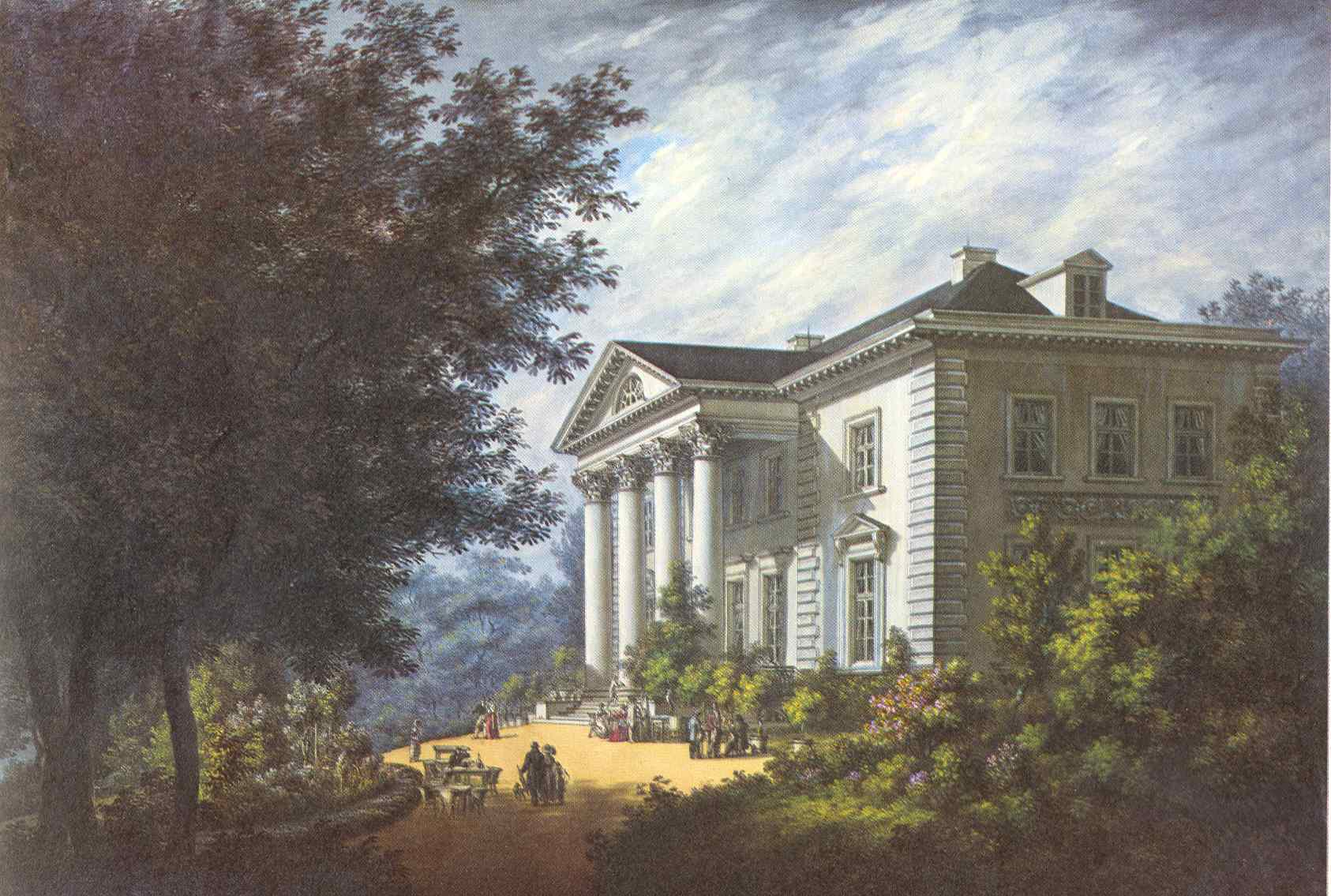
Landhaus des Senators Prösch Hamburg, Alte Rabenstraße (Aquarell von C. F. Stange, um 1825)

Die Hanseaten entzogen sich der immer enger und volkreicher werdenden Stadt und schufen um Hamburg einen Grüngürtel mit Sommersitzen und Parkanlagen, die so zahlreich waren, dass das Altonaer Museum 1975 in einer Ausstellung 500 Ölbilder, Drucke und Modelle präsentieren konnte. Im 19. Jahrhundert erlangte besonders die Elbchaussee als beliebter Ansiedlungsort Bedeutung, auf der sich „der Hamburger Kaufmann […] ein Wahrzeichen […] errichtet“ hat, „eine in sich geschlossene Kulturlandschaft von europäischem Rang.“ Letzter großer Neubau eines Hauses in dieser Landhaustradition war in der Zeit der Weimarer Republik das aus Diskretionsgründen in der Literatur Haus K. in O. genannte Anwesen für Philipp Fürchtegott Reemtsma mit einer Wohn- und Nutzfläche von etwa 1700 m².
In Bremen entstanden Villen und Landhäuser in Oberneuland, Borgfeld, Horn-Lehe sowie im östlichen Schwachhausen, aber vereinzelt auch im später industrialisierten Walle und Gröpelingen. Aber auch im damals noch nicht-bremischen Gebiet am Nordufer der Lesum in Lesum oder St. Magnus wurden große Landhäuser gebaut.
Lebte der Hanseat in der Stadt eher unauffällig in nüchternen Bürgerhäusern, liebte er es umso mehr, in seinen Landhäusern Luxus zu treiben. Der für die quasi-adligen Landsitze betriebene Aufwand – sei es beim Bau, sei es beim Erwerb solcher Landsitze – war zum Teil beträchtlich und übertraf den für manches Jagdschloss eines mecklenburgischen Landesherrn. War es dem Mittelstand durchaus möglich, sich eine bescheidene, regelmäßig gemietete Wohnung auf dem Land zu leisten, so waren es nur „Reiche und Superreiche“, die sich die aufwändigen Landhäuser leisten konnten, um das „Hamburger Modell“ zu leben.
Erhaltene Landhäuser und Villen
Hamburg
Von „Hamburgs Schätzen an ehemaligen Landhäusern“ sind unter anderem erhalten:
- Landhaus J. C. Godeffroy in Nienstedten
- Landhaus P. Godeffroy in Nienstedten
- Jenisch-Haus in Klein Flottbek
- Voghts Landhaus in Klein Flottbek
- Herrenhaus Wellingsbüttel in Wellingsbüttel
- klassizistische Villa Alsterchaussee in Harvestehude

Bremen
In Bremen sind an großen Landhäusern unter anderem erhalten:
- Gut Hodenberg in Oberneuland
- Heinekens Landgut mit Heinekens Park in Oberneuland
- Landhaus Böving mit dem Landschaftsgarten Höpkens Ruh in Oberneuland
- Landgut Muhle mit Muhles Park in Oberneuland
- Landhaus Caesar-Ichon mit Park in Oberneuland
- Knoops Park in Lesum, das Landgut bzw. Schloss Mühlenthal wurde abgerissen
- Admiral-Brommy-Haus in Lesum, das Christian Lahusen erwarb

Lübeck

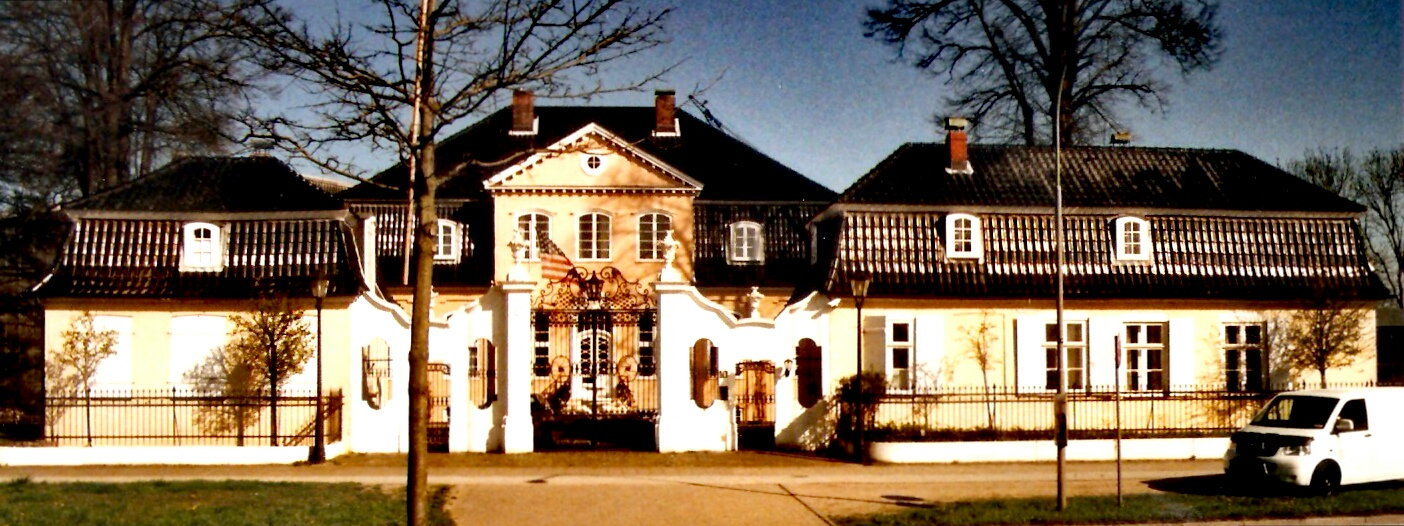
Das Schlösschen Bellevue 2013

Die Lübecker Familien hatten seit dem Mittelalter in Güter des Umlands in Holstein, Sachsen-Lauenburg und Mecklenburg investiert. Trotz verwandtschaftlicher Bande bestand die distanzierende Abgrenzung der Lübecker zum Landadel fort, nicht zuletzt, weil die in der Zirkelgesellschaft zusammengefasste gesellschaftliche Führungsgruppe der Reichsstadt reichsadlig privilegiert war. In der unmittelbaren Umgebung der Stadt wurden diese Güter, insbesondere die Untergruppe der Lübschen Güter, auch als repräsentative Sommerwohnsitze vor den Toren vorgehalten. Innerhalb der Lübecker Landwehr gelegene Güter wie das Gut Strecknitz wurden entsprechend genutzt. Das Gut Paddelügge ging bereits 1602 aufgrund des Testaments des Ratsherrn Parcham in die Parcham’sche Stiftung über, deren Stiftungsvorstände das 1734 erneuerte Gutshaus aufgrund der Stiftungssatzung bis heute reihum als Sommerhaus nutzen. Daneben entstanden im 18. Jahrhundert die Sommer- oder Gartenhäuser vor den Toren, von denen etliche bis heute erhalten sind. Ein Vorreiter dieser Entwicklung war Lübecks damaliger Stadtkommandant Egmont von Chasôt. Als herausragendes Beispiel für das Rokoko gilt das Schlösschen Bellevue an der Trave, heute von Hafenanlagen umgeben. Eines der bekannteren Beispiele für ein Sommerhaus im Stile des Klassizismus ist die Lindesche Villa von 1804. Mit Aufhebung der Torsperre 1864 wurden die Sommerhäuser zunehmend auch als Dauerwohnsitze genutzt.

## Hanseaten und Jagd

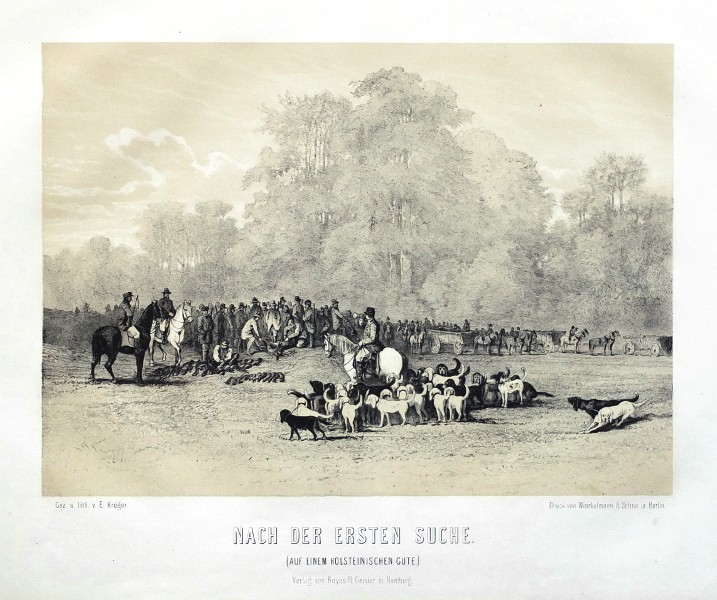
Jagd auf Wellingsbüttel um 1860 mit erlegtem Hirsch – in der Mitte, mit Zylinder, Johann Christian Jauch

Neben städtischem Grundbesitz und Landhäusern – etwa entlang der Elbchaussee – galt der Besitz eines Gutes im schleswig-holsteinischen Umland als Statussymbol gehobener Art, wo zahlreiche Hanseaten die Jagd pflegten. Die Jagd diente dabei nicht allein dem Zeitvertreib, sondern wurde zur Bühne großbürgerlicher Selbstdarstellung: Aufwand und Wildwahl fungierten als Zeichen gesellschaftlicher Geltung. Martin Haller konstatierte bei den Hanseaten eine hochherrschaftliche Neigung zu bisweilen exzessiv betriebener Jagd. Der betriebene Aufwand war zum Teil beträchtlich und übertraf den für manches Jagdschloss eines mecklenburgischen Landesherrn. Johann Christian Jauch junior ließ auf Wellingsbüttel ein Gatter anlegen, um das nicht heimische Rotwild zu jagen, wie es nach 1871 auch Otto von Bismarck im östlich von Hamburg gelegenen Sachsenwald tat. Zu diesem Zweck ließ er bestehende Bauernhöfe niederlegen und die landwirtschaftliche Nutzung weitgehend einstellen, um das Gelände jagdlich nutzbar zu machen. Heinrich Ohlendorff pachtete 1867 unweit Wellingsbüttels zwischen Volksdorf und Ahrensburg Gelände als Jagdgebiet auf Niederwild. 1878 kaufte er in Volksdorf drei Bauernhöfe und ließ dort von 1879 bis 1880 ein Jagd- und Sommerhaus am Platz der heutigen Ohlendorff'schen Villa errichten. "Dass es über Salon und Esszimmer verfügte, nicht aber über ein zweites Schlafzimmer, zeigt, dass es auf Kosten der Bequemlichkeit vor allem dem Streben des Hausherrn nach seinem Vergnügen und nach Repräsentation dient."

## Ruinöser Lebensstil

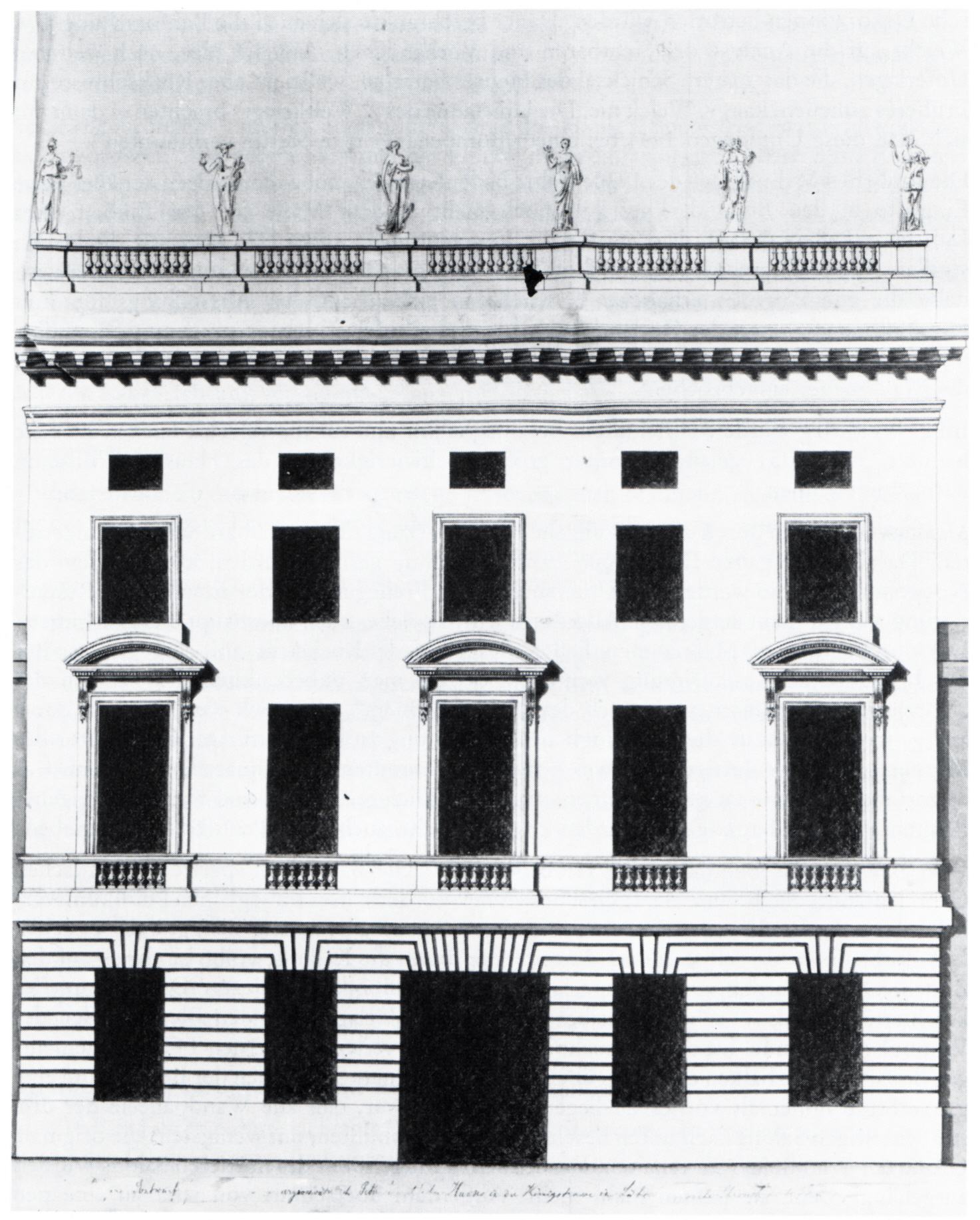
„Hier hebbt rieke Lüüd leevt“ – das Behnhaus, eines der repräsentativsten Häuser Lübecks, 1900 Unterkunft Kaiser Wilhelms II., drei Bürgermeistern gehörend: wegen ungünstiger Geschäfte 1805 von Peter Hinrich Tesdorpf verkauft an Mattheus Rodde, der 1810 fallierte, später Eigentum von Heinrich Theodor Behn

Nimmt man prägende Elemente des Hanseatentums zusammen, dann liegt auf der Hand, warum immer wieder bedeutende Hanseaten in Vermögensverfall gerieten: Auf der „Einnahmeseite“ konnten die Wechselfälle eines weltweiten Seehandels zum plötzlichen Versiegen der benötigten Mittel für den aufwendigen Lebensstil (siehe „Pärrisch Leben“) des Hanseaten führen. Auf der „Ausgabenseite“ konnte der unter den Hanseaten „gebotene“ Lebensstil selbst größere Vermögen binnen kurzer Zeit aufzehren. Das bei Hanseaten stets gepflegte Ehrenamt war ein weiteres Risiko für ausgeglichene Einnahmen und Ausgaben. Adolph Freiherr Knigge meinte Ende des 18. Jahrhunderts, lediglich im calvinistisch geprägten Bremen sei „der Luxus um vieles geringer wie [sic] in den übrigen Hansestädten“. Mit dem sich ausweitenden Überseehandel und seinen Gewinnen änderte sich der Lebensstil auch in Bremen, selbst wenn der in Hamburg betriebene Luxus nicht erreicht wurde. „In der feudalen Prachtentfaltung stehen die ‚Hanseaten‘ hinter den deutschen Fürstenhöfen längst nicht mehr zurück. In der Repräsentationslust, in der Zurschaustellung von Macht und Reichtum kann es in Deutschland keiner mehr mit Hamburg aufnehmen.“
Prominente Beispiele für Vermögensverfall aus den genannten Gründen gibt es viele. Der Hamburger Kaufmann und Sozialreformer Caspar Voght (1752–1839) legte auf seinen Hamburger Ländereien ein Mustergut an, dessen „parc du midi“ den heutigen Jenischpark bildet. Seinen „Reichtum hat er wie kein anderer hanseatischer Kaufmann des Jahrhunderts in den Dienst des kulturellen und wissenschaftlichen Fortschritts und der fürsorglichen Unterstützung der Allgemeinheit gestellt“. Seine Unternehmung ging aufgrund der Kontinentalsperre 1811 bankrott. Voght musste sein Gut an den Bankier und Senator Martin Johann Jenisch verkaufen und lebte zuletzt bei der Witwe seines vormaligen Geschäftspartners Georg Heinrich Sieveking. Lübecks Bürgermeister Mattheus Rodde (1754–1825) fungierte in der Franzosenzeit als Großfinanzier seiner Heimatstadt. Dreieinhalb Jahre lang erhielt er die gesamten Einkünfte der Stadt aus Steuern und Abgaben und beglich dafür auf eigene Rechnung alle öffentlichen Ausgaben. 1810 war Rodde zahlungsunfähig und musste als Bankrotteur aus dem Rat ausscheiden und Lübeck verlassen. Erst am Ende seines Lebens lebte er, von Freunden unterstützt, wieder in Lübeck. Cesar Godeffroy (1813–1885) wurde in seinen besten Zeiten der „Südseekönig“ genannt und galt als „Inbegriff des hanseatischen Kaufmanns“. Er war Präses der Handelskammer Hamburg, bewohnte im Sommer das ererbte „Landhaus J. C. Godeffroy“ und ließ dort ein Hirschgatter anlegen. Zudem begründete er das „Museum Godeffroy“. Ende 1879 stellte er die Zahlungen ein und schloss mit seinen Gläubigern einen Vergleich, dessen Abwicklung über 30 Jahre in Anspruch nahm. Wohlhabende Freunde ermöglichten ihm bis zu seinem Tode den Verbleib in seinem Haus.

## Anglophilie
Meyer’s Conversations-Lexicon schrieb 1849 über Hamburg: „Die höheren Stände H.s charakterisirt eine gewisse Ausländerei, besonders eine blinde Vorliebe für Frankreich und vor Allem für England und Alles, was englisch ist […], während man die deutschen Interessen kaum eines flüchtigen Hinblicks würdigte.“

### Hansische Zeit
Die Hansestädte verband eine lange Handelstradition mit England. Seit 1266 konnten sich Hansekaufleute an der englischen Ostküste niederlassen und Handel treiben. 1281 eröffneten Hamburger, Kölner und Lübecker Kaufleute in London den „Stalhof“ als zentrales Handelskontor. 1567 ließ sich die Kaufmannskompagnie der „Merchant Adventurers“ in Hamburg im „English Court“ nieder. Daraus resultierten enge wirtschaftliche, politische und intellektuelle Verbindungen. Zunächst bestand jedoch das „niederländische“ Zeitalter, als die holländische Sprache beinahe eine lingua franca der Elbkontore war. „Was in Hamburg an Neuerungen eingeführt wurde, […] was dem Handel, der Kultur und dem Lebensstil sein Gesicht gab, hing mit jener großbürgerlich-kaufmännischen Kultur im Westen zusammen, die den Hamburgern durch ihren Protestantismus verwandt, durch ihren Zugang zur Welt überlegen war.“ Ein wesentlicher Faktor waren dabei die niederländischen Glaubensflüchtlinge, die im Achtzigjährigen Krieg um die Wende zum 17. Jahrhundert nach Hamburg kamen. Erst die Wiederbelebung des Handels zwischen England und den norddeutschen Hansestädten nach der Stuart-Restauration (1660–1689) leitete allmählich eine Wende ein.

### 18. Jahrhundert
Seit Anfang des 18. Jahrhunderts brachten hugenottische Glaubensflüchtlinge den Hansestädten wirtschaftliche Blüte. Frankreich löste Holland als prägende Kultur ab. Zugleich ist ein stärkerer Einfluss englischen Lebensstils zu verzeichnen, der in Konkurrenz zum Einfluss Frankreichs trat. Neben der Aufhebung des Monopols der Merchant Adventurers trugen weitere Faktoren zum Aufschwung des Handels mit den Hansestädten bei. So verursachten die Englisch-Niederländischen Seekriege im 17. und 18. Jahrhundert eine Verlagerung des englischen Handelsverkehrs zu den norddeutschen Häfen, während der Spanische Erbfolgekrieg zu einem völligen Erliegen ihres Handels mit Spanien führte. Während das an dem „Nebenmeer“ der Ostsee liegende Lübeck hiervon nicht entscheidend erfasst wurde, spielte Bremen im Handel mit England zu keinem Zeitpunkt eine so herausragende Rolle wie Hamburg. Die Company of Merchant Adventurers verbot ihren Mitgliedern ursprünglich den Direkthandel mit Bremen, der deswegen über die Niederlande und Hamburg abgewickelt wurde. Dies änderte sich erst als Folge der Englisch-Holländischen Seekriege, als England den Direkthandel mit Bremen aufnahm, um Holland zu schädigen. Zudem wurde der Bremer Handel behindert durch die politischen Verhältnisse: Das Umland der Hansestadt Bremen war als Herzogtum Bremen von 1648 bis 1719 unter schwedischer Herrschaft. Schließlich mussten die Bremer Kaufleute für den Handel entlang der Weser Zoll entrichten, vor allem an die zeitweise von dänischen Fürsten regierte Grafschaft Oldenburg und das Herzogtum Oldenburg.

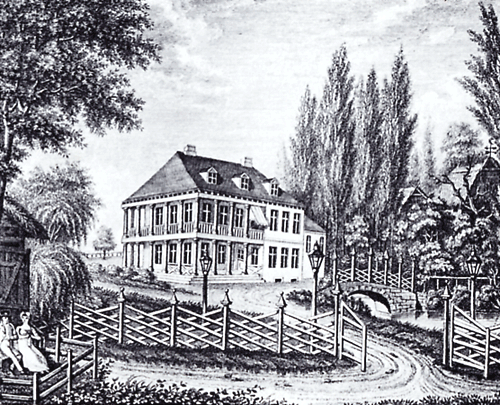
Caspar Voghts Landhaus in Klein-Flottbek bei Hamburg

Die eigentliche Anglophilie erreichte während der Aufklärung mit der Rezeption englischer Schriftsteller im 18. Jahrhundert ihren ersten Höhepunkt. Dabei bedingte die Konfessionalisierung des Lebens einen konfessionell-selektiven Rezeptionsprozess: Die Anglophilie fand vornehmlich im protestantischen Deutschland wie den Hansestädten Resonanz. Nicht nur die ungewöhnliche politische Stabilität und wirtschaftliche Prosperität des damaligen England fand allgemeine Beachtung, sondern vor allem auch das unvergleichliche Maß an Freiheit und Rechtssicherheit, das die Untertanen des Königs von Großbritannien genossen. England war nicht nur Hauptkonkurrent der Hanseaten, sondern zugleich wichtigstes Vorbild. Die politischen Verhältnisse auf der Insel erschienen gerade Kreisen des aufgeklärten hanseatischen Bürgertums erstrebenswert. Auch die Freimaurerei kam über das „Einfallstor“ Hamburg von England ins Reich. 1737 wurde hier die erste Loge, die „Loge d’Hambourg“, gegründet. Ende des 18. Jahrhunderts begann sich die englische Gartenbaukunst unter den Hanseaten auszubreiten, beginnend mit der „ornamented farm“ Caspar Voghts.
Die Französische Revolution lenkte das Augenmerk wieder auf Frankreich. Während der erste Jahrestag des Sturms auf die Bastille in Paris auf dem Marsfeld gefeiert wurde, fand parallel dazu in Harvestehude vor den Toren Hamburgs ein Freiheitsfest statt, dessen Initiator der Hanseat Georg Heinrich Sieveking war. Das Fest sorgte weit über Hamburgs Grenzen hinweg für Aufsehen – sogar der Führer der Girondisten, Brissot, erwähnte es lobend in seinem „Patriot Français“ –, blieb aber für die (politische) Kultur Hamburgs ohne konkrete Folgen.

### 19. Jahrhundert

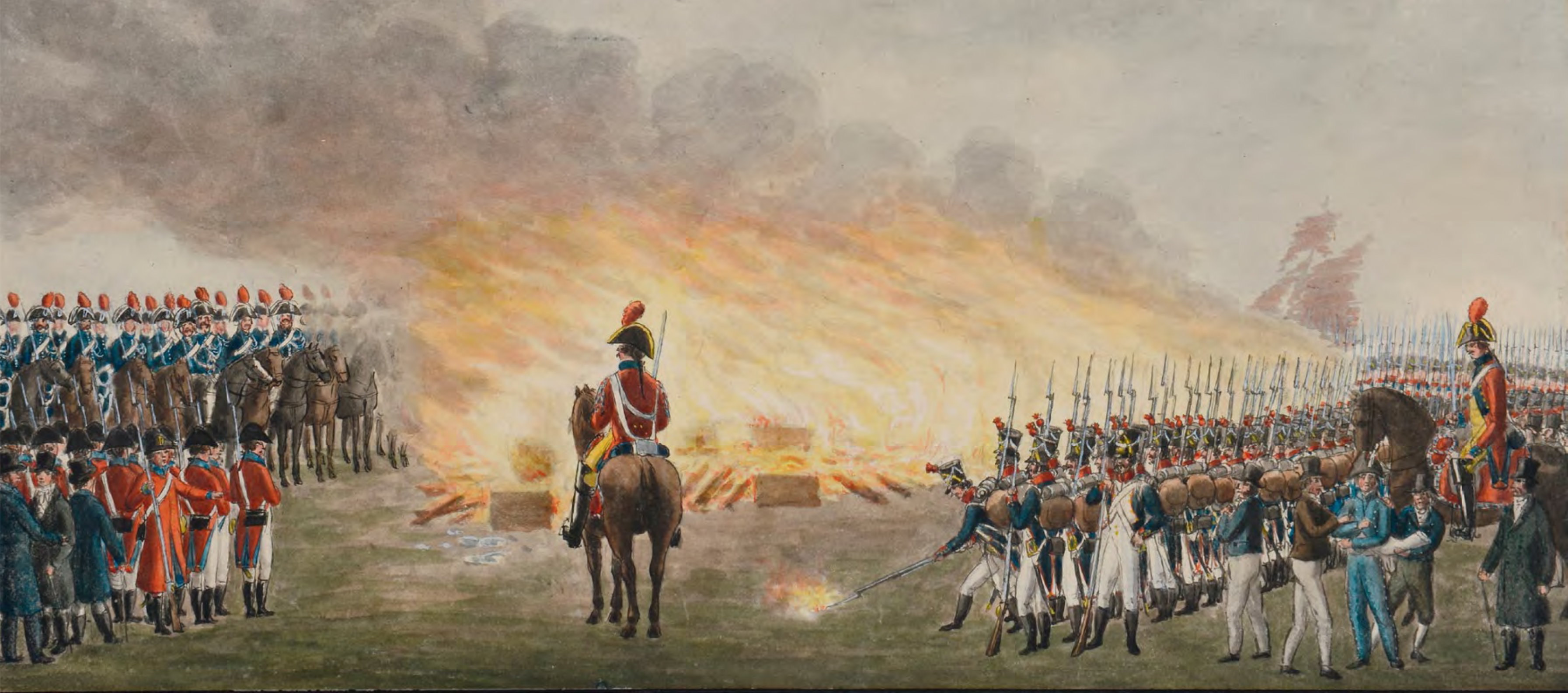
Französische Truppen verbrennen 1811 britische Waren auf dem Grasbrook in Hamburg (Christoffer Suhr)

In der Hamburger Franzosenzeit 1806 bis 1814 erlitt die Frankophilie der Hanseaten einen Rückschlag. Zur Durchsetzung der Kontinentalsperre, einer Wirtschaftsblockade über die britischen Inseln, ließ Napoléon I. Hamburg während des Vierten Koalitionskrieges 1806 besetzen. Die Besatzer verboten den Handel mit Großbritannien und beschlagnahmten alle englischen Waren in der Stadt. Weil England zu dieser Zeit nach Frankreich der zweitwichtigste Wirtschaftspartner Hamburgs war, kam es in der Folge zu einer Vielzahl von Bankrotten hanseatischer Handelsfirmen. Auch der Lübecker Seehandel kam in den Jahren von 1807 bis 1813 fast völlig zum Erliegen; zwischen 1811 und 1812 lief kein einziges Schiff den Hafen Lübecks an. Damit war die Handelsstadt während dieser Zeit praktisch von allen Einnahmen abgeschnitten (siehe Lübecker Franzosenzeit). Nach der vorübergehenden Befreiung Hamburgs durch die Russen 1813 wurde Hamburg erneut von den Franzosen besetzt. Vor den Toren der Stadt wurden die Häuser abgerissen, um freies Schussfeld zu schaffen. Die Hamburger Hauptkirchen wurden zu Pferdeställen umfunktioniert, das Silberdepot der Hamburger Bank beschlagnahmt. Napoleon wird der Ausspruch zugeschrieben: „Ich ziehe es vor, die Hamburger zahlen zu lassen. Das ist die beste Art, Kaufleute zu bestrafen.“ Nach der endgültigen Befreiung von den Franzosen erfolgte eine umgehende Restauration der Verhältnisse in den Hansestädten. Insbesondere wurde der vorherige Rechtszustand weitestgehend wiederhergestellt. Eine kritische Würdigung, geschweige denn Übernahme von moderneren Einrichtungen des französischen Staatswesens unterblieb angesichts des im 19. Jahrhundert anhaltenden Hasses auf die Besatzer und ihre Verbündeten.

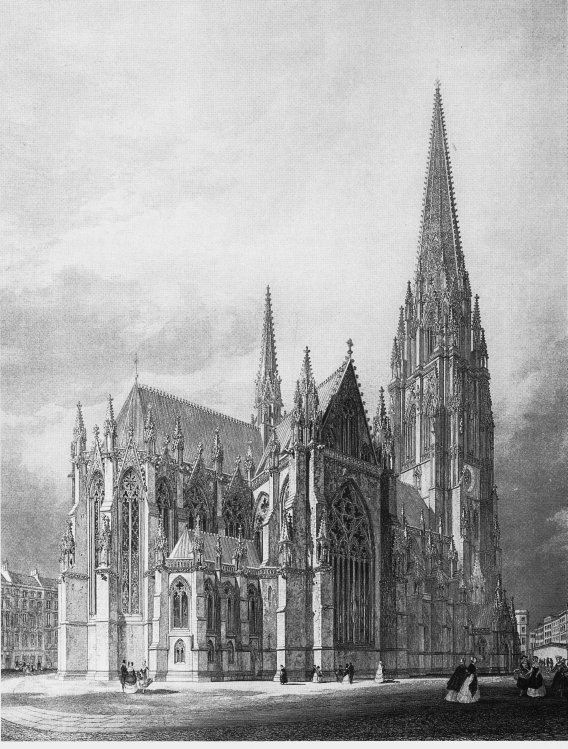
Hauptkirche St. Nikolai (Hamburg) Architekt George Gilbert Scott

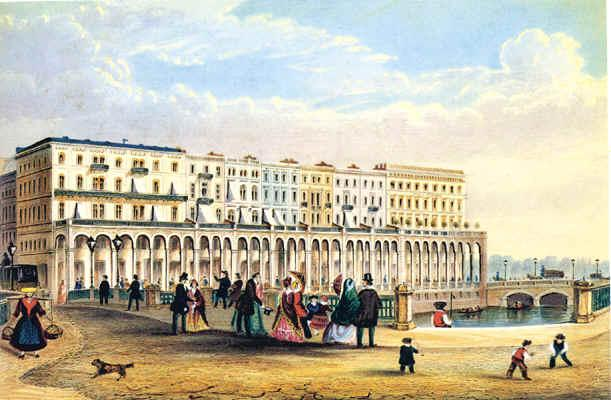
Alsterarkaden (Architekt: Alexis de Chateauneuf)

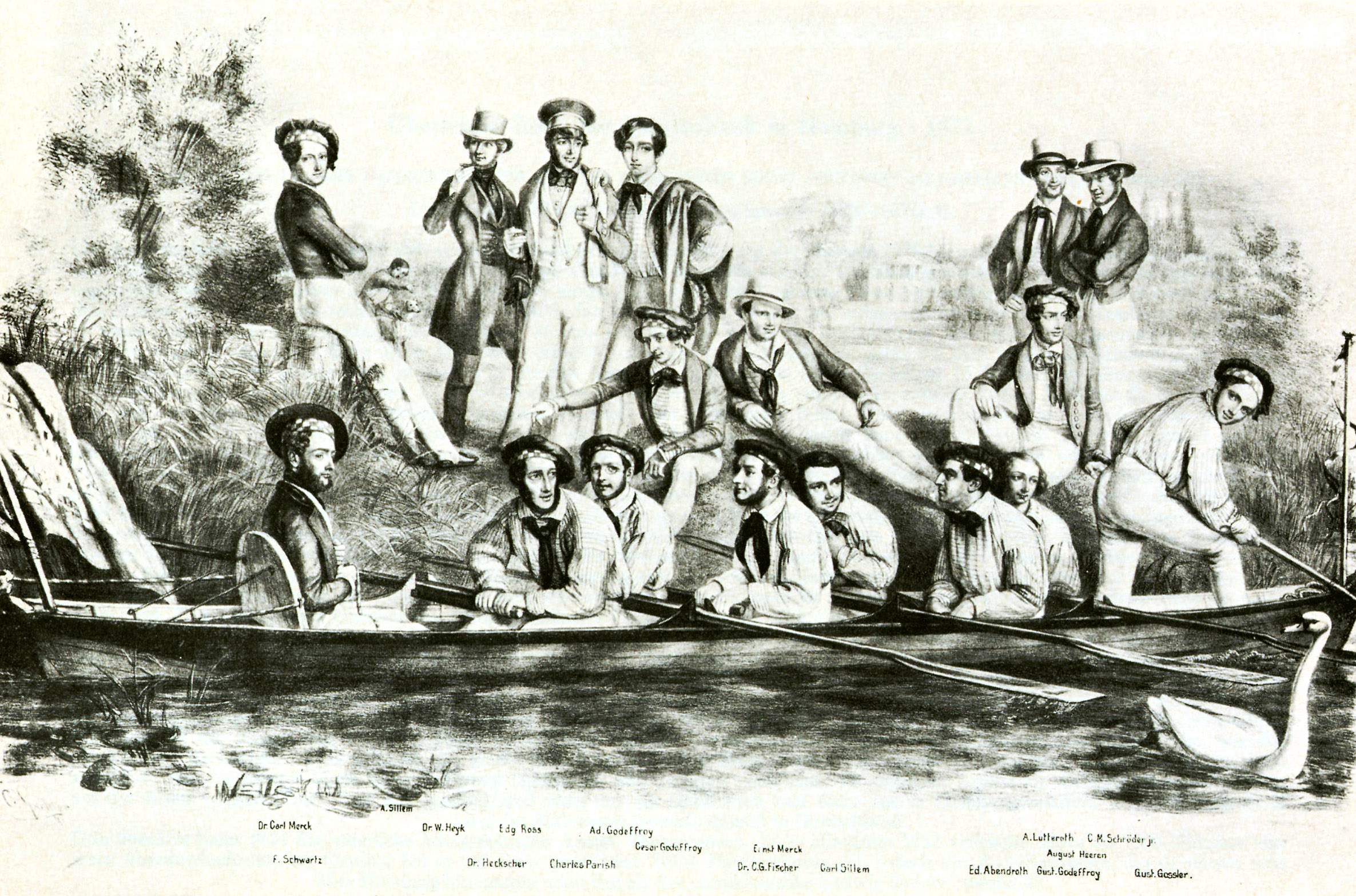
Otto Speckter 1840: Die Gründer des „Hamburger Ruder Clubs“ in ihrem ersten Boot „Victoria“: Carl Hermann Merck (am Ufer links), Johan Cesar Godeffroy (am Ufer sitzend links), Ernst Merck (am Ufer liegend), Johann Gustav Heckscher (im Boot, 2. von links), Gustav Godeffroy (im Boot, 2. von rechts)

England konnte aufgrund seines technischen Vorsprungs durch die Industrialisierung, die dort im 18. Jahrhundert begonnen hatte, den deutschen Markt verstärkt mit preiswerten Industrieprodukten bedienen, wobei englische Firmen besonders Hamburg als Einfallstor nach Deutschland nutzten. Zeitweilig führte jedes zweite Schiff, das den Hamburger Hafen anlief, die englische Flagge. Die Offenheit für diesen Handel, der den Hamburgern Gewinn und Arbeitsplätze bescherte, ist die Wurzel des Vorwurfs „antinationaler“ Gesinnung der Hanseaten. Die Binnenländer kritisierten die Einfuhren und verlangten nach Protektion durch Schutzzölle, gar durch die Schließung des Hamburger Freihafens, um Zeit für die Modernisierung ihrer Industrien zu gewinnen.
Im 19. Jahrhundert fassten englische Ingenieure und Architekten in Hamburg Fuß: Edward James Smith ließ in den 1830er Jahren die ersten Wasserrohre in Hamburg legen. Der englische Architekt George Gilbert Scott baute 1842 nach dem Hamburger Brand die Nicolaikirche wieder auf. James Godfrey Booth rief 1844 die erste „Gas-Compagnie“ ins Leben. William Lindley war auf den Gebieten der Ver- und Entsorgungstechnik, des Wasserbaus und der Stadtplanung tätig und zwischen 1842 und 1860 für eine umfassende Modernisierung der Stadt Hamburg verantwortlich.
Die gängige Rede von der „Anglophilie der Hanseaten“ darf indes nicht darüber hinwegtäuschen, dass ungeachtet politischer Differenzen auch Frankreich stilbildend blieb. Heinrich Heine lebte seit 1831 in Paris. Er verspottete von dort aus mit Vorliebe den hamburgischen Kaufmannsgeist. Alexis de Chateauneuf, Spross einer Hugenottenfamilie, wurde 1842 Leiter der technischen Kommission zum Wiederaufbau der abgebrannten Hamburger Innenstadt. Er gestaltete maßgeblich die heutige Innenstadt Hamburgs. Für die Mitte des 19. Jahrhunderts beklagte der Architekt Martin Haller: „Damals gehörte es leider noch zum guten Ton, daß die reichsten Hamburger ihre Hauseinrichtungen vom Auslande bezogen. Senator Jenisch …, Gottlieb Jenisch …, Cesar Godeffroy und Baron Ernst Merck … Carl Heine … Emile Nölting … überließen die Einrichtung ihrer Festräume Pariser Decorateuren u. Handwerkern. Die Möbelausstattung des Union Clubs … ward auf George Parish’s Anordnung aus London bezogen.“
Die Nachricht vom Sieg der bürgerlich-demokratischen Februarrevolution von 1848 in Frankreich wurde in Hamburg mit Jubel aufgenommen.
Die Anglophilie fand auch in den sportlichen Vorlieben der Hanseaten Ausdruck. Hamburg war das wichtigste Einfallstor der englischen „sports“ für Deutschland. Das sogenannte Boat Race, ein Ruderwettkampf zwischen den Universitäten Cambridge und Oxford, fand im Jahr 1829 zum ersten Mal statt. 1836 wurde der Hamburger Ruder-Club als ältester deutscher Ruderclub gegründet und die erste deutsche Ruderregatta gab es 1843 in Hamburg. 1845 fand in Hamburg die erste Segelregatta statt. In Altona wurde 1869 der älteste Bicycle-Club der Welt gegründet, hervorgegangen aus dem „Eimsbütteler Velocipeden Reitclub“. Im selben Jahr fand in Altona das erste öffentliche „Velociped-Wettrennen“ statt. Das englische System der Leistungsprüfungen für Vollblüter wurde übernommen und 1869 in Hamburg das Norddeutsche Derby – heute Deutsches Derby – erstmals ausgetragen. Es ist eines der ältesten Pferderennen außerhalb Großbritanniens und bis heute eines der bedeutendsten Ereignisse im Pferdesport weltweit. Auch in anderen Sportarten wie Tennis und Hockey spielte Hamburg eine Pionierrolle.

### 20. Jahrhundert
Die Anglophilie der Hanseaten fand auch in der Zeit des Nationalsozialismus ihren Ausdruck. Vom Hamburger Bildungs- und Großbürgertum nahm die Swing-Jugend als oppositionelle Jugendkultur ihren Ausgang. Ihre Anhänger demonstrierten durch gepflegt-lässige, dem englischen Stil nachempfundene Kleidung und das Hören von Jazzmusik ihre Ablehnung der nationalsozialistischen Jugendideologie. Selbst die von Hamburger Gymnasien 1980 ausgehende unpolitische, von Teilen der Oberschicht geprägte Popperkultur, die erste originär deutsche Jugendkultur in Westdeutschland, trug in ihren Konsumvorlieben noch erkennbare anglophile Züge. Modegeschichtlich waren die Popper die Weiterführung der Mods. Diese hatten ausgehend von Großbritannien in den frühen und mittleren 1960er-Jahre guten Geschmack und Stilsicherheit zum Wesen jeder Rebellion erklärt. Die Mods entstammten jedoch allesamt der Arbeiterklasse und hebelten somit die Regeln der britischen Klassengesellschaft aus. Demgegenüber waren die Popper zu nicht unwesentlichen Teilen Kinder von Hanseaten und – nach weiterer Ausbreitung – der Ober- oder gehobenen Mittelschicht an anderen Orten.
Aufgrund seiner Anglophilie wird Hamburg noch heute als „die allerenglischste Stadt des Kontinents“ apostrophiert.

## Juden und Hanseaten
Juden wurden nicht als Hanseaten betrachtet. Die Stellung der Juden wandelte sich zwar auch in den Hansestädten ab dem Ende des 18. Jahrhunderts im Zuge der Judenemanzipation in Deutschland. Dieser Prozess ging jedoch nicht so weit, dass Juden bis zum Ende des Hanseatentums alter Prägung 1918 als Hanseaten gelten konnten.

### Bis zum Ende des 18. Jahrhunderts

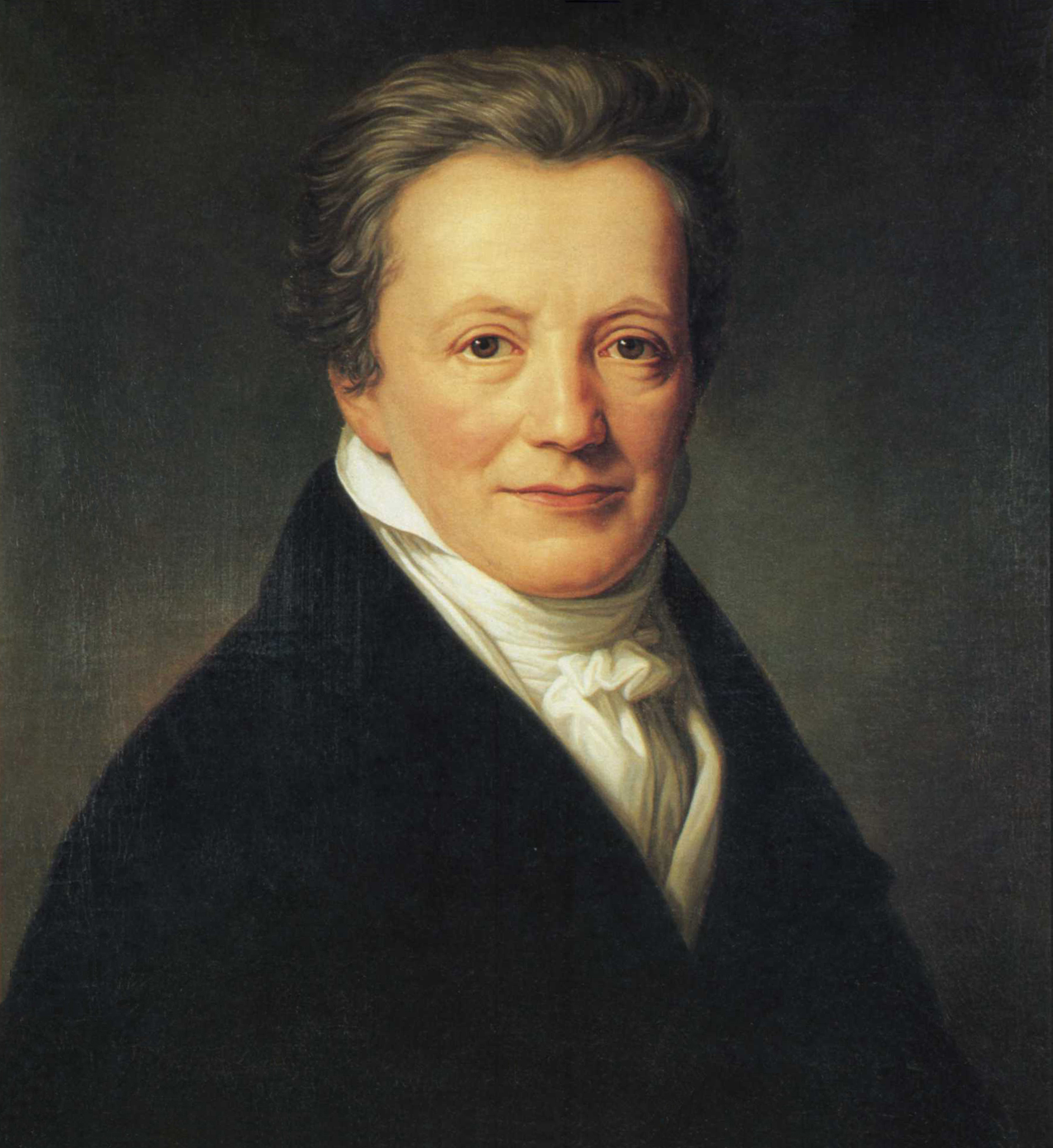
Salomon Heine (1767–1844), Hamburger Bankier seit 1797 (Gemälde von Carl Gröger)

Die Juden unterlagen in den Hansestädten zeittypischen Restriktionen (siehe Geschichte der Juden in Deutschland), die jedoch unterschiedlich ausgeprägt waren. Nach der alten lübeckischen Verfassung konnten Juden, ein Schutzjude und einige jüdische Künstler ausgenommen, nicht frei in der Stadt wohnen und daselbst Handel und Gewerbe treiben, am allerwenigsten aber als Nicht-Christen das Bürgerrecht erlangen, von dem der Eintritt in ein bürgerliches Collegium abhängig war. In Hamburg war der Antisemitismus nicht so stark ausgeprägt wie in anderen Teilen Deutschlands und den beiden Schwesterstädten. Juden konnten in der Stadt relativ gut leben, Ghettos wie andernorts gab es nicht, jedoch gestattete der Senat den Juden die Hamburger Staatsbürgerschaft erst Mitte des 19. Jahrhunderts. Auch der Besitz von Grundeigentum war den Juden – wie dem Adel (siehe Hanseaten und Adel) – bis 1848 untersagt. Das hinderte jüdische Kaufleute wie beispielsweise die Hamburger Familie Warburg nicht, erfolgreiche Bankhäuser aufzubauen.
Anders als in Berlin war mit dem wirtschaftlichen Erfolg der jüdischen Bankiers und Kaufleute in Hamburg jedoch keine gesellschaftliche Gleichstellung verbunden. In Berlin hatte sich keine den Hanseaten vergleichbare Oberschicht gebildet oder sie war durch fortwährende Zuwanderung überspielt worden. Demgegenüber hinderten die gesellschaftlich festgefügten Strukturen in Hamburg die gesellschaftliche Akzeptierung von Juden als Großbürger. Ein weiterer Grund wird gewesen sein, dass sich Juden in Hamburg zunächst primär als Fabrikanten etablierten, die in den Hansestädten als „Gewerbetreibende“ ohnehin nicht den Großhandelskaufleuten gesellschaftlich gleichgestellt waren.

### 19. Jahrhundert

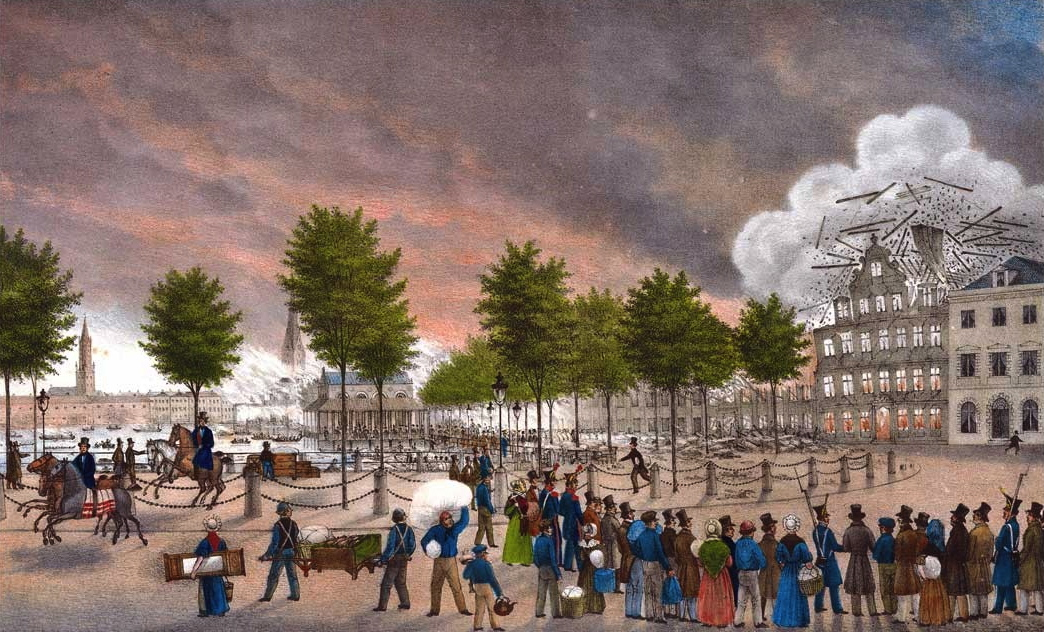
Sprengung des Hauses von Salomon Heine und des Hotel Streit am Jungfernstieg während des Hamburger Brandes 1842

Während der Zeit der französischen Besatzung der Hansestädte (siehe Hamburger Franzosenzeit und Lübecker Franzosenzeit) waren die für Juden geltenden Restriktionen aufgehoben. Nach dem Wiener Kongress kam es in den Hansestädten auch insoweit zu einer Restauration. Aus Lübeck und Bremen wurden die dort ansässig gewordenen Juden wieder vertrieben. Eine Judenkommission des Rates in Bremen beschloss 1819, den Juden in Bremen eine Verlängerung des Aufenthaltsrechts zu versagen, so dass 1826 nur zwei Schutzjuden in Bremen lebten.
Anders war die Lage in dieser Hinsicht in Hamburg. In Hamburg bestand mit 3000 Juden lange die größte jüdische Gemeinde in Deutschland. Der Hamburger Senat war den Juden wohlgesinnt und beabsichtigte, wohlhabenden Juden das Vollbürgerrecht einzuräumen, weil er sich von einer Gleichstellung der Juden eine Förderung des durch die französische Besatzung heruntergekommenen Handels versprach. Hiergegen opponierten nachdrücklich die Kleinbürger, so dass schließlich der Zustand wiederhergestellt wurde, wie er vor der Franzosenzeit bestanden hatte.
Die fehlende Gleichberechtigung hinderte Juden nicht, sich als hanseatische Patrioten zu verstehen, wie das Beispiel des bedeutenden Hamburger Bankiers Salomon Heine belegt. Heine besaß – wie in solchen Fällen üblich über einen Strohmann erworben – ein Haus am Jungfernstieg in Hamburg und einen Landsitz in Ottensen. Beim großen Hamburger Brand von 1842 ließ er sein Haus am Jungfernstieg sprengen, um ein weiteres Übergreifen der Flammen zu verhindern. Anschließend verzichtete er zugunsten der Hamburger Feuerkasse auf die Auszahlung der Versicherungssumme. Heines Beerdigung 1844 geriet zu einer stummen Demonstration seiner Popularität. Tausende Hamburger, Juden wie Christen, begleiteten ihn auf seinem letzten Weg auf den Jüdischen Friedhof nach Ottensen. Gleichwohl erlangte Heine weder das Hamburger Bürgerrecht noch die Mitgliedschaft in der Versammlung Eines Ehrbaren Kaufmanns zu Hamburg.
Die Wahlrechtsreformen 1848 in Lübeck, 1849 in Bremen und 1848 sowie 1860 in Hamburg stellten die Juden rechtlich endgültig gleich. Eine gesellschaftliche Gleichstellung erfolgreicher jüdischer Kaufleute mit der hanseatischen Oberschicht war damit jedoch nicht verbunden. „Mich, der ich von draußen kam, berührte am stärksten die Selbstverständlichkeit, mit der diese Trennung der autochthonen und der jüdischen guten Gesellschaft von beiden Seiten als unabänderlich hingenommen wurde.“ Selbst Albert Ballin, Hamburger Reeder und eine der bedeutendsten jüdischen Personen des deutschen Kaiserreiches, mit dem der Kaiser privat verkehrte, war zeitlebens von der Hamburger Gesellschaft nicht voll akzeptiert. Das hatte neben dem Umstand, dass er „nur“ Generaldirektor und nicht Inhaber der Reederei HAPAG war, konfessionelle Gründe.
1849 wurde den Juden in Bremen wieder die Niederlassung erlaubt. 1863 verlieh man der Israelitischen Gemeinde auch die Körperschaftsrechte. 1876 wurde dann eine Synagoge erbaut und 1896 hatte die Israelitische Gemeinde wieder einen Rabbiner.

## In der Zeit des Nationalsozialismus

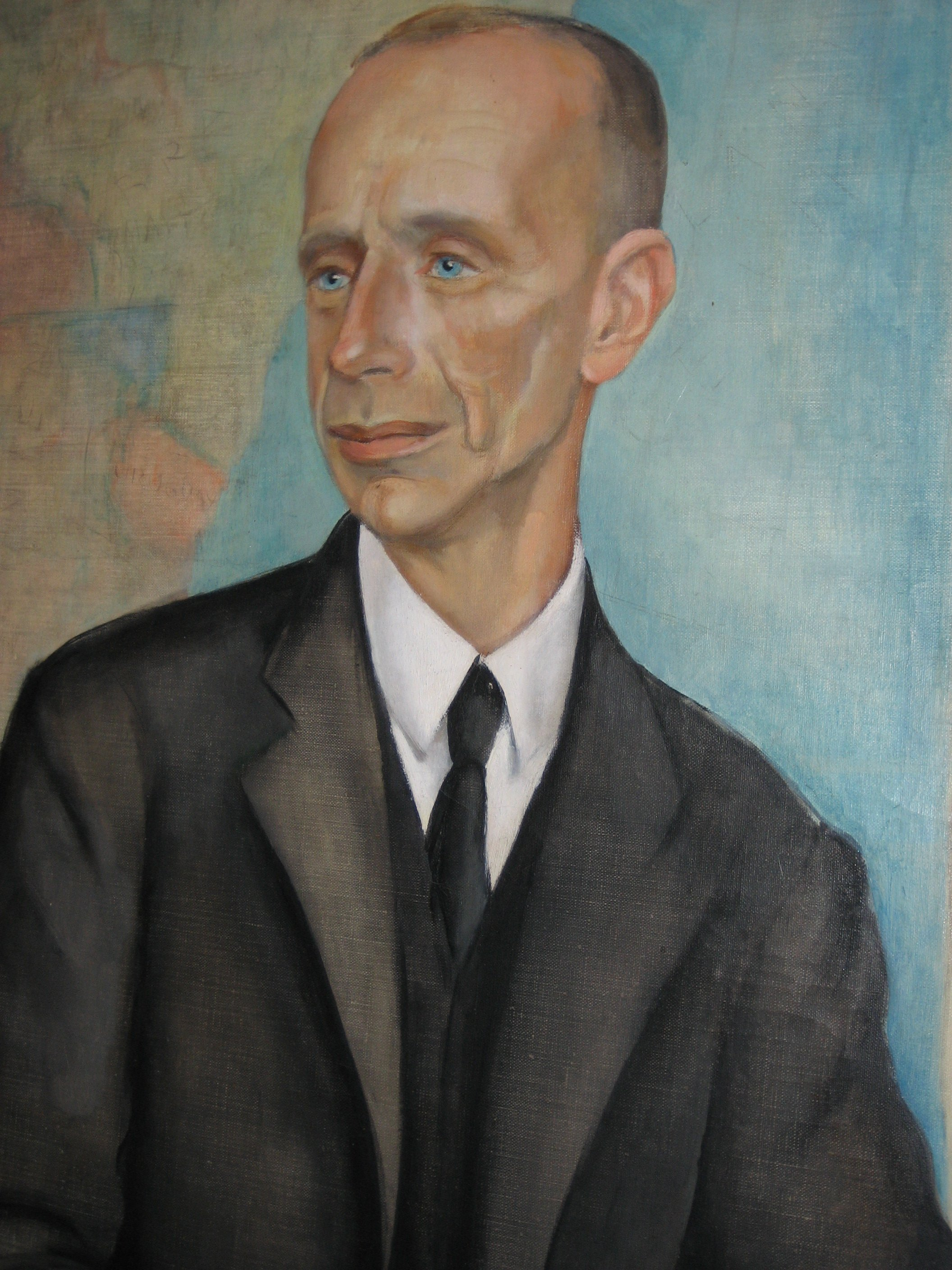
Wilhelm Amsinck Burchard-Motz (1878–1963), gemalt von Anita Rée

### Hamburg
Für die Hamburger Hanseaten gibt es bislang keine geschlossene, nicht einmal eine ansatzweise Untersuchung zu ihrem Verhalten in der Zeit des Nationalsozialismus, wie sie etwa für den deutschen Adel existiert. Der Appell der Regierungsparteien Hamburgs bei den Bürgerschaftswahlen 1931, „Hanseaten, gebt euch nicht selber auf!“, war nicht mehr als eine Beschwörung regionalen Sonderbewusstseins und scheiterte. Es steht zu vermuten, dass den Hanseaten ebenso wenig wie dem Adel, dessen feudaler Lebensweise und Selbstverständnis sie sich bis 1918 angeglichen hatten, die soziale und politische Selbstbehauptung gelungen ist.
In Kreisen der eigentlichen Hanseaten erfreute sich die NSDAP nach ihrer Neugründung 1925 durchaus wohlwollender Unterstützung, wie sich an Veranstaltungen des Hamburger Nationalklubs, der die Spitzen der Hamburger Gesellschaft zu vereinen suchte, wenn auch nicht repräsentativ, ablesen lässt. 1926 konnte Adolf Hitler vor ihm auftreten und wurde von dem Hanseaten Vorwerk begrüßt: „Worte der Einführung sind eigentlich unnötig bei dem Gast, den wir heute abend bei uns zu sehen die Ehre haben. … Sein mannhaftes Eintreten für seine Überzeugung hat ihm in den weitesten Kreisen Achtung, Verehrung und Bewunderung eingetragen. Wir freuen uns sehr, daß er heute abend zu uns gekommen ist. Dieser Freude haben auch die Klubmitglieder dadurch Ausdruck gegeben, daß sie heute abend so zahlreich erschienen sind. … Die heutige Veranstaltung ist so stark besucht wie vielleicht noch keine Veranstaltung des Klubs.“ Hitler sprach erneut 1930 vor dem Klub. 1931 wurde Joseph Goebbels als Redner geladen.
In die gleiche Richtung weist die Industrielleneingabe, mit der bereits 1932 die Berufung Adolf Hitlers zum Reichskanzler gefordert wurde. Fünf von 20 Unterzeichnern waren prominente Mitglieder alter hanseatischer Familien: der Bankier und Reeder Carl Vincent Krogmann, der Bankier Erwin Merck, der Bankier Kurt Freiherr von Schröder, der Senator Franz Heinrich Witthoefft und der Reeder Kurt Woermann.
Wilhelm Amsinck Burchard-Motz, aus alter hanseatischer Familie, ab März 1933 Zweiter Bürgermeister des Koalitionssenats aus NSDAP, DNVP und DVP (siehe Hamburger Senat im Nationalsozialismus), leitete Anfang April 1933 die Selbstauflösung der DVP in Hamburg ein und forderte alle Parteiangehörigen – mit weit überwiegendem Erfolg – auf, gemeinsam mit ihm in die NSDAP einzutreten.
Naturgemäß sind Gegenbeispiele zu finden. So kollaborierten die bedeutenden Versicherungsmakler Jauch & Hübener über den mit dem Hanseaten Walter Jauch verwandten Stabschef der militärischen Abwehr unter Admiral Canaris, Generalmajor Hans Oster, mit Hans von Dohnanyi. Der Hanseat Otto Hübener wurde dafür Ende April 1945 in Berlin hingerichtet. Solche Einzelfälle können wohl ebenso wenig über ein Versagen auf breiter Front hinwegtäuschen wie die adeligen Teilnehmer des Attentats vom 20. Juli 1944 über das Versagen weiter Kreise des Adels.

### Bremen
Die Bremer Hanseaten als Kaufleute oder Gewerbetreibende waren konservativ, aber wie die Arbeiterschaft nicht für die Nationalsozialisten.
Bereits 1922 wurde die erste Bremer Ortsgruppe der NSDAP gegründet. 1928 erhielt die NSDAP bei Bürgerschaftswahlen aber nur 1,1 Prozent. Ab 1928 unterstand die Ortsgruppe dem Gau Weser-Ems in Oldenburg; für Hanseaten war das befremdlich. Vor der Reichstagswahl 1930 hielt Hitler zum ersten Mal eine Wahlkampfrede in Bremen. Nur rund zwölf Prozent wählten im September 1930 die NSDAP. Die dann folgende Bürgerschaftswahl vom November 1930 brachte der NSDAP 25,4 Prozent der Stimmen und 32 Sitze in der Bremischen Bürgerschaft.
Bei den Reichstagswahlen im Juli 1932 erhielt die NSDAP 31 Prozent der Stimmen, bei den Reichstagswahlen im November 1932 wählten nur 21 Prozent (Reich: 33,6 Prozent) die NSDAP und bei den Reichstagswahlen im März 1933 erreichten die Nazis ein Ergebnis von 32,6 Prozent (Reich: 44,5 Prozent).
Das NS-Regime entstand 1933 durch den politischen Druck der NSDAP, mit der Ernennung von Richard Markert (NSDAP) zum Polizeisenator durch den Reichsminister des Innern Wilhelm Frick, mit der Verschleppung der Abgeordneten von SPD und KPD in Gefängnisse und Konzentrationslager und schließlich mit der Regierungsübernahme am 6. März 1933, einen Tag nach den Reichstagswahlen. Die NS-Zeit war neben der Besetzung durch Napoléon (1810–1813) die einzige Zeit seit dem Mittelalter, während der die Hansestadt nicht als freie Stadt existierte, sondern in einen Reichsgau eingegliedert war. Für Bremer Hanseaten war das ein unzumutbarer Zustand. Nun erst, nach der Machtübernahme, machten einflussreiche Hanseaten beim kommissarisch eingesetzten Bürgermeister Markert ihre Aufwartung; man arrangierte sich, und der Vizepräses der Handelskammer Bremen Biedermann hielt markige nationalistische Reden.
Von den elf Mitgliedern im Senat in dieser Zeit müssen die Kaufleute Theodor Laue, der von der DNVP kommende Otto Flohr, Hermann Ritter und der Jurist Richard Duckwitz der Klientel der bürgerlichen Hanseaten aus Bremen zugerechnet werden. Auch der Widerstand war nicht die Angelegenheit der Bremer Hanseaten, sondern von Mitgliedern der KPD und SPD.

## Hanseatentum in der Gegenwart

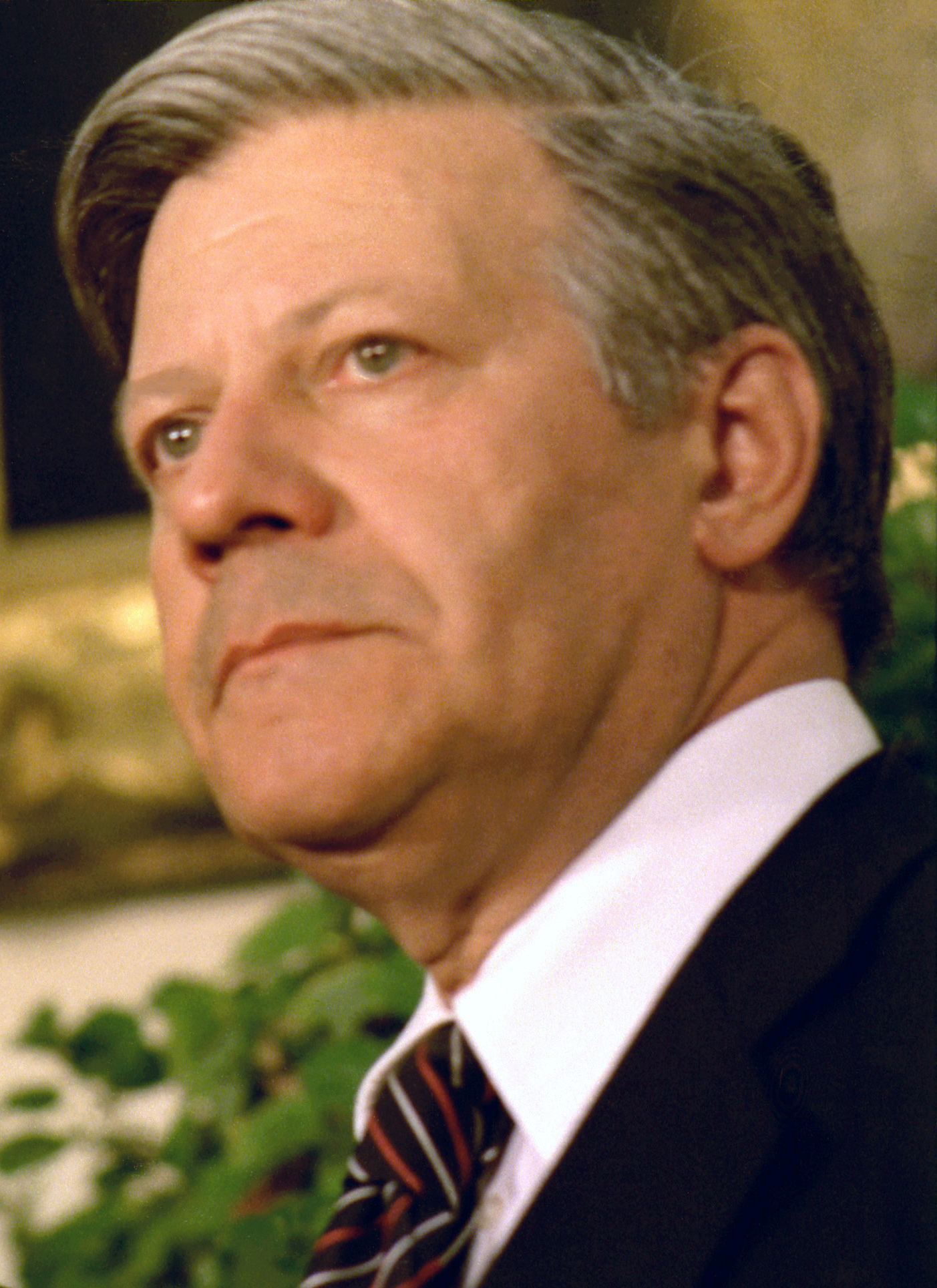
Helmut Schmidt, Musterbeispiel eines „neuzeitlichen Hanseaten“, der sein – dezidiert beanspruchtes – Hanseatentum („Ich bin Hanseat und werde es bleiben!“) nicht aus den herkömmlichen familiären Machtstrukturen ableitet – „Für viele […] der Hanseat par excellence“

Der Satz „Wirklich genuine Hanseaten sind Menschen, deren Vorfahren hier schon vor Jahrhunderten als hanseatische Kaufleute, Reeder, Banker, tätig waren“ ist in dieser Form unzutreffend. Er meint jene Hanseaten, deren auf den Privilegien der Oberschicht gründendes Hanseatentum alter Prägung 1918 endete. Nicht untergegangen ist die „hanseatische Lebensart“, die in ungebrochener Tradition der Lebensart dieser Hanseaten steht. Als Beispiel hanseatischer Liberalität kann hier der Nachkriegssenator Hans-Harder Biermann-Ratjen gelten, und noch 1968 trat der Hamburger Kaufmann Erik Blumenfeld aus hanseatischem Anstand von seinem Amt als Vorsitzender der CDU zurück, weil seine Firma fallierte.
Heute werden zu den Hanseaten unverändert die Mitglieder der alten Familien gerechnet. „Sie sind nicht mehr alle reich, vielleicht sogar nur noch die Minderheit, aber sie gehören zusammen, sie halten zusammen.“ Insofern findet im heutigen Sprachgebrauch der Begriff „Hanseat“ weiter unverändert Verwendung wie die Begriffe „Adel“ bzw. „Adelige“ für die Angehörigen der früheren adeligen Familien. Hinzu kommen die erfolgreichen Kaufleute und Senatoren der hanseatischen Städte Hamburg, Lübeck und Bremen, solange nur ein „typischer Zug […] für Hanseaten, einfach eine bestimmte Lebensart vorzuleben“, gegeben ist – wie es der vormalige Hamburger Senator Helmut Schmidt mustergültig verkörpert. Hat der Begriff des „Adels“ den Vorzug, durch seine leichte Unterscheidbarkeit eine falsche Anwendung leicht erkennbar zu machen, so hat der Begriff des „Hanseaten“ den Vorzug, eine durch das fortlaufende Hinzutreten heutiger Bürger „hanseatischer Lebensart“ eine „weiterlebende Spezies“ zu bezeichnen. Insofern kommt ihm zugute, rechtlich nicht klar abgegrenzt und damit nicht wie der Adel durch das Adelsgesetz von 1920 abgeschafft worden zu sein.
Ob der Begriff künftig eine Ausdehnung erfahren wird auf Personen jener früheren Hansestädte, die sich im Zuge einer historischen Rückbesinnung seit der Deutschen Wiedervereinigung ebenfalls „Hansestadt“ genannt haben, bleibt abzuwarten. Der mit dem Begriff des Hanseaten verbundene Nimbus, auch Unkenntnis seiner eigentlichen Bedeutung haben vielfältige neuzeitliche Aneignungsversuche, auch externe Zuweisungen zur Folge, ohne dass dabei der ursprüngliche, schichtenspezifische Aspekt gewahrt wird. So wird beispielsweise der Fußballverein „Hamburger SV“ regelmäßig als „die Hanseaten“ bezeichnet. Der hier behandelte soziostrukturelle Begriff des Hanseaten erleichtert wie die insoweit vergleichbaren Begriffe „Patrizier“ oder „Großbürger“ solche Aneignungsversuche. Grund ist, dass diese nicht wie der Begriff „Adel“ eine bereits durch den Adelstitel formal leicht unterscheidbare Bevölkerungsschicht bezeichnet haben bzw. bezeichnen. Zuschreibungen wie an den Hamburger Verleger und Stifter Gerd Bucerius oder an den früheren Hamburger Senator Helmut Schmidt, der das Prädikat „Hanseat“ zudem dezidiert für sich beanspruchte, beleben die herkömmliche Bedeutung des Begriffs „Hanseat“. Das zeigt, dass der Begriff trotz vielfältiger Verwendung nicht seinen soziologischen Kerngehalt verliert. Andernfalls würde er sich zu einem rein regionale Bezüge kennzeichnenden Begriff wandeln.

## Hanseatische Familien
Familiensinn war eine der vorherrschenden Eigenschaften der Hanseaten. Die Familienbande waren in allen hanseatischen Städten von gleicher Bedeutung. Sie ersetzten die fehlenden Feudalstrukturen und waren ein Fundament des städtischen Gemeinwohls. Die Ehrfurcht vor dem Aufstieg der eigenen Familie dominierte das häusliche und städtische Leben der „oberen Zehntausend“, oft nicht ohne, wie Ida Boy-Ed es beschrieb, „die spezifische Hanseatenkrankheit: den Patrizierwahnsinn, in welchem jede Familie sich einbildet, aristokratischer als alle anderen zu sein.“ In diesem Selbstverständnis liegt zugleich die Wurzel für das Hamburgische Geschlechterbuch. Es verzeichnet in bislang 17 Bänden in einer Vollständigkeit, „wie sie keine andere deutsche Stadt aufzuweisen hat“, die hanseatische Oberschicht, „eine eng in sich verflochtene soziale Schicht, die allerdings nur einen kleinen aber doch wichtigen Sektor der Hamburger Bevölkerung in Vergangenheit und Gegenwart ausmacht.“ Lübeck verfügt als einzige der drei Städte über eine Ratslinie, die der Lübecker Bürgermeister Emil Ferdinand Fehling zuletzt 1925 edierte, die alle bis dahin bekannten Ratsmitglieder mit Kurzlebensläufen verzeichnet. Die Lübecker Hanseaten werden heute im Rahmen des Biographischen Lexikons für Schleswig-Holstein und Lübeck (SHBL) erschlossen, von dem 11 Bände (1970–2012) erschienen sind. Für Bremen existieren solche umfassenden Veröffentlichungen bislang nicht.

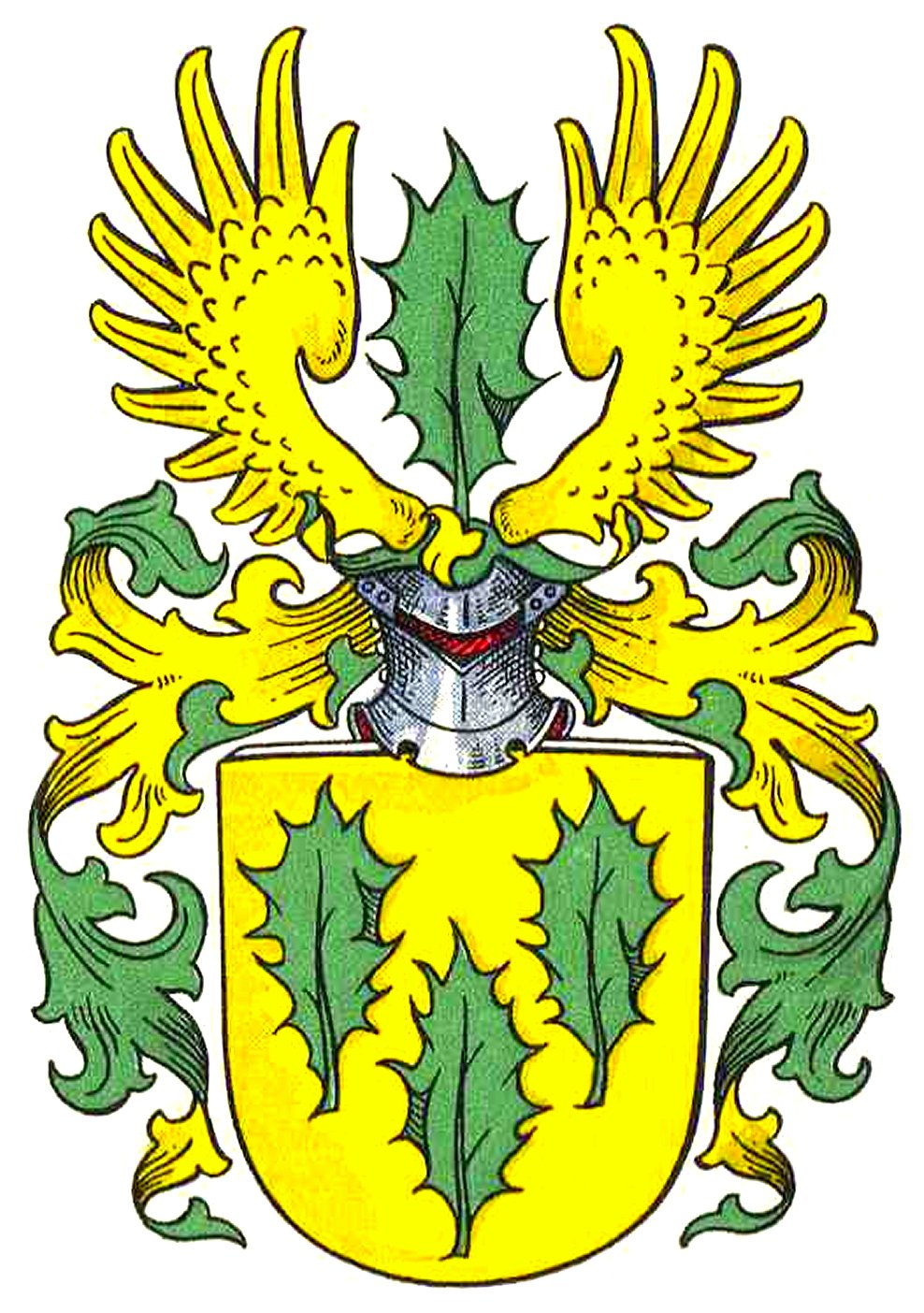
Amsinck
Berenberg
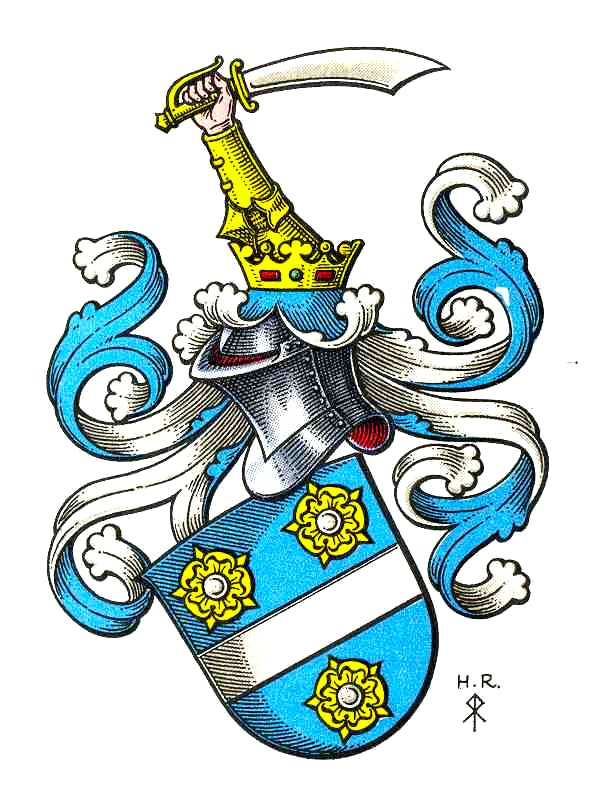
Chapeaurouge
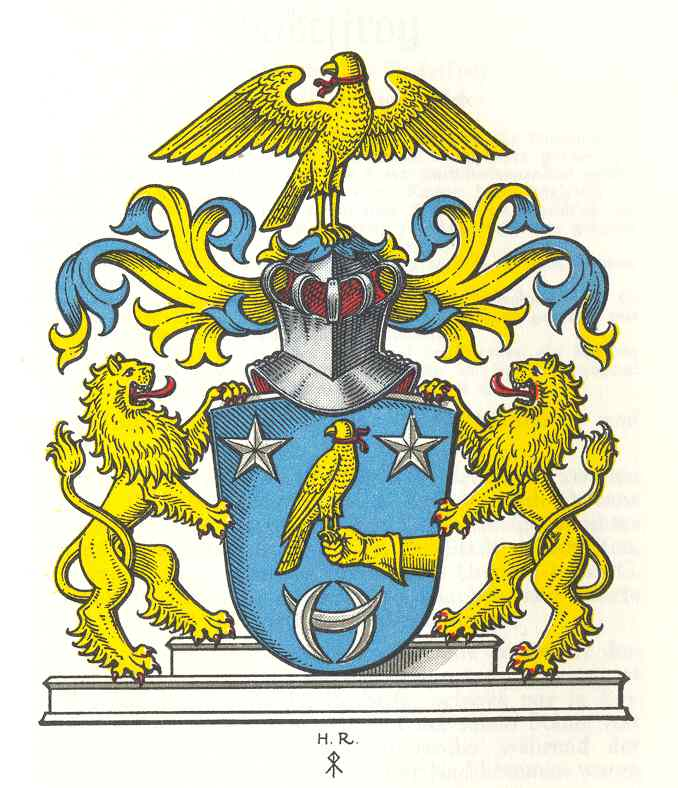
Godeffroy
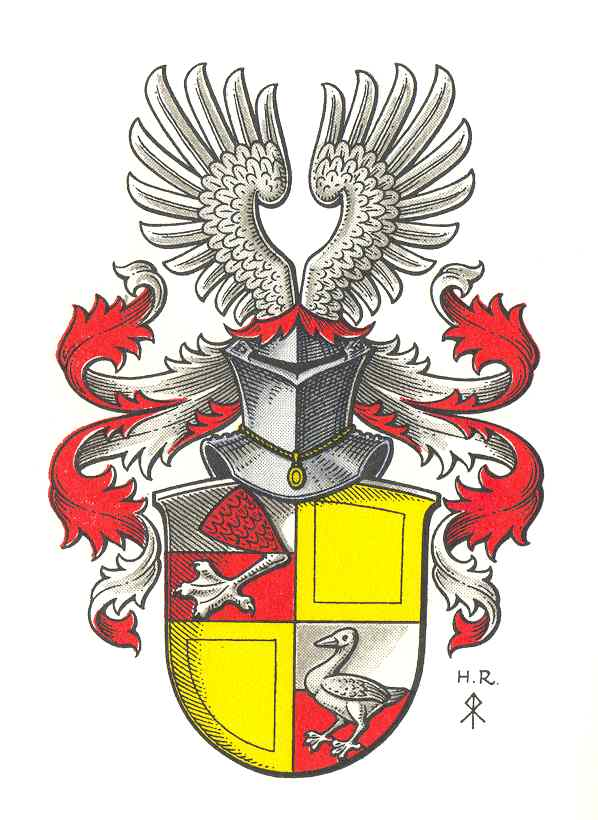
Goßler
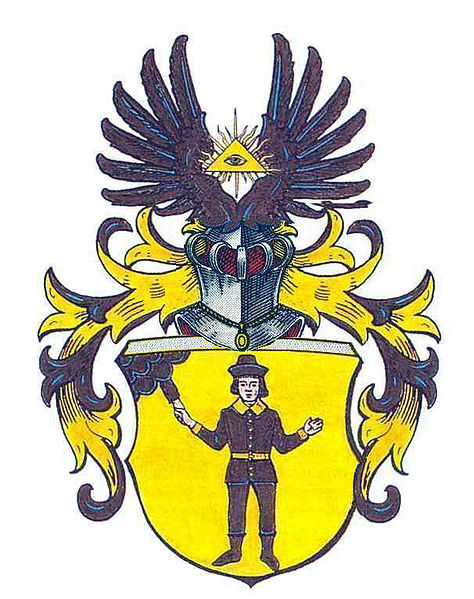
Jauch
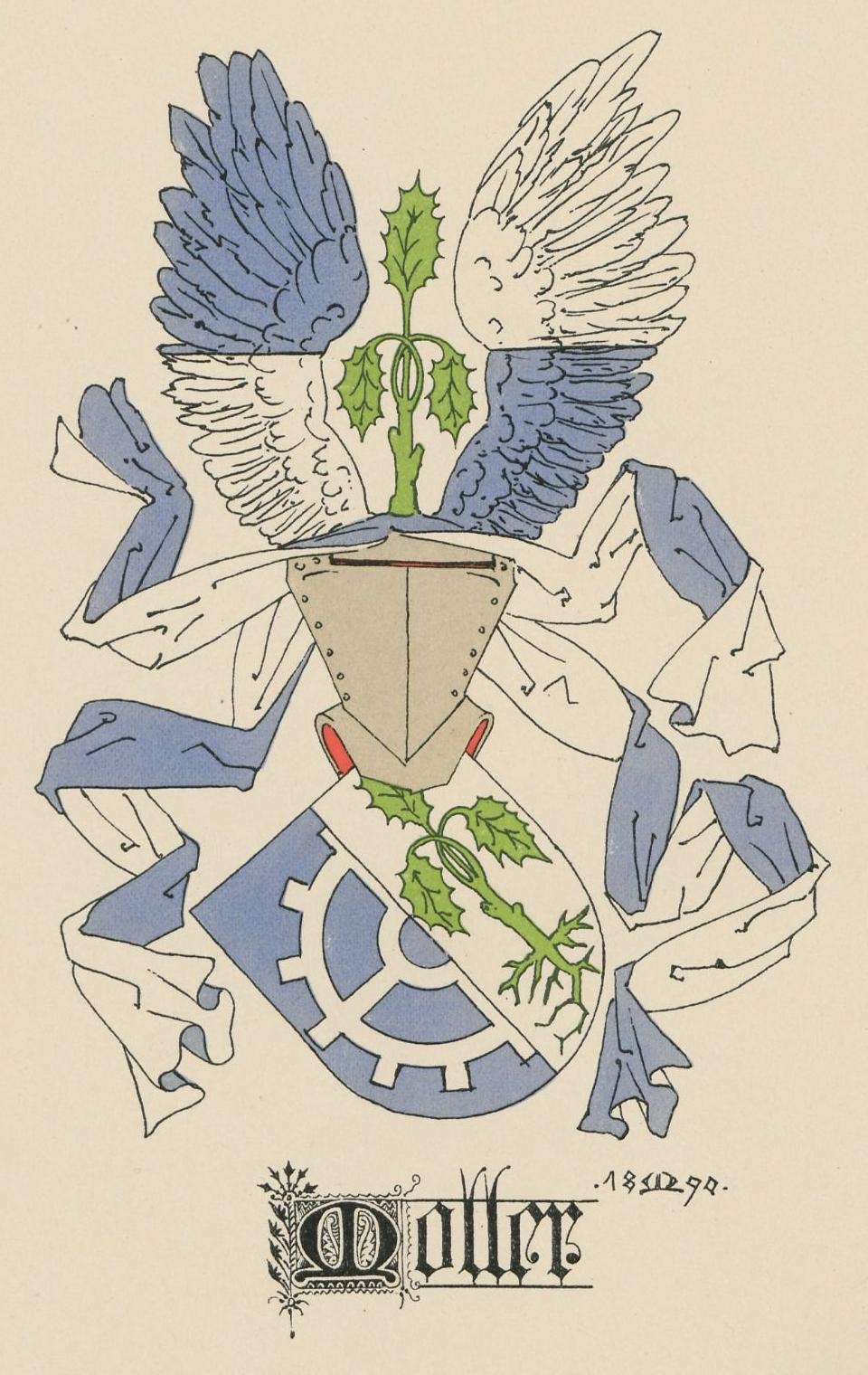
Moller vom Baum
Seyler

Hanseatische Familien waren bzw. sind mit Angabe des ersten Auftretens am Ort:
| - Albers (Bremen vor 1800) (siehe Johann Christoph Albers) - Anckelmann (ausgestorben) (Hamburg vor 1600) - Amsinck (Hamburg vor 1600) - Berenberg (Hamburg vor 1600) - Chapeaurouge (Hamburg vor 1800) - Curtius (Lübeck vor 1700) - Dittmers (Hamburg vor 1280, davor Lübeck 1148–1280, davor Dithmarschen) - Eschenburg (Lübeck vor 1800) - Fehling (Lübeck) - Gaedechens (Hamburg) (siehe Otto Christian Gaedechens) - Godeffroy (Hamburg vor 1800) - Goßler bzw. von Berenberg-Gossler (Hamburg vor 1400) - Gröning (Bremen vor 1800) (siehe Hermann von Gröning) - Hudtwalker (Hamburg vor 1800) (siehe Johann Michael Hudtwalcker) - Jauch (Hamburg vor 1700) | - Jenisch (Hamburg vor 1700) - Knoop (Bremen vor 1800) (siehe Ludwig Knoop) - Kulenkamp (Lübeck vor 1900) (siehe Arthur Gustav Kulenkamp) - Kulenkampff (Bremen vor 1800) (siehe Gustav Kulenkampff) - Laeisz (Hamburg vor 1800) - Luetkens (Hamburg vor 1800) - Mann (Lübeck vor 1800) - Merck (Hamburg vor 1800) (siehe Carl Hermann Merck) - Mönckeberg (Hamburg vor 1800) (siehe Johann Georg Mönckeberg) - Moller vom Baum (Hamburg vor 1500) - Münchmeyer (Hamburg vor 1900) - Mutzenbecher (Hamburg vor 1700) - O’Swald (Hamburg) (siehe William Henry O’Swald) - Ohlendorff "von" (Hamburg ab 1820) - Overbeck (Lübeck vor 1800) (siehe Christian Adolph Overbeck) | - Parish (Hamburg vor 1800) (siehe John Parish (Kaufmann)) - Rodde (Lübeck vor 1700) - Schramm (Hamburg vor 1700) (siehe Max Schramm) - Schröder (Hamburg vor 1800) (siehe Christian Matthias Schröder) - Schües (Hamburg vor 1700) (siehe Nikolaus W. Schües) - Seyler (Hamburg vor 1800, davor Bürger zu Basel und Liestal) - Sieveking (Hamburg vor 1800) - Sloman (Hamburg vor 1800) (siehe Robert Miles Sloman) - Stammann (Hamburg vor 1800) (siehe Johann Otto Stammann) - Stürken (Hamburg vor 1800) (siehe Nicolas Stürken) - Tesdorpf (Lübeck vor 1700) (siehe Carl Tesdorpf) - Volkmann (Bremen vor 1800) (siehe Johann Heinrich Volkmann) - Vorwerk (Hamburg vor 1800) (siehe Georg Friedrich Vorwerk) |

## Hanseaten nach Reichtum

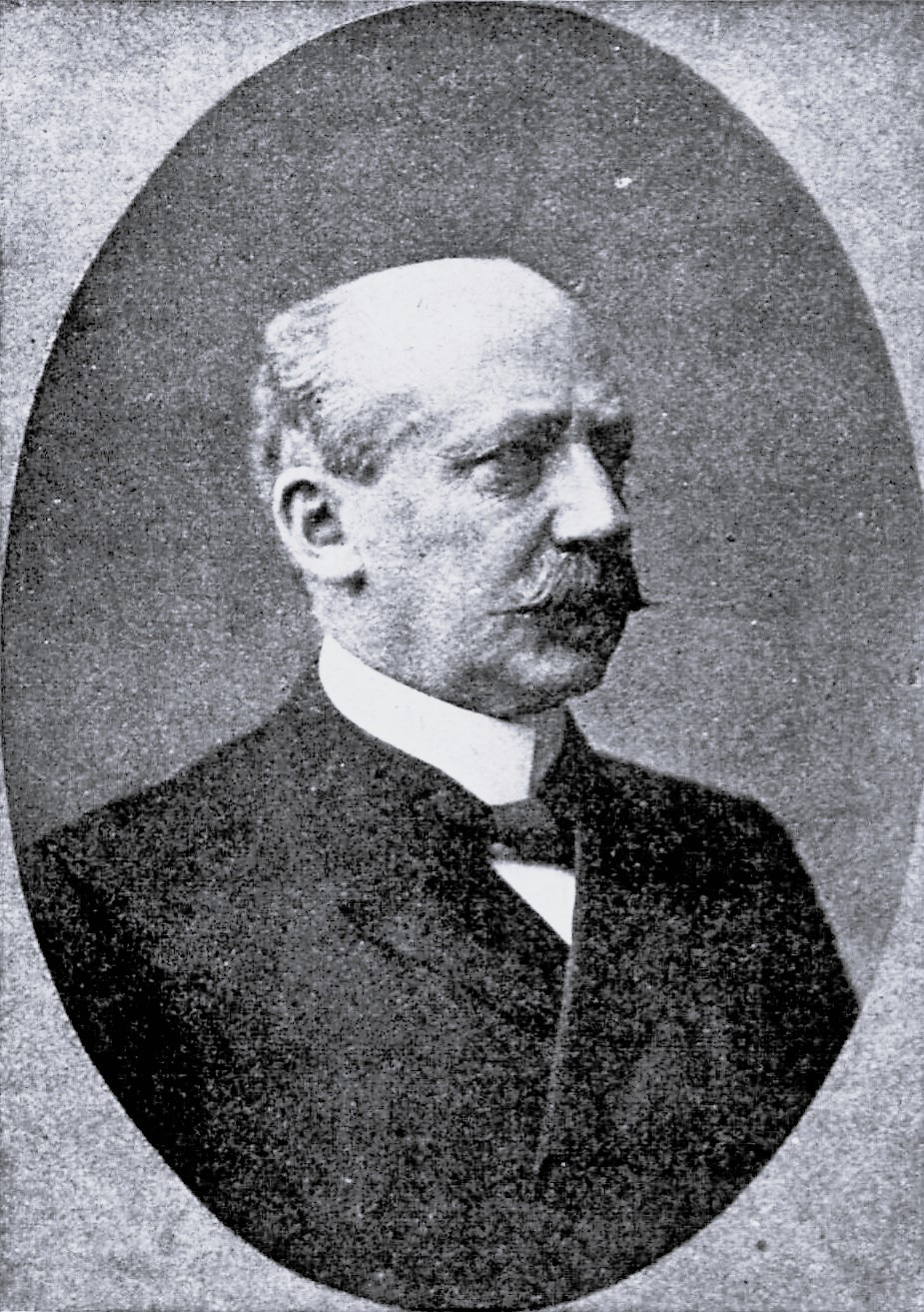
Emil Possehl war vor dem Ersten Weltkrieg der reichste Lübecker Kaufmann

Bis zum Ersten Weltkrieg war das Ansehen hanseatischer Kaufleute so sehr mit Vermögenskennzahlen verbunden, dass diese für die Hansestädte auch veröffentlicht wurden. Für die kleinste und „ärmste“ von ihnen, für Lübeck, ergibt sich folgende Liste der zehn reichsten Lübecker Hanseaten vor dem Ersten Weltkrieg:
- Emil Possehl, Senator und Inhaber der Firma Possehl – 12 Millionen Mark
- Charles Petit, Dänischer Generalkonsul und Teilhaber der Firma Charles Petit & Co. – 5 Millionen Mark
- Hermann Eschenburg, Präsident der Handelskammer und Teilhaber der Firma Jost Hinrich Havemann & Sohn – 4,5 Millionen Mark
- H. P. Friedrich Ewers senior, Teilhaber der Firma F. R. Ewers & Sohn – 4 Millionen Mark
- August Gossmann, Schwedischer Konsul und Teilhaber der Firma Gossmann & Jürgens – 3,9 Millionen Mark
- Carl Dimpker, Württembergischer Konsul und Teilhaber der Firma Dimpker & Sommer – 3,7 Millionen Mark
- Wilhelm Eschenburg, Niederländischer Konsul und Inhaber der Firma H. W. Eschenburg – 3,3 Millionen Mark
- Johannes Suckau, Österreichisch-Ungarischer Konsul und Inhaber der Firma J. A. Suckau – 3,1 Millionen Mark
- Carl Tesdorpf, Preußischer Konsul und Inhaber der Firma Carl Tesdorpf – 2,8 Millionen Mark
- Richard Piehl, Belgischer Konsul und Teilhaber der Piehl & Fehling – 2,6 Millionen Mark

Ungeachtet eines gewissen Zusammenhangs von Hanseatentum und Reichtum, der seine Wurzeln schon darin hatte, dass die Hanseaten zumeist Großbürger, diese Kaufleute und damit tendenziell wohlhabend waren, handelte es sich jedenfalls in Hamburg keineswegs um oligarchische Strukturen, weil selbst extremer Reichtum keineswegs den unmittelbaren Zugang zur eigentlichen Führungsschicht zur Folge hatte, wie beispielsweise der Fall des „Petroleumkönigs“ Wilhelm Anton Riedemann zeigt, der vielen Hamburgern zu katholisch fromm war.

## Hanseaten ohne hanseatischen Familienhintergrund

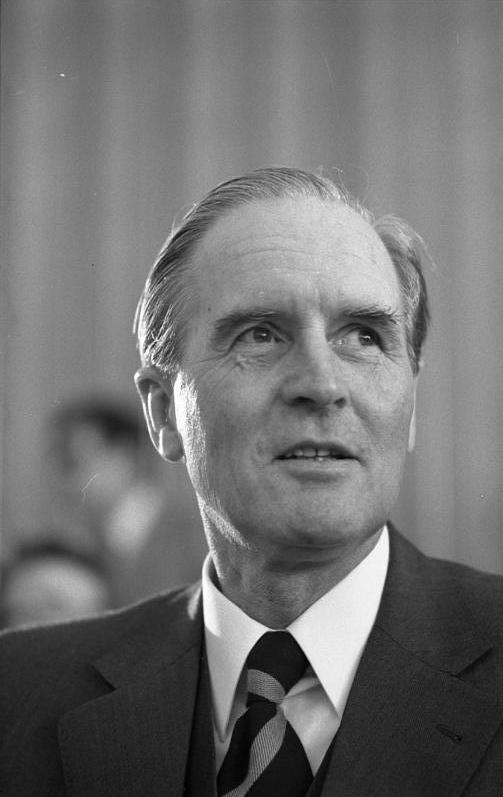
Karl Carstens

Es hat immer wieder Einzelpersonen „ohne Herkunft“ gegeben, denen das Prädikat „Hanseat“ in seiner hergebrachten Bedeutung in gleicher Weise wie den Mitgliedern der alten hanseatischen Familien zugesprochen wurde, weil sie „das Hanseatische“ verkörperten. Zu diesen Hanseaten – Bürgermeister der drei Hansestädte hier ausgenommen – zählen (als beispielgebende Auswahl):
- Gerd Bucerius (1906–1995), Verleger: „Das Hanseatische wurde dem in Hamm geborenen Anwaltssohn nicht in die Wiege gelegt – es wuchs ihm erst im Lauf seines langen, unruhigen Lebens zu. Sein Elternhaus war gutbürgerlich.“[147]
- Karl Carstens (1914–1992): „Der neue Bundestagspräsident Karl Carstens […] kennt als […] gebürtiger Hanseat auch die hohen Tugenden des Anstands und der Selbstbeherrschung.“[148]
- Walther Leisler Kiep (1926–2016), Nachkomme von Jakob Leisler: „der unangepasste Hanseat, der aus seiner Abneigung gegen die „kleinbürgerliche“ CDU keinen Hehl machte.“[149] „Der bevorzugt in den Nadelstreif gewandete Hamburger, im Auftritt und Gestus der Paradehanseat bis über die Grenze des Klischeehaften hinaus“[150]
- Helmut Schmidt (1918–2015), Altbundeskanzler: „für viele […] der Hanseat par excellence“,[135] der seine Herkunft selbst als „kleinbürgerlich“ beschreibt,[151] geboren im Arbeiterviertel Hamburg-Barmbek, der Vater Gustav Schmidt, Adoptivsohn eines ungelernten Hafenarbeiters, zum Leiter einer Handelsschule aufgestiegen.

## Hanseatische Feste
Unter den Festlichkeiten mit jahrhundertelanger Tradition ragt heute sicher die Schaffermahlzeit des Hauses Seefahrt in Bremen heraus und erzielt bundesweit den höchsten Aufmerksamkeitswert. Gleichwohl bestehen in den Schwesterstädten Lübeck und Hamburg ähnliche Veranstaltungen, auf denen sich die Hanseaten, mit und ohne hanseatischen Familienhintergrund, jährlich mit ihren Ehrengästen aus Politik, Kultur und Wirtschaft austauschen. Diese Art der Feste wurde in den Hansestädten auf allen Ebenen der Gesellschaft gleichermaßen gelebt. Ein lebendiges Beispiel ist in Lübeck die Kringelhöge des Amtes der Stecknitzfahrer.

## Belege
1. ↑  Dadurch nahm die Einwohnerzahl in einem Umfang ab, dass dem Lehrer im Dorf Wellingsbüttel das Schulgeld knapp wurde. Auf Intervention der Staatskanzlei in Kopenhagen wurden die Hofstellen weiterer stillgelegter Bauernhöfe als Bedienstetenwohnungen genutzt. Fiege S. 70.

1. ↑  Matthias Wegner: Hanseaten. Berlin 1999, S. 100.
2. ↑  Natalie Bombeck: Jauchs Vorfahren waren Wellingsbütteler. In: Hamburger Abendblatt. 25. Januar 2007.
3. ↑  Eine Ausnahme bildet J. Werdenhagen: De Rebus Publicis Hanseaticis Tractatus. Frankfurt 1641.
4. 1 2 3  Gerhard Ahrens: Hanseatisch. In: Schmidt-Römhild: Lübeck-Lexikon. 2006 unter Hinweis auf: Rainer Postel: Hanseaten. Zur politischen Kultur Hamburgs, Bremens und Lübecks. In: Der Bürger im Staat. 34, 1984, S. 153–158.
5. ↑  Herbert Schwarzwälder: Hanseaten, hanseatisch. In: Das Große Bremen-Lexikon. Bremen 2003, ISBN 3-86108-693-X.
6. ↑  Huret: Hamburg im Jahre 1906. In: Hamburgische Geschichts- und Heimatblätter. 13, 1993, S. 62.
7. ↑  Deutsches Schiffahrtsmuseum Regional-Presse-Info 16/98 vom 19. November 1998: Ein Hamburger war der wahre König der Südsee. Historikerin Gabriele Hoffmann fand das verschollen gewesene Familienarchiv der Godeffroys und verwertete es zu einer spannenden Geschichte über eine einflussreiche Dynastie - Am 1. Dezember liest sie im Bremer Schütting aus ihrem neuen Buch: „Das Haus an der Elbchaussee. Die Godeffroys - Aufstieg und Niedergang einer Dynastie“, (Digitalisat)
8. ↑  Percy Ernst Schramm: Hamburg, Deutschland und die Welt. Leistung und Grenzen hanseatischen Bürgertums in der Zeit zwischen Napoleon I. und Bismarck. 2. Auflage. Hoffmann und Campe, Hamburg 1952, S. 28.
9. ↑  Siehe Quiddje.
10. ↑  Heinz H. König: The Brits. Unsere Freunde in Europa? Das Deutsch-englische Missverständnis. 2008, S. 21.
11. ↑  Meyer’s Conversations-Lexicon, 14. Band (1849), S. 922: Dort herrschte „eine altmodische Oberservanz in Beziehung auf die strengste Sonderung der verschiedenen Klassen …, wo die drei Stände: der Handelsadel, der wohlhabende Industrielle oder kleine Kaufmann und der Plebs auf das Schärfste getrennt“ waren.
12. ↑  Meyer’s Conversations-Lexicon, 14. Band (1849), S. 922.
13. ↑  Wegner, S. 34: „In Hamburg wurde sehr genau zwischen dem großen und dem kleinen Bürgerrecht unterschieden, und nur wer dank seiner ökonomischen Verhältnisse imstande war, das Große Bürgerrecht zu erwerben, verfügte über die uneingeschränkte Handels- und Gewerbefreiheit, durfte in den Senat, die Bürgerschaft und andere Ämter gewählt werden – und das waren nur wenige. Die vermögenden Kaufleute gaben in den Hansestädten den Ton an.“ S. 35: „Sie sicherten aus eigener Verfügungsgewalt die Macht ihres Standes und ihrer Klasse, grenzten sich in Rang und Habitus gegen die kleinen Kaufleute, die „Krämer“ ab und betrachteten sich mit einigem Recht als Herrscher ihrer Stadt.“; das Große Bürgerrecht kostete 1600 in Hamburg 50 Reichstaler, das Kleine Bürgerrecht 7 Reichstaler, siehe Mirjam Litten: Bürgerrecht und Bekenntnis: Städtische Optionen zwischen Konfessionalisierung und Säkularisierung in Münster, Hildesheim und Hamburg. 2003, S. 30.
14. ↑  Wegener, S. 35 „Auf gleicher Höhe standen nur noch die Juristen, denn auch die Advokatur wurde ja als freies und selbständiges Gewerbe angesehen.“.
15. ↑  Birgit-Katharine Seemann: Stadt, Bürgertum und Kultur: Kurturelle Entwicklung und Kulturpolitik in Hamburg von 1839 bis 1933 am Beispiel des Museumswesens. 1998, S. 22.
16. ↑  Meyer’s Conversations-Lexicon, 14. Band (1849), S. 923.
17. ↑  Andrea Purpus: Frauenarbeit in den Unterschichten: Lebens- und Arbeitswelt Hamburger Dienstmädchen und Arbeiterinnen um 1900 unter besonderer Berücksichtigung der häuslichen und gewerblichen Ausbildung. 2000, S. 10.
18. ↑  Ulrike von Goetz, Arne Cornelius Wasmuth: Revolutionäre Hanseaten. In: Welt Online. 21. Oktober 2001.
19. ↑  Matthias Wegner: Hanseaten, Berlin 1999, S. 39; siehe zum Ganzen Heinz Schilling, Gottfried Niedhart, Klaus Hildebrand: Die Stadt in der frühen Neuzeit. 2004, S. 25f.
20. ↑  Zitiert nach George J. Buelow, Hans Joachim Marx: New Mattheson Studies. 1983, S. 42.
21. ↑  Wegener S. 40.
22. ↑  Wegener S. 42.
23. ↑  So schon für die hansische Zeit Henning Landgraf: Bevölkerung und Wirtschaft Kiels im 15. Jahrhundert. 1959, S. 63.
24. ↑  Beispielsweise Bergenfahrer oder Schonenfahrer.
25. ↑  Emil Ferdinand Fehling: Lübeckische Ratslinie von den Anfängen der Stadt bis auf die Gegenwart. Lübeck 1925.
26. ↑  ffh Internetausstellungen (Memento vom 20. Juni 2007 im Webarchiv archive.today)
27. ↑  Tilman Stieve: Der Kampf um die Reform in Hamburg 1789–1842. Hamburg 1993, S. 31f.
28. ↑  Hildegard von Marchthaler: Die Bedeutung des Hamburger Geschlechterbuchs für Hamburgs Bevölkerungskunde und Geschichte. In: Hamburgisches Geschlechterbuch. 9, 1961, S. 26.
29. ↑  v. Marchthaler, S. 23: „Die bisher erschienenen acht Hamburger Bände des Deutschen Geschlechterbuchs sind ein in sich geschlossenes Werk, wie es keine andere deutsche Stadt aufzuweisen hat. Sie erfassen eine eng in sich verflochtene soziale Schicht, die allerdings nur einen kleinen aber doch wichtigen Sektor der Hamburger Bevölkerung in Vergangenheit und Gegenwart ausmacht. Soziologisch gesehen sind die Hamburger Bände so wertvoll, weil die darin vorkommenden Personen in erster Linie Träger der kulturellen und wirtschaftlichen Entwicklung des Stadtstaates Hamburg sind und als Kaufleute, Reeder, Bankiers und Juristen Förderer ihrer Stadt gewesen sind. Zahlreiche Personen aus diesen Hamburger Geschlechtern haben als Senatoren an der Regierung des Stadtstaates teilgenommen oder haben in der Bürgerschaft als Vertreter der Bevölkerung am Gedeih ihrer Vaterstadt mitgewirkt.“.
30. ↑  Sprich: Amßink.
31. ↑  Siehe Carl Friedrich Petersen.
32. ↑  v. Marchthaler, S. 30: „Familiengeschichte ist in Hamburg auch meist Firmengeschichte, und da auch die Chefs der großen Handelshäuser seit eh und je verantwortliche Ämter in der Verwaltung des Stadtstaates hatten, bestand eine feste Verflechtung zwischen Familie, Geschäft und regierenden Kreisen.“.
33. ↑  Geert Seelig: Die geschichtliche Entwicklung der Hamburgischen Bürgerschaft und der hamburgischen Notabeln. Hamburg 1900, S. 43 – Hervorhebung durch Seelig.
34. 1 2  Arne Cornelius Wasmuth: Hanseatische Dynastien. Die Hanse, Hamburg 2001, ISBN 3-434-52589-0, S. 9.
35. ↑  Renate Hauschild-Thiessen: Adel und Bürgertum in Hamburg. In: Hamburgisches Geschlechterbuch. 14, 1997, S. 22.
36. ↑  Percy Ernst Schramm: Gewinn und Verlust. Christians, Hamburg 1969, S. 108.
37. ↑  Wegner, S. 80.
38. ↑  Bernhard Pabst: Die Familie Anckelmann in Hamburg und Leipzig. Teil 3: Die Familie Esich aus Bremen und die späten Hamburger Anckelmann, 2007, S. 120 ff.
39. ↑  Renate Hauschild-Thiessen: Adel und Bürgertum in Hamburg. S. 26.
40. ↑  Rainer Geissler, Thomas Meyer: Die Sozialstruktur Deutschlands: Zur gesellschaftlichen Entwicklung mit einer Bilanz zur Vereinigung. 2006, S. 29, weisen darauf hin, dass „Wert auf Nobilitierung und Ratstitel“ eher im industriellen Bürgertum gelegt wurde, während „die reiche Kaufmannschaft der Handelszentren dagegen … mehr an bürgerlich-städtischen Traditionen“ festhielt.
41. ↑  Zur Familie siehe Artikel über seinen Sohn: John von Berenberg-Gossler.
42. ↑  Hauschild-Thiessen: Adel und Bürgertum in Hamburg. S. 30.
43. ↑  Roberts: Schroders. London 1992, S. 42, merkt dazu an, „a very unusual honor for a Hamburg merchant“.
44. ↑  Schramm: Gewinn und Verlust. Veröffentlichungen des Vereins für Hamburgische Geschichte Nr. 24, 1969, S. 108.
45. 1 2  Hauschild-Thiessen: Adel und Bürgertum in Hamburg. S. 31.
46. ↑  Percy Ernst Schramm: Gewinn und Verlust. Die Geschichte der Hamburger Senatorenfamilien Jencquel und Luis. Hamburg 1969, S. 108.
47. ↑  Renate Hauschild-Thiessen: Adel und Bürgertum in Hamburg. In: Hamburgisches Geschlechterbuch. 14, 1997, S. 31.
48. ↑  Mühlfried, S. 53.
49. ↑  Jungclaussen, S. 87f.
50. ↑  Hauschild-Thiessen, S. 25.
51. 1 2  Wasmuth S. 98.
52. ↑  So starb der Hamburger Senator Heinrich Christian Sieveking (1752–1809), ohne seiner Tochter Amalie Sieveking (siehe dort) ausreichende Mittel für die Ausbildung oder Lebensführung zu hinterlassen, so dass wohlhabende Verwandte sich ihrer annehmen mussten.
53. ↑  Susanne Wiborg: „Wo er steht, ist Hamburg“, er imponierte sogar Wilhelm II.: Johann Heinrich Burchard, der „königliche Bürgermeister“, in: Susanne Wiborg: Wo er steht, ist Hamburg. Hamburg 1992, S. 7–18.
54. ↑  Alois Friedel: Deutsche Statussymbole. 1968, S. 71 „… dass bei den Hanseaten die Vergabe und Annahme von Orden seit alters her nicht üblich ist …“.
55. ↑  Brockhaus Enzyklopädie in zwanzig Bänden, Band 8, 1969, S. 101: „Die Hansestädte verleihen selbst keine Orden und versuchen in ihrem Bereich traditionell die Annahme von Orden zu begrenzen (Ausnahme →Hanseatenkreuz)“.
56. ↑  Ludwig Benninghoff: Deutschland. S. 231, „Senat, Beamte und Richter der Hansestadt Hamburg lehnen jedoch aus traditioneller Gepflogenheit die Annahme und das Tragen von Orden und Ehrenzeichen ab.“.
57. ↑  „den führenden Repräsentanten ja die Annahme und das Tragen von Orden verboten war.“, Senatsbeschluss vom 26. Juni 1895, Amtsblatt der freien und Hansestadt Hamburg, Nr. 85, 27. Juni 1895, zitiert nach: Tobias von Elsner: Kaisertage: die Hamburger und das Wilhelminische Deutschland im Spiegel öffentlicher Festkultur. Europäische Hochschulschriften, Reihe 3: Geschichte und ihre Hilfswissenschaften. 471, 1991, S. 343.
58. ↑  Werner Kloos und Reinhold Thiel: Bremer Lexikon. Artikel Orden (Ehrenzeichen). Bremen 1997, ISBN 3-931785-47-5.
59. ↑  Michael Dauer: Orden? nein danke! In: manager-magazin.de. 19. Juli 2002; siehe Hans-Olaf Henkel.
60. ↑  Günter Stiller: Niedergang der Kaufmannskönige. In: Hamburger Abendblatt. 25. Februar 2006.
61. ↑  Jungclaussen, S. 10.
62. ↑  Karl-Heinz Büschemann: Jenseits von Soll und Haben. In: Die Zeit. Nr. 23, 3. Juni 1988.
63. ↑  Lüder Döscher: Bremer Rathaus-Plauderei. Schünemann, Bremen 1967, ISBN 3-7961-1508-X, S. 107–111.
64. ↑  Werner Kloos: Bremer Lexikon. Hauschild, Bremen 1980, ISBN 3-920699-31-9, S. 238.
65. ↑  Renate Hauschild-Thiessen: Über den Hamburgischen Nationalcharakter. In: Deutsches Geschlechterbuch. 127, 1979, S. 24.
66. ↑  „Buten un binnen“ ist niederdeutsch und bedeutet in etwa „draußen und drinnen“, was eine Anspielung auf die geographische Lage Bremens und Bremerhavens sowie Hamburgs, die an der See und im Binnenland liegen, sowie auf den Wahlspruch der Bremer Kaufleute, buten un binnen – wagen un winnen (draußen und drinnen – wagen und gewinnen), der noch heute als Inschrift am Schütting zu finden ist, darstellt.
67. ↑  Jonas Ludwig von Heß: Hamburg topographisch, politisch und historisch beschrieben. Band 1, 1787, S. 99.
68. 1 2  Meyer’s Conversations-Lexicon, 14. Band (1849), S. 923; online bei MDZ.
69. ↑  Zitiert nach: Hans Wisskirchen: Die Welt der Buddenbrooks. Frankfurt am Main 2008, S. 12.
70. ↑  Josef Nyary: Harte Sitten in der Großstadt. In: Hamburger Abendblatt. 21. Juli 2003.
71. ↑  Andreas Seeger, Fritz Treichel: Hinrichtungen in Hamburg und Altona 1933–1945. Hamburg 1998, S. 10. Während der Hamburger Franzosenzeit führten die Besatzer die Guillotine ein, die nach der Befreiung bis zur Abschaffung der öffentlichen Hinrichtung Mitte des 19. Jahrhunderts wieder durch das Richtschwert ersetzt wurde.
72. ↑  Andreas Fahl: Das Hamburger Bürgermilitär 1814–1868. Berlin 1987, S. 16.
73. ↑  Adam Storck: Ansichten der Freien Hansestadt Bremen und ihrer Umgebungen. ISBN 0-543-91990-0, S. 409. Herbert Schwarzwälder: Das Große Bremen-Lexikon; Edition Temmen, Bremen 2003, ISBN 3-86108-693-X.
74. ↑  Bürgermeister Amandus Augustus Abendroth, zitiert nach Andreas Fahl: Das Hamburger Bürgermilitär 1814–1868. Berlin 1987, S. 31.
75. ↑  Andreas Fahl: Das Hamburger Bürgermilitär 1814–1868. Berlin 1987, S. 284.
76. ↑  Andreas Fahl: Das Hamburger Bürgermilitär 1814–1868. Berlin 1987, S. 178. Dies war freilich in der preußischen Landwehr nicht anders.
77. ↑  Andreas Fahl: Das Hamburger Bürgermilitär 1814–1868. Berlin 1987, S. 179.
78. ↑  So der Bürgermeister Heinrich Brömse († 1502) mit seiner Familie auf dem Nebenaltar des Heinrich Brabender in der Jakobikirche. Am deutlichsten zeigt sich diese Entwicklung am Triumphkreuz des Bernt Notke aus dem Jahr 1477 im Lübecker Dom, an dem der Stifter Bischof Albert II. Krummendiek neben „seiner“ Maria Magdalena kniet.
79. ↑  In der Zeit des Barock erreicht das Epitaph als Kunstform in Norddeutschland unter Thomas Quellinus seinen Höhepunkt. Der ihm durch den Kaufmann Thomas Fredenhagen 1697 in Auftrag gegebene barocke Hochaltar für die Lübecker Marienkirche ist die größte Ausstattungsspende seit der Reformation.
80. ↑  Die alten Stiftungen konnten die Franzosenzeit nur überleben, wenn sie überwiegend in Grundbesitz investiert hatten und die aufstehenden Gebäude sich erhalten ließen.
81. ↑  Renate Hauschild-Thiessen: Über den Hamburgischen Nationalcharakter. S. 22.
82. ↑  Katja Gerhartz: Hamburg – deutsche Stiftungshauptstadt. In: Welt Online. 4. Juli 2004.
83. ↑  Ruprecht Grossmann, Heike Grossmann: Das St.-Remberti-Stift. Bremens älteste soziale Siedlung im Wandel der Zeiten. S. 18.
84. ↑  Renate Hauschild-Thiessen: Über den Hamburgischen Nationalcharakter. S. 23.
85. ↑  Percy Ernst Schramm: Hamburg, Deutschland und die Welt. Leistung und Grenzen hanseatischen Bürgertums in der Zeit zwischen Napoleon I. und Bismarck. 2. Auflage. Hoffmann und Campe, Hamburg 1952, S. 18.
86. ↑  Deutsches Geschlechterbuch, Band 19, Zweiter Hamburger Band, Görlitz 1911, Stammfolge „Mutzenbecher“, S. 295f.
87. ↑  Hildegard von Marchtaler: Das Landhaus der Hamburger. Deutsches Geschlechterbuch, Band 171 (12. Hamburger), Limburg an der Lahn 1975, S. 19.
88. ↑  Ausstellungskatalog: Gärten, Landhäuser und Villen des hamburgischen Bürgertums. Kunst, Kultur und gesellschaftliches Leben in vier Jahrhunderten. Museum für Hamburgische Geschichte. Hamburg 29. Mai–26. Oktober 1975.
89. ↑  Paul Th. Hoffmann: Die Elbchaussee. Hamburg 1977, S. 3.
90. ↑  Paul Th. Hoffmann: Die Elbchaussee. Hamburg 1977, S. 9.
91. ↑  Hildegard von Marchtaler: Das Landhaus der Hamburger. S. 23.
92. ↑  Mühlfried, S. 610.
93. 1 2  Marchtaler Landhaus; S. 27.
94. ↑  Jungclaussen, S. 115.
95. ↑  Hildegard von Marchtaler: Das Landhaus der Hamburger. S. 29.
96. ↑  Lithographie des befreundeten Malers und Zeichners Eugen Krüger 1861, der regelmäßiger Jagdgast der Jauch war.
97. ↑  Mühlfried, Klaus: Baukunst als Ausdruck politischer Gesinnung – Martin Haller und sein Wirken in Hamburg, Diss. Hamburg 2005, S. 49f.
98. ↑  Mühlfried, Klaus: Baukunst als Ausdruck politischer Gesinnung – Martin Haller und sein Wirken in Hamburg, Diss. Hamburg 2005, S. 610.
99. ↑  Fiege, Hartwig: Geschichte Wellingsbüttels, Neumünster 1982, S. 70.
100. ↑  Hegewald, Carl Léon: Fürst Bismarck als Jäger, Neudamm 1895, S. 168.
101. ↑  Fiege, Hartwig: Geschichte Wellingsbüttels, Neumünster 1982, S. 70.
102. ↑  Mühlfried, Klaus: Baukunst als Ausdruck politischer Gesinnung – Martin Haller und sein Wirken in Hamburg, Diss. Hamburg 2005, S. 618.
103. ↑  Zitiert nach Wegener S. 110.
104. ↑  Wegener S. 207.
105. ↑  Wegener S. 62f.
106. ↑  Schramm S. 21.
107. ↑  Margrit Schulte-Beerbühl: Deutsche Kaufleute in London: Welthandel und Einbürgerung(1660–1818). 2007, ISBN 978-3-486-58038-9, S. 89.
108. ↑  Schulte-Beerbühl S. 90.
109. ↑  Schulte-Beerbühl S. 92.
110. ↑  Anton Schindling: Bildung und Wissenschaft in der frühen Neuzeit 1650–1800. 1999, ISBN 3-486-56422-6, S. 91.
111. ↑  Hans-Christof Kraus: Montesquieu, Blackstone, de Lolme und die englische Verfassung des 18. Jahrhunderts. Jahrbuch des historischen Kollegs 1995, ISBN 3-486-56176-6, S. 114.
112. ↑  Bernd Roeck: Lebenswelt und Kultur des Bürgertums in der frühen Neuzeit. 1988, ISBN 3-486-55571-5, S. 66.
113. ↑  Frank M. Hinz: Planung und Finanzierung der Speicherstadt in Hamburg. LIT, Münster 2000, ISBN 3-8258-3632-0, S. 17.
114. ↑  Bruder des Vorgenannten, Haus erbaut von Franz Gustav Joachim Forsmann, heute Überseeclub e. V.
115. ↑  1810–1860, Cousin Heinrich Heines.
116. ↑  Jacques Emile Louis Alexandre Nölting.
117. ↑  1807–1881, siehe Deutsches Geschlechterbuch, Band 209, 15. Hamburger, Limburg an der Lahn 1999, S. 184f.
118. ↑  Ulf Poschardt: Die Rebellion der Kaschmir-Kinder. In: Welt Online. 4. Juli 2004.
119. ↑  Helmut Böhme: Frankfurt und Hamburg. Des Deutschen Reiches Silber- und Goldloch und die allerenglischste Stadt des Kontinents. Frankfurt am Main 1968.
120. ↑  Karl Klug: Geschichte Lübecks während der Vereinigung mit dem französischen Kaiserreiche. 1811–1813. Lübeck 1857, Abtheilung 2, Abschnitt 11.
121. ↑  Hans Liebeschütz, Arnold Paucker: Das Judentum in der Deutschen Umwelt 1800–1850. 1977, ISBN 3-16-839412-2, S. 165.
122. ↑  Vgl. Liebeschütz 1977, S. 204f.
123. ↑  Heinrich Graetz: Geschichte der Juden. S. 304.
124. ↑  Franklin Kopitzsch, Dirk Brietzke: Hamburgische Biografie. 2003, ISBN 3-7672-1366-4, S. 182.
125. ↑  Saskia Rohde, Arno Herzig: Die Geschichte der Juden in Hamburg 1590–1990. Hamburg 1991.
126. ↑  Gustav Mayer, Gottfried Niedhart: Erinnerungen: Vom Journalisten zum Historiker der deutschen Arbeiterbewegung. 1993, S. 154.
127. ↑  Stephan Malinowski: Vom König zum Führer. Sozialer Niedergang und politische Radikalisierung im deutschen Adel zwischen Kaiserreich und NS-Staat. Berlin 2003, ISBN 3-05-003554-4.
128. ↑  Horst Möller, Andreas Wirsching, Walter Ziegler: Nationalsozialismus in der Region: Beiträge zur regionalen und lokalen Forschung und zum internationalen Vergleich. 1996, ISBN 3-486-64500-5, S. 95.
129. ↑  Kurt Gossweiler: Hitler und das Kapital. 1925–1928. 1926 galt Hitler noch vielenorts als Ludendorffianer („der Trommler“). Dies änderte sich dann bald.
130. ↑  Mitglied im Freundeskreis Reichsführer SS, Mitglied der NSDAP, Hamburger Bürgermeister 1933 bis 1945.
131. ↑  Mitglied im Freundeskreis Reichsführer SS, Mitglied der NSDAP, Mitglied der SS, SS-Brigadeführer, in dessen Haus im Januar 1933 die entscheidenden Verhandlungen vor Hitlers Ernennung zum Reichskanzler stattfanden; verwaltete das „Sonderkonto S“ seines Bankhauses, auf das die Mitglieder des Freundeskreises Reichsführer-SS jährlich eine Million Reichsmark für Sonderaufgaben von Heinrich Himmler einzahlten.
132. ↑  Mitglied im Freundeskreis Reichsführer-SS, Mitglied der NSDAP.
133. ↑  Mitglied der NSDAP.
134. 1 2  Hamburger Abendblatt vom 18. Mai 2007.
135. 1 2 3  Bürgermeister Ortwin Runde, Pressemeldung der Pressestelle der Hansestadt Hamburg vom 6. Januar 1999.
136. 1 2 3  Petra Marchewka: Der Hanseat. Das Porträt einer norddeutschen Spezies. In: Deutschland Radio Berlin, Länderreport. 13. Dezember 2004.
137. ↑  Siehe Gebrauch des Beinamens Hansestadt.
138. ↑  Hier handelt es sich jedoch vermutlich um die journalistische Alltagspraxis „Kürze vor Genauigkeit“. Denn herkömmlich war Fußball kein Sport junger Hanseaten. Segeln, Tennis oder – für Männer – Polo waren angemessener.
139. ↑  Ansprache von Bundespräsident Johannes Rau bei der Trauerfeier für Rudolf Augstein, Hamburg, 25. November 2002.
140. ↑  Wegener S. 96 und 111.
141. ↑  Ida Boy-Ed: Ein königlicher Kaufmann. Stuttgart 1922, S. 29, Textversion auf Commons: Image:Boy-Ed Ein königlicher Kaufmann.djvu.
142. 1 2  Hildegard von Marchthaler: Die Bedeutung des Hamburger Geschlechterbuches für Hamburgs Bevölkerungskunde und Geschichte. Hamburgisches Geschlechterbuch Band 9 = Deutsches Geschlechterbuch Band 127, S. 22.
143. ↑  Non-family partners – »Joh. Berenberg, Gossler & Co.« (Memento vom 9. November 2013 im Internet Archive), berenberg.de
144. ↑  Jahrbuch des Vermögens und Einkommens der Millionäre in den drei Hansastädten. 1912.
145. ↑  Zitiert nach Jan Zimmermann: St. Gertrud 1860–1945. Bremen 2007, S. 8.
146. ↑  Klaus Mühlfried: Baukunst als Ausdruck politischer Gesinnung. Martin Haller und sein Wirken in Hamburg. (Memento vom 17. Juli 2007 im Internet Archive; PDF; 8,2 MB) Hamburg 2006 (Dissertation), S. 55.
147. ↑  Uwe Bahnsen: In der Unabhängigkeit des Denkens blieb er sich immer treu. In: Welt Online. 18. Mai 2006.
148. ↑  Karl-Heinz Janßen: Sauer gegen Wehner In: Die Zeit. 11. Februar 1977.
149. ↑  Im Spenden-Zwielicht: Leisler Kiep feiert Geburtstag. In: RP Online. 3. Januar 2001.
150. ↑  Ansgar Graw: Immer an der Grenze zum Klischee. In: Welt Online. 26. April 2001.
151. ↑  Kerstin Kullmann, Dirk Kurbjuweit, Klaus Wiegrefe: Eine Aura der Stärke. In: Der Spiegel. Nr. 50, 8. Dezember 2008, S. 62.